# Troyes
Pour les articles ayant des titres homophones, voir 3 (nombre), Trois, Troie (homonymie) et Troy (homonymie).
Troyes en Champagne redirige ici.
Troyes (prononcer [tʁwa]) est une commune française, préfecture du département de l'Aube, et septième commune la plus peuplée de la région Grand Est. Elle se trouve dans la région historique et culturelle de Champagne, dont elle était la capitale comtale. Elle est traversée par la Seine.
Au cours des siècles, Troyes, désignée Ville d'art et d'histoire, a conservé un patrimoine architectural et urbain témoignant de son riche passé médiéval et renaissant. La cité, reconstruite après l’incendie de 1524, dispose de 42 édifices protégés au titre des monuments historiques, dont dix églises et une cathédrale d'architecture gothique, ainsi que d'une des plus grandes concentrations de maisons à pans de bois du XVIe siècle. La ville comme son département dispose également d'une grande diversité de vitraux.
Les Tricasses, premier peuple ayant laissé des traces tangibles de leur présence, donnent leur nom à celle qui s'appelait Civitas Tricassium, puis Augustobona sous l'occupation romaine. Les Foires de Champagne, gérées par les comtes de Champagne, ont contribué au rayonnement économique et financier de Troyes à partir du XIe siècle, attirant nombre de marchands à travers toute l'Europe. Lors de la révolution industrielle, le textile, le cuir, mais également l’imprimerie, sont les atouts historique de l'économie troyenne. Berceau de grandes entreprises de prêt-à-porter telles que Lacoste ou Petit Bateau, Troyes, est considérée comme la capitale européenne des magasins d'usine et de négoce.
La ville est aussi réputée pour sa gastronomie, et notamment l'andouillette et la prunelle de Troyes, ainsi que ses nombreux vignobles de Champagne. Du point de vue géographique, la Seine reste le principal avantage, notamment grâce aux grands lacs de la forêt d’Orient, offrant une vaste réserve faunistique et de détente, mais également les pays Barséquanais, d'Othe et d'Armance et leurs étendues vallonnées, boisées et de plaines.

## Géographie

### Localisation
Troyes se situe en France, dans la partie occidentale de la région Grand Est, au centre du département de l'Aube — dont elle est le chef-lieu. La commune s'étend dans la plaine de Champagne crayeuse, à proximité du pays d'Othe et du pays d'Armance. Cette ville de plaine alluviale s'établit dans la vallée de la Seine.
À vol d'oiseau, Paris est 141,5 km au nord-ouest de Troyes. En dehors de la capitale, les autres grandes villes les plus proches de Troyes sont Reims (106,9 km vers le nord) et Dijon (129,9 km vers le sud-est). En ce qui concerne la proximité, elle est distante :
- vers l'ouest : de Sens à 59,9 km, de Montereau-Fault-Yonne à 84,0 km ;
- vers le sud-ouest : d'Auxerre à 67,4 km ;
- vers le nord-ouest : de Romilly-sur-Seine à 35,4 km, de Provins à 64,3 km, de Coulommiers à 93,0 km, de Château-Thierry à 96,7 km ;
- vers le nord : de Châlons-en-Champagne à 76,1 km, d'Épernay à 82,8 km ;
- vers le nord-est : de Vitry-le-François à 60,2 km, de Saint-Dizier à 74,4 km, de Bar-le-Duc à 95,8 km ;
- vers l’est : de Chaumont à 81,3 km.

### Communes limitrophes
La ville de Troyes est encadrée, « dans le sens des aiguilles d'une montre » et « à vol d'oiseau », par la commune de Lavau, située à 3,4 km au nord-nord-est ; par la ville de Pont-Sainte-Marie, distante de 3,1 km en axe nord-est ; par celle de Saint-Parres-aux-Tertres, localisée à 2,9 km en direction de l'est ; par celle de Saint-Julien-les-Villas, distante de 3,7 km en axe sud-est ; celle de Rosières-près-Troyes, distante de 3,9 km, en direction du sud ; celle de Saint-André-les-Vergers, située à 1,9 km en axe sud-ouest ; par la ville de Sainte-Savine, à 1,6 km sur sa limite ouest ; par la commune de Les Noës-près-Troyes à 2,3 km au nord-ouest ; par la ville de La Chapelle-Saint-Luc à 3,1 km au nord.
| Les Noës-près-Troyes    | La Chapelle-Saint-Luc | Lavau Pont-Sainte-Marie  |
| Sainte-Savine           | Troyes                | Saint-Parres-aux-Tertres |
| Saint-André-les-Vergers | Rosières-près-Troyes  | Saint-Julien-les-Villas  |

### Géologie et relief

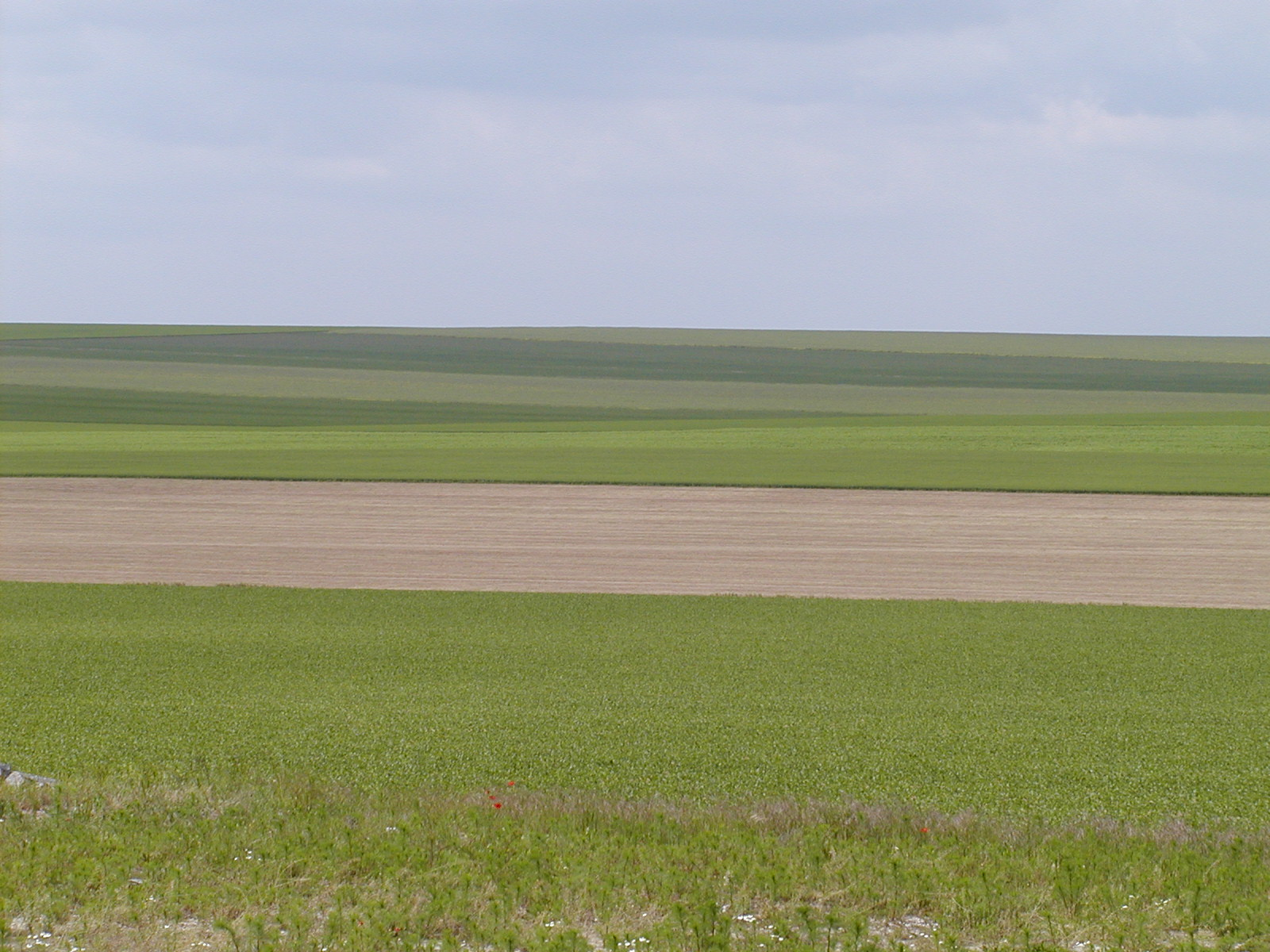
La Champagne crayeuse.

La superficie de la commune de Troyes est de 1 320 ha quand la superficie moyenne communale en France métropolitaine s'établit à 1 505,8 ha ; son altitude varie de 100 m, au niveau de la Seine à la limite entre Troyes et Barberey-Saint-Sulpice, à 126 m au sud-ouest, à la limite du territoire communal de Saint-André-les-Vergers,.
Troyes se situe dans la partie sud-est du Bassin parisien, à proximité de la zone de transition entre les formations du Crétacé inférieur et celles du Crétacé supérieur. Cette zone a une activité très peu tectonique et les couches mésozoïques du bassin sont caractérisées par un très faible pendage (environ 0,15 %) en direction du nord-ouest. Le socle hercynien a été reconnu par forage à une profondeur d'environ 1 685 m. Le territoire de la commune se trouve intégralement dans la vallée de la Seine, constituée d'un emboîtement de trois terrasses alluviales (moyenne terrasse, basse terrasse et plaine alluviale), dont les épaisseurs peuvent atteindre jusqu'à plus de 10 m.
Le soubassement de la vallée de la Seine est une craie du Crétacé supérieur formée à partir de restes calcaires de micro-organismes planctoniques. Cette craie poreuse et épaisse a permis la formation en Champagne-Ardenne d'une immense « nappe de la craie » souterraine qui alimente de nombreux cours d'eau. Dans le cas de Troyes (et du pays d'Othe), il s'agit de craie sénonienne et turonienne,. Cette formation crayeuse, entièrement recouverte par des alluvions modernes et anciennes sur le territoire de la commune, se retrouve à l'affleurement dans les communes limitrophes de Troyes à l'est, Saint-Parres-aux-Tertres et Pont-Sainte-Marie.
Hydrogéologie et climatologie : Système d’information pour la gestion des eaux souterraines en Seine-Normandie, par le BRGM :
Territoire communal : Occupation du sol (Corinne Land Cover); Cours d'eau (BD Carthage),
Géologie : Carte géologique; Coupes géologiques et techniques,
Hydrogéologie : Masses d'eau souterraine; BD Lisa; Cartes piézométriques.

### Hydrographie et lacs

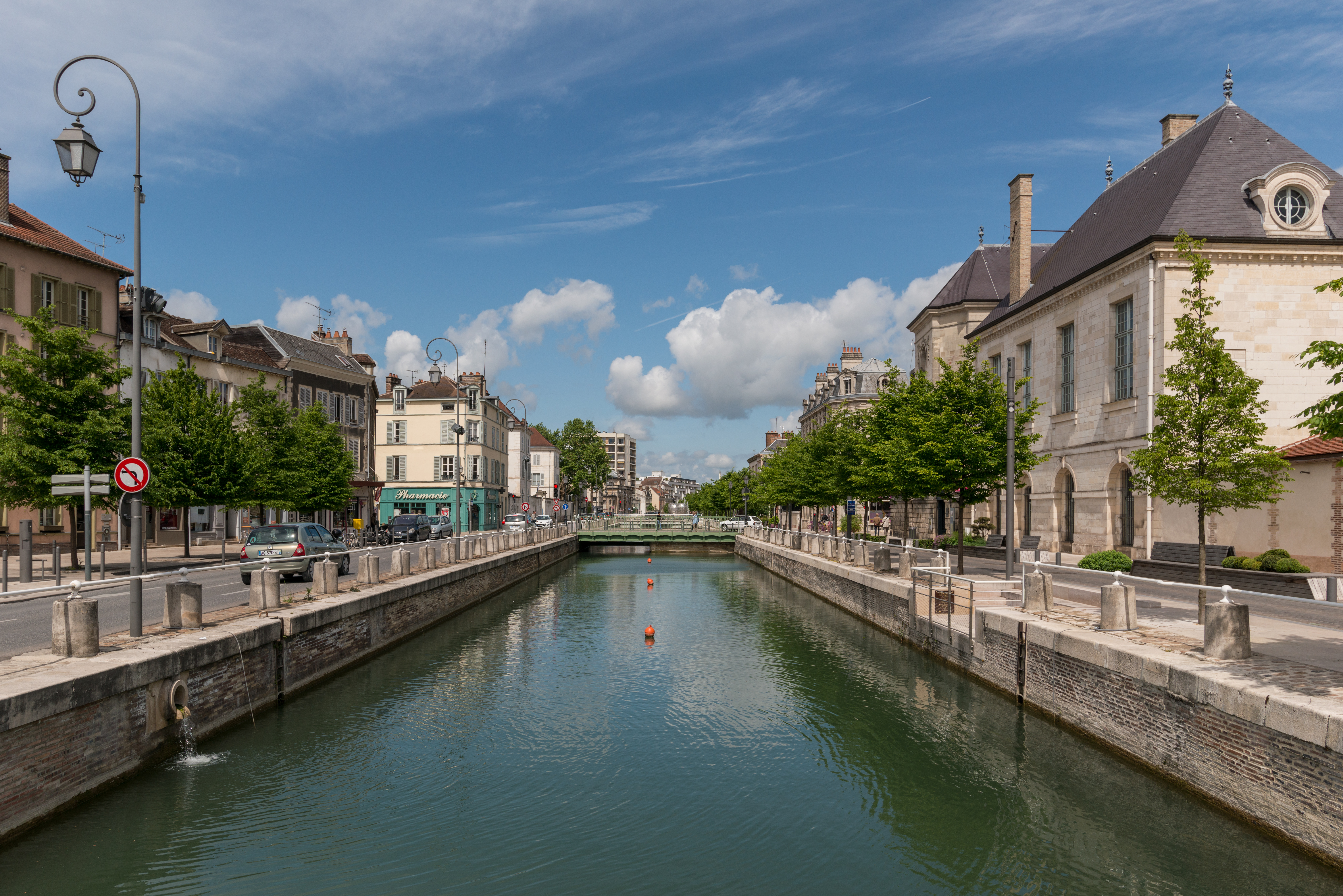
Le canal des Bas-Trévois depuis la rue Roger-Salengro.

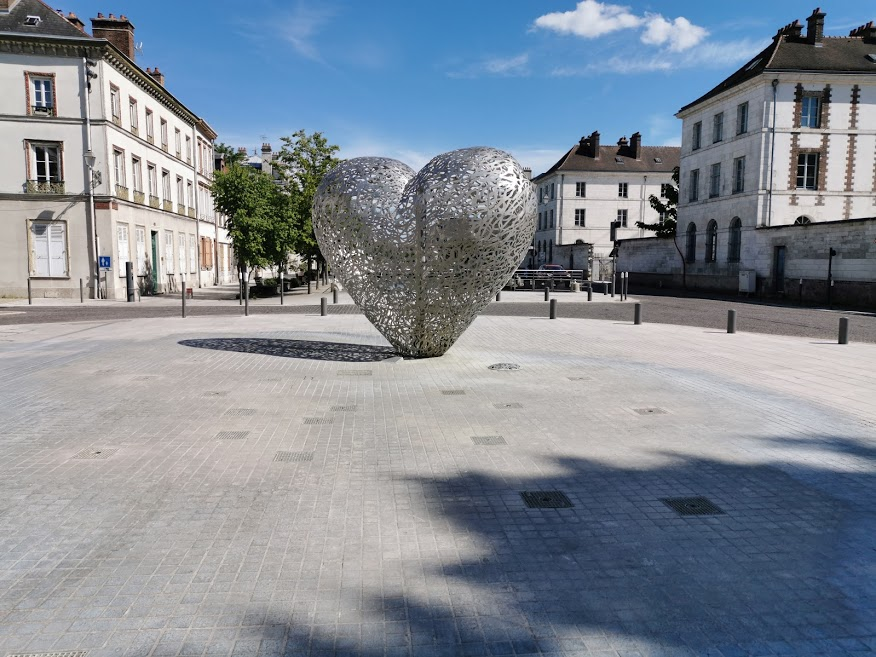
Le Cœur de Troyes, devant le canal des Bas-Trévois.

À Troyes, le réseau hydrographique, d'une longueur de 16 km sur la Seine tient une place « historique et légitime » au cœur de la ville. Elle se divise en deux canaux principaux à Saint-Julien-les-Villas : d'un côté, la Vieille Seine n'arrose pas Troyes, de l'autre, la rivière Notre-Dame se divise en deux canaux plus petits et forme la tête du « bouchon de champagne » (vu du ciel, le centre historique de Troyes a la forme d'un bouchon de champagne). Ce fleuve suit également la Chaussée du Vouldy et l'est du centre-ville et longe la digue de Fouchy dans le Nord.
Avant Troyes, la Seine reçoit notamment la Hurande et l'Hozain, après Troyes l'Ardusson, l'Aulne et l'Orvin sur la rive gauche, et historiquement sur la rive droite le Melda, ruisseau originaire de la Forêt-d'Orient et coulant sur des terrains plus ou moins tourbeux qui rejoint le fleuve aujourd'hui en ville après la construction du canal d'Argentolle (fossé d'évacuation du marais de Belley), le Melda après Troyes étant devenu un des bras de la Seine avec l'Admée et l'Écorce. Trois autres rivières se jettent dans la Seine dans Troyes et sa banlieue : la Barse, le Triffoire et la Vienne.
La commune est reliée au canal de la Haute-Seine qui relie Bar-sur-Seine à Marcilly-sur-Seine. Sa construction a débuté en 1805 à la demande de Napoléon Ier afin de rendre la Seine navigable jusqu'à la ville de Châtillon-sur-Seine. L'activité du canal, inauguré le 25 octobre 1846, dure jusqu'à l'année 1974, quand un arrêté de déclassement est pris. L'avenue Chomedey-de-Maisonneuve, l'avenue Georges-Vanier et la pénétrante Nord sont construites sur son emprise.

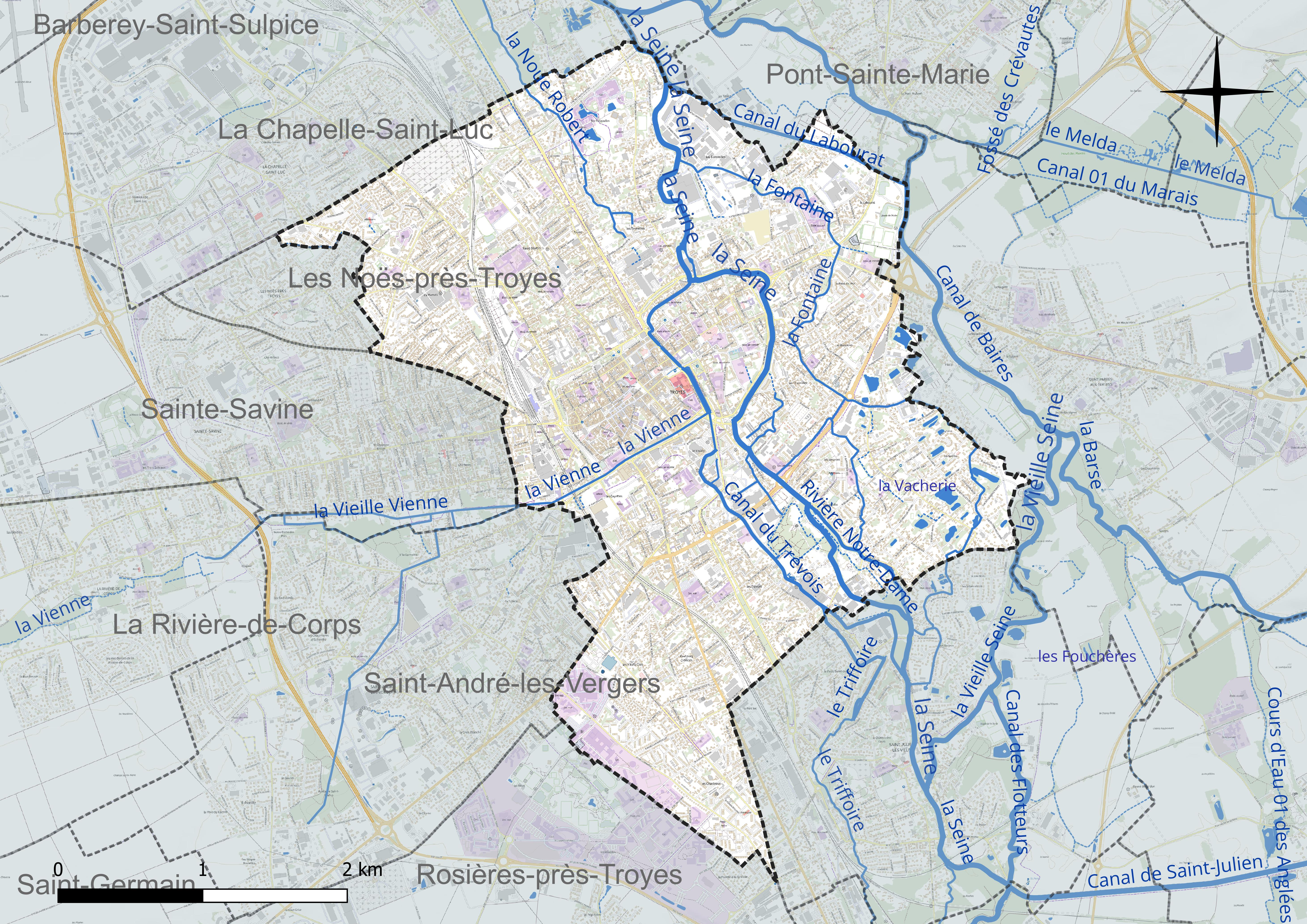
Réseau hydrographique de Troyes.

### Climat

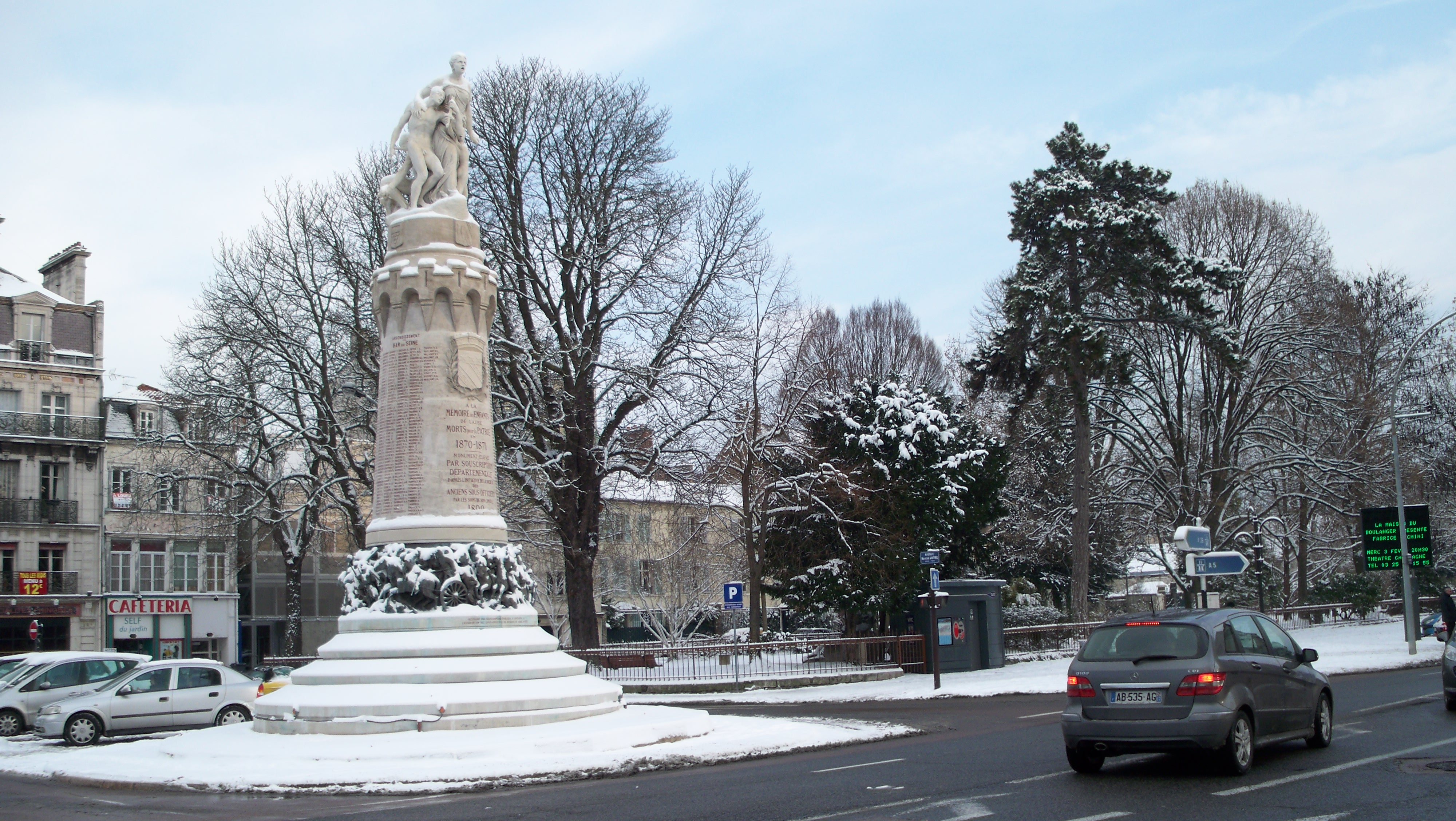
L'avenue du Maréchal-Joffre sous la neige.

Le climat de Troyes est le même que celui de l'Aube et de la Champagne-Ardenne. Il s'agit d'un climat « tempéré océanique humide » (Cfb d'après la classification de Köppen), qui se caractérise par une atmosphère douce et humide.
Les données climatiques du territoire viennent de la station météo de Barberey-Saint-Sulpice. Le record de chaleur est de 41,6 °C le 25 juillet 2019 lors de la canicule de l'été 2019, et le record de froid est de −25,2 °C le 17 janvier 1985. L'importance des précipitations dans le département de l'Aube est tempérée par un fort accroissement du nord au sud. Ainsi, la Champagne crayeuse, dont fait partie la ville de Troyes, est une zone dont la pluviométrie est plus faible que celle de la Champagne humide.
| Mois                              | jan. | fév. | mars  | avril | mai  | juin  | jui.  | août  | sep.  | oct.  | nov. | déc. | année   |
| --------------------------------- | ---- | ---- | ----- | ----- | ---- | ----- | ----- | ----- | ----- | ----- | ---- | ---- | ------- |
| Température minimale moyenne (°C) | 0,2  | 0    | 2,1   | 3,9   | 7,8  | 10,7  | 13    | 12,5  | 9,6   | 7     | 3,1  | 1,2  | 5,9     |
| Température moyenne (°C)          | 3,1  | 3,5  | 6,6   | 9,1   | 13,1 | 15,9  | 18,7  | 18,1  | 14,9  | 11,3  | 6,4  | 3,6  | 10,4    |
| Température maximale moyenne (°C) | 6    | 7,5  | 11,8  | 15,1  | 19,2 | 22,4  | 25,4  | 25    | 21,1  | 16,2  | 9,9  | 6,6  | 15,5    |
| Ensoleillement (h)                | 68,6 | 88,3 | 143,8 | 184,8 | 215  | 229,4 | 235,5 | 228,2 | 179,2 | 123,6 | 66,6 | 53,6 | 1 816,4 |
| Précipitations (mm)               | 37,7 | 34,9 | 36,1  | 39,3  | 46,4 | 40,8  | 46,8  | 45,7  | 43,2  | 55,6  | 44,7 | 49   | 520,2   |

## Urbanisme

### Typologie
Au 1er janvier 2024, Troyes est catégorisée grand centre urbain, selon la nouvelle grille communale de densité à 7 niveaux définie par l'Insee en 2022.
Elle appartient à l'unité urbaine de Troyes, une agglomération intra-départementale dont elle est ville-centre,. Par ailleurs, la commune fait partie de l'aire d'attraction de Troyes, dont elle est la commune-centre,. Cette aire, qui regroupe 209 communes, est catégorisée dans les aires de 200 000 à moins de 700 000 habitants,.

### Occupation des sols
L'occupation des sols de la commune, telle qu'elle ressort de la base de données européenne d’occupation biophysique des sols Corine Land Cover (CLC), est marquée par l'importance des territoires artificialisés (98,8 % en 2018), une proportion sensiblement équivalente à celle de 1990 (98,7 %). La répartition détaillée en 2018 est la suivante : zones urbanisées (80,8 %), zones industrielles ou commerciales et réseaux de communication (15,9 %), espaces verts artificialisés, non agricoles (2,1 %), zones agricoles hétérogènes (1,1 %), terres arables (0,1 %).

### Morphologie urbaine

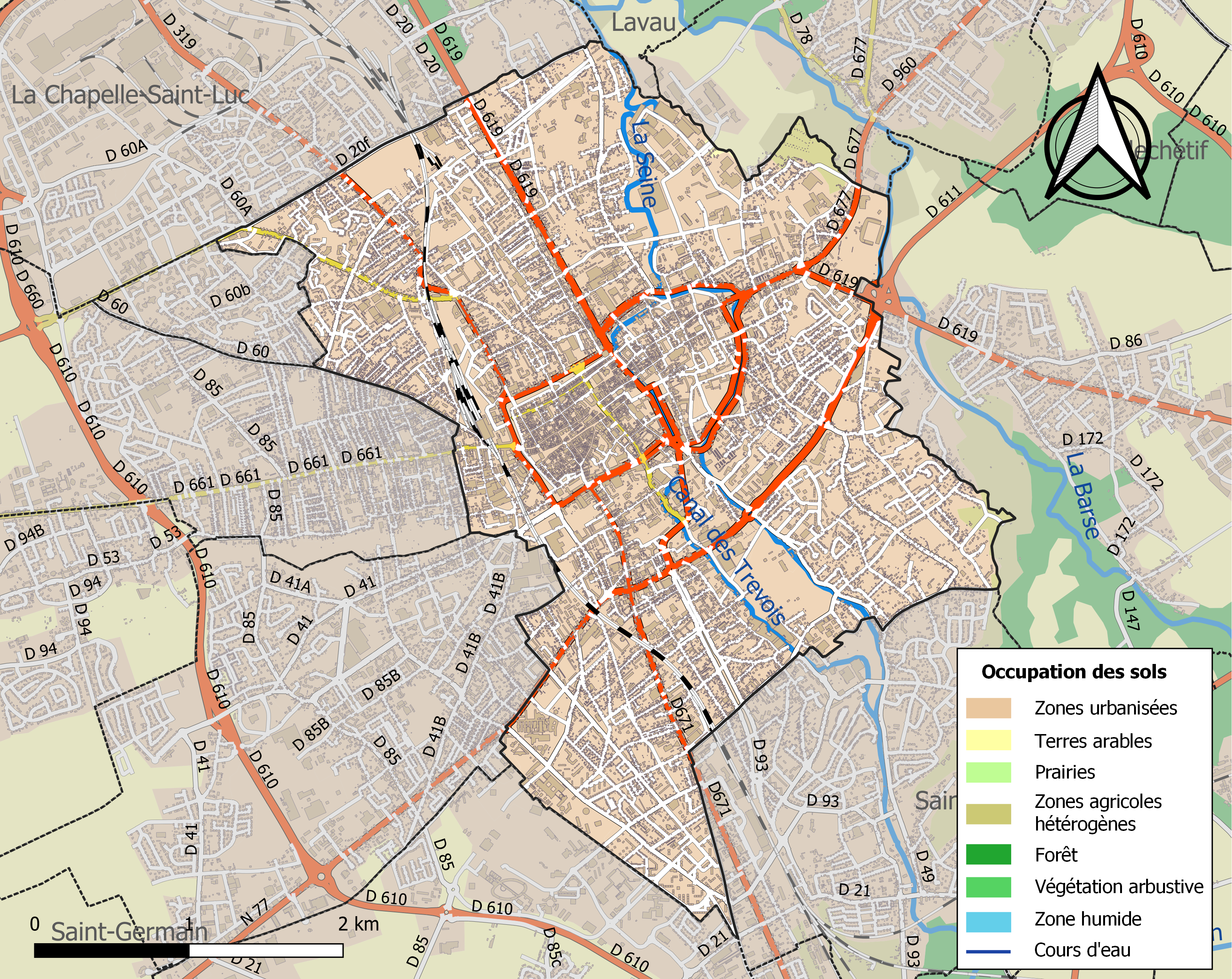
Carte des infrastructures et de l'occupation des sols de la commune en 2018 (CLC).

Le centre-ville, dont le cœur est en forme de bouchon de Champagne, conserve un patrimoine remarquable (vus du ciel, les arbres et canaux dessinent ledit « bouchon » autour des 53 hectares du cœur historique).
On y trouve par exemple des maisons à colombage des XVIe et XVIIe siècles (notamment rue Passerat), en cours de restauration depuis le début des années 1990.
Certains toits et maisons sont couverts de tuiles en châtaignier, bois réputé imputrescible.
Mais on trouve aussi de nombreuses maisons à pans de bois datant du XVIe siècle, quasiment toutes de style Renaissance, ce qui les rend remarquables du point de vue architectural, ainsi que des immeubles en pierres et en briques, dont l'appareillage est appelé damier champenois. Certains logements ont été rebâtis à l'identique après l'incendie général de 1524, principalement dans le quartier Saint-Jean.

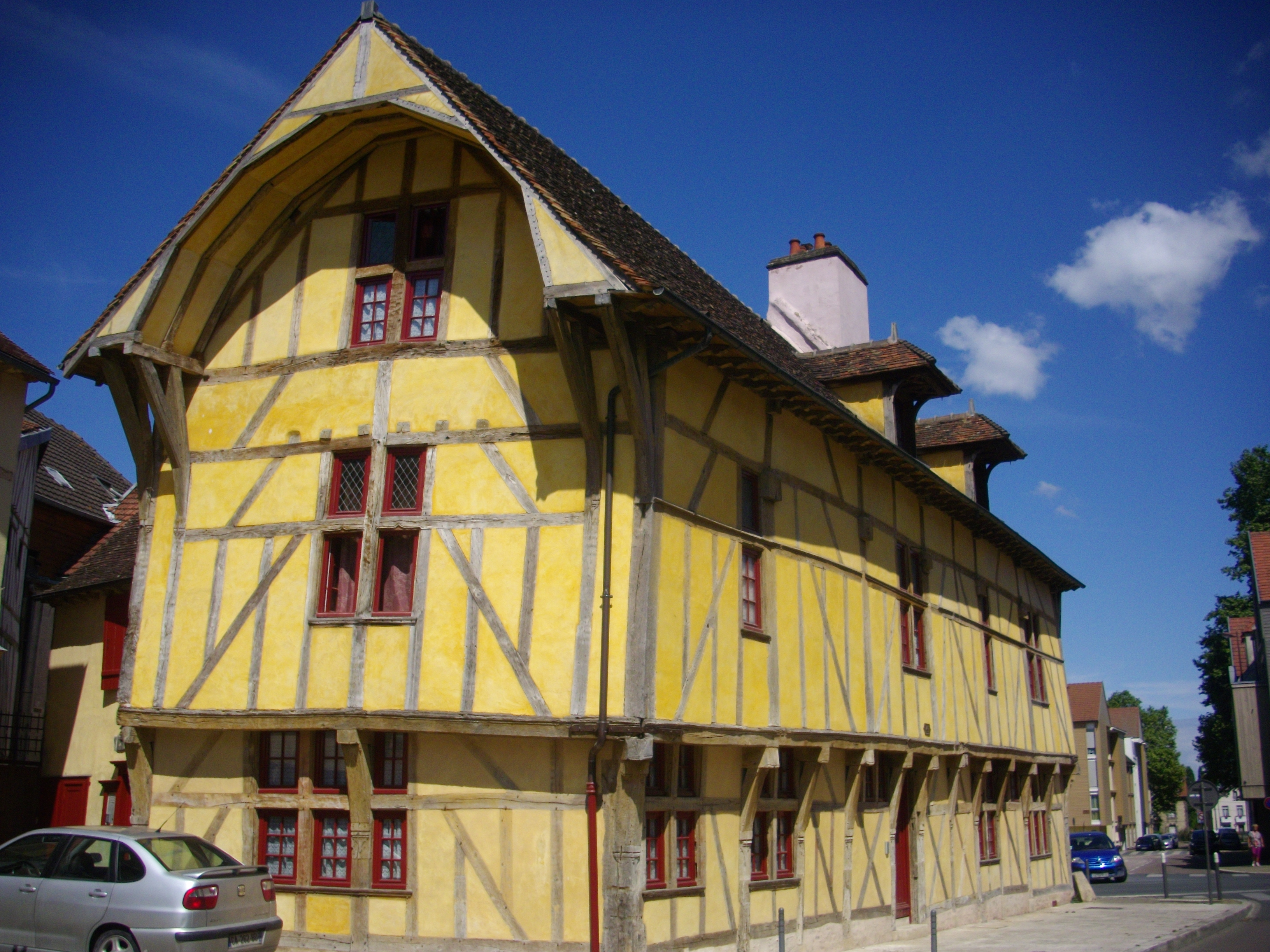
Maison du Dauphin.
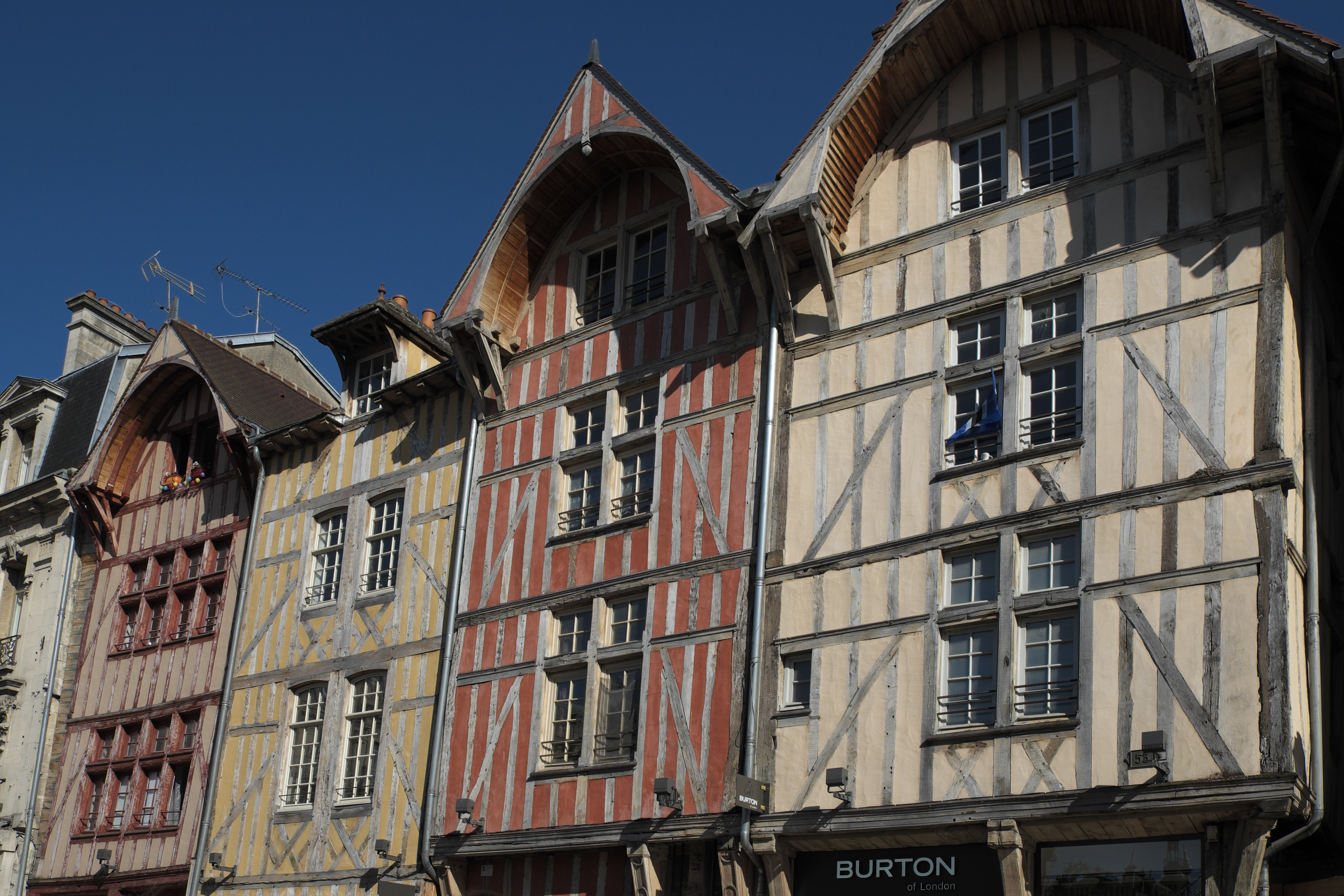
Rue Émile-Zola.
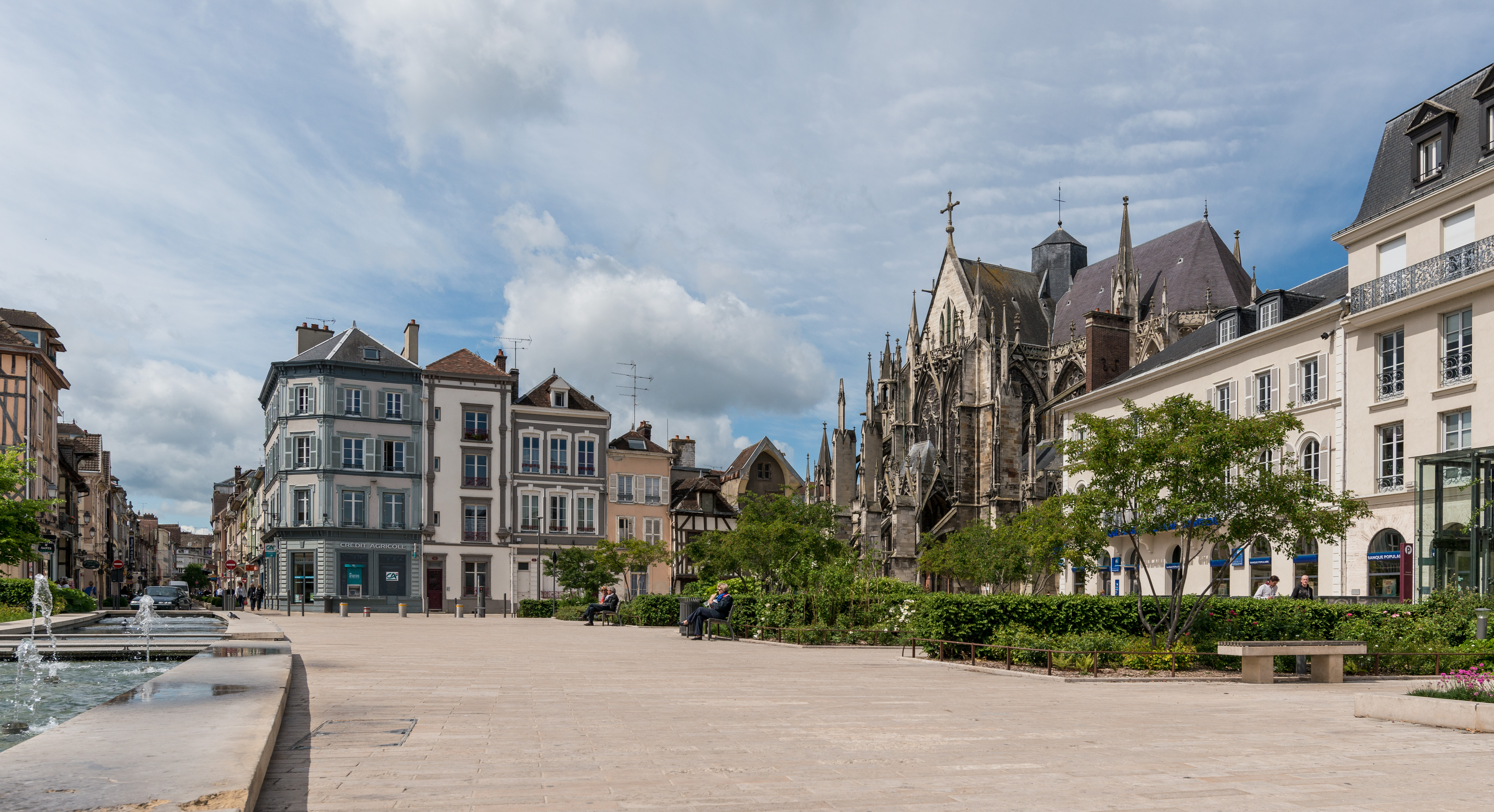
Place de la Libération.

D'après le plan d'assemblage grands quartiers de l'INSEE (IRIS 2000), la ville de Troyes se compose de 11 quartiers.

Carte des grands quartiers de la commune.

### Logement
En 2010, Troyes comptait 33 867 logements, soit 1 957 de plus qu'au précédent recensement de 1999, et 7 256 de plus que quarante ans plus tôt (26 611 logements en 1968).
Parmi ces logements, 88,9 % étaient des résidences principales et 1,4 % des résidences secondaires. On dénombrait 3 288 logements vacants, représentant 9,7 % du parc de logements (stable depuis 1999). Ces logements étaient pour 21,3 % d'entre eux des maisons individuelles et pour 77,6 % des appartements. Le nombre moyen de pièces par résidence principale était de 3,3.
Le fait qu'il y ait plus d'appartements que de maisons individuelles expliquerait en partie le nombre plus élevé de locataires (66,6 %) par rapport aux propriétaires (32,0 %). La part de logements HLM loués vides était de 34,3 % en 2009 contre 37,1 % en 1999, en baisse mais toujours supérieure au taux minimum de 20 % fixé par la Loi relative à la solidarité et au renouvellement urbains (loi SRU) de décembre 2000. On les trouve notamment au sein des quartiers prioritaires Chartreux et Jules Guesde.

### Voies de communication et transports

#### Voies routières

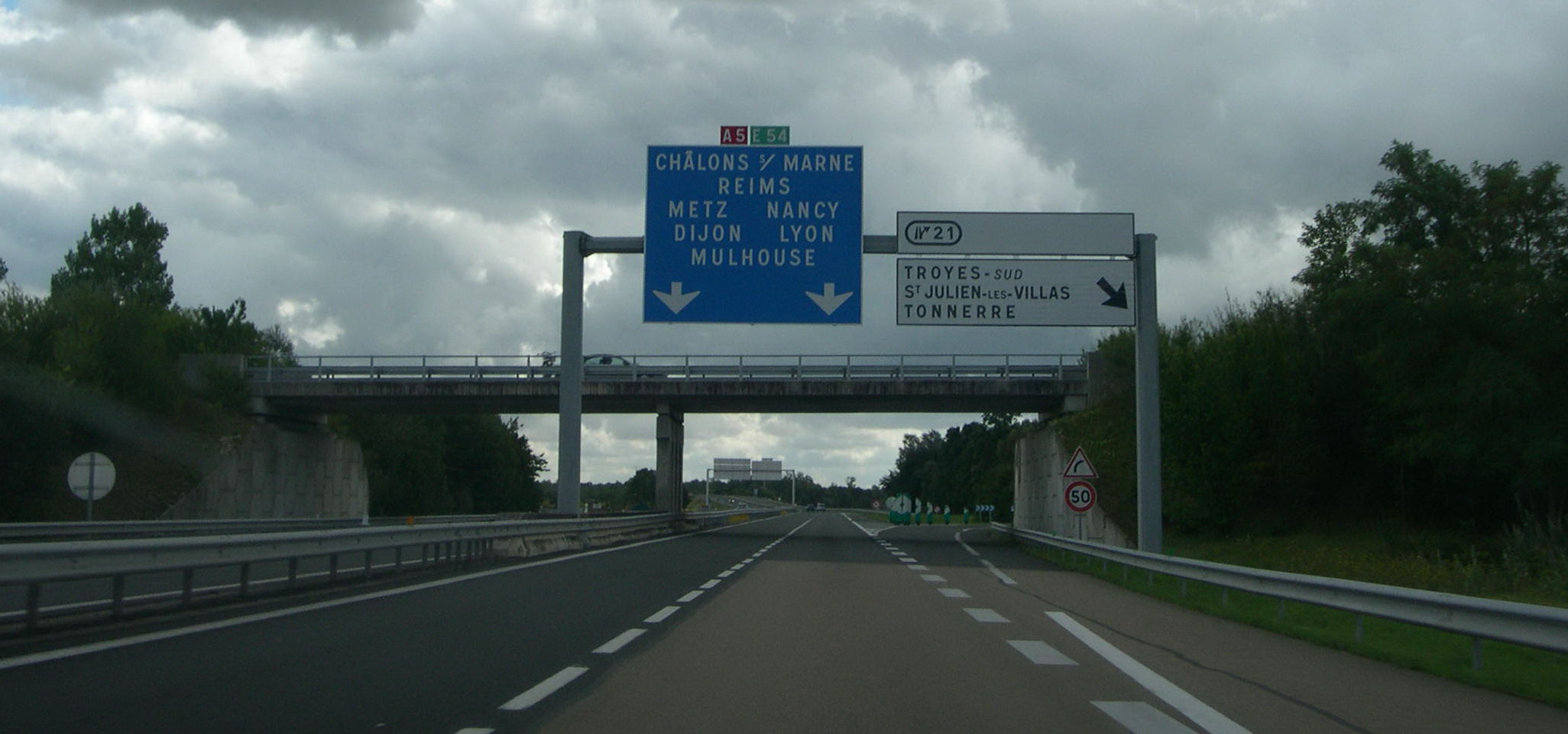
La sortie Troyes-Sud de l'autoroute A5.

La localité est desservie à 10 km par l'A5 en direction de la Bourgogne et de l'Île-de-France et permet de rejoindre le Sud de la France (via Dijon puis Lyon) ainsi que Paris via les correspondances avec l'autoroute A6 puis la Francilienne ou par l’A4.
Elle est reliée au Nord de l'Europe par l'autoroute A26, qui traverse la Champagne-Ardenne et la Picardie, et rejoint également à proximité de Châlons-en-Champagne l'autoroute A4, permettant de rejoindre le Nord-Est de la France (Strasbourg) et l'Allemagne.
Hors autoroutes, la D 619 en direction de Provins et Paris permet les liaisons avec l'Île-de-France sans passer par les voies de circulation rapide. Les routes D 960 et R 77 ainsi que la D 444 permettent les liaisons avec le département de l’Yonne. La route D 671 (France) dessert Dijon et le département de la Côte-d'Or. Enfin, les routes D 960 et D 400 effectuent les liaisons vers Nancy et Saint-Dizier.
Depuis 1974, le territoire est relié au boulevard périphérique du Grand Troyes dont l’achèvement a eu lieu durant l’été 2008 avec la mise en service de la tranche Bréviandes – Saint-Parres-aux-Tertres.

#### Transports en commun
Les premiers transports publics ont vu le jour la fin du XIXe siècle. Le premier réseau est composé de 4 lignes de Car Ripert au départ de la place des Anciennes Boucheries, aujourd'hui place du maréchal Foch. Vient ensuite le tramway électrique à partir de 1899. Le réseau, mis en service par la Compagnie des Tramways de Troyes, possède une longueur de 12 km entre les communes de Troyes et de Sainte-Savine. Le tramway disparait en 1950. La Compagnie des tramways de Troyes est remplacé par la Régie municipale des transports en commun de l’agglomération troyenne (TCAT). Aujourd'hui, le réseau TCAT est constitué de 10 lignes régulières, 18 lignes scolaires, et 13 lignes de transport à la demande.

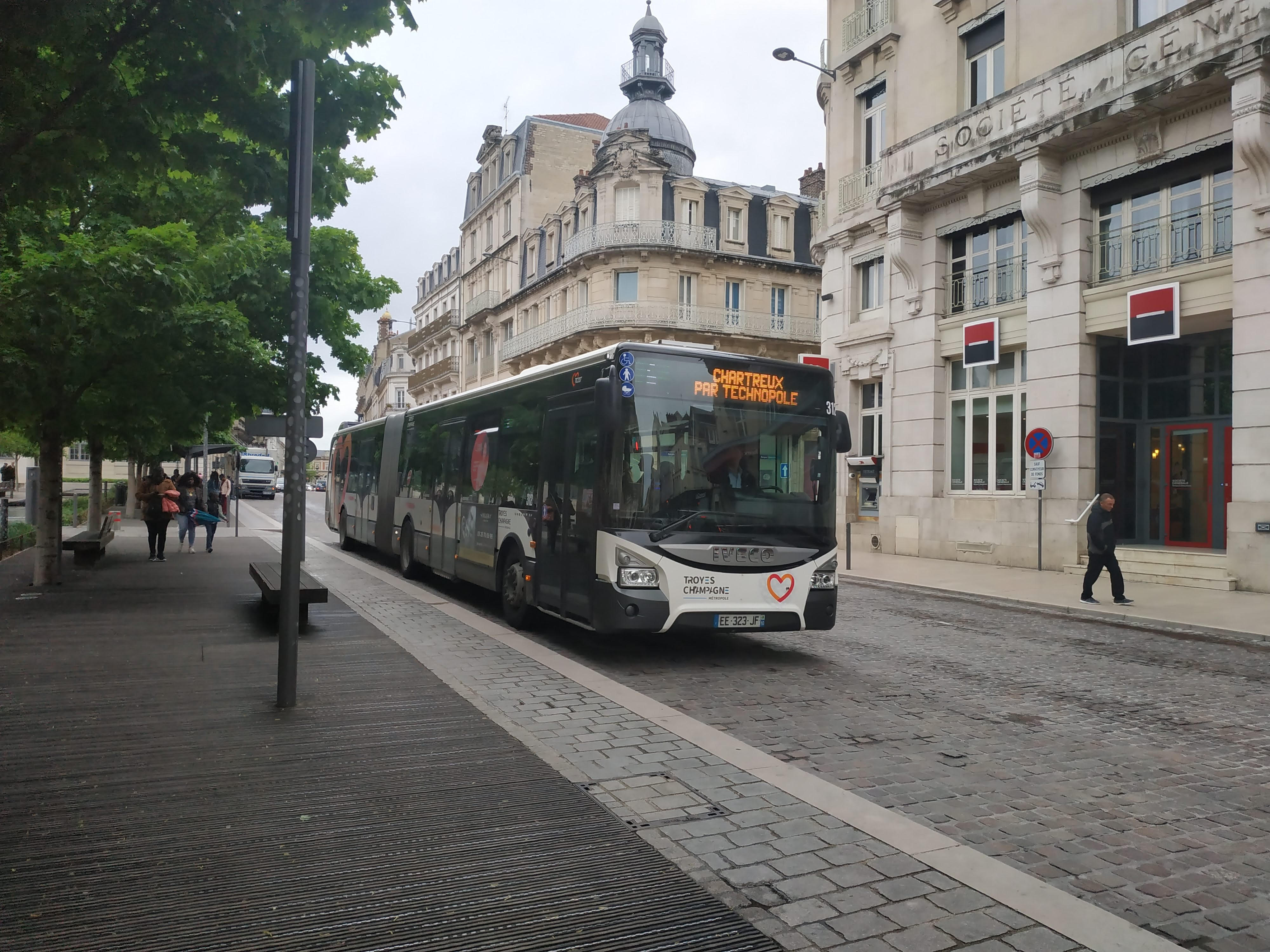
Un autobus Iveco Bus no 312, place du Maréchal Foch.

Par ailleurs, Troyes dispose depuis 2019 d'une gare routière totalement réaménagée et à proximité immédiate de la gare ferroviaire.

#### Transports ferroviaires

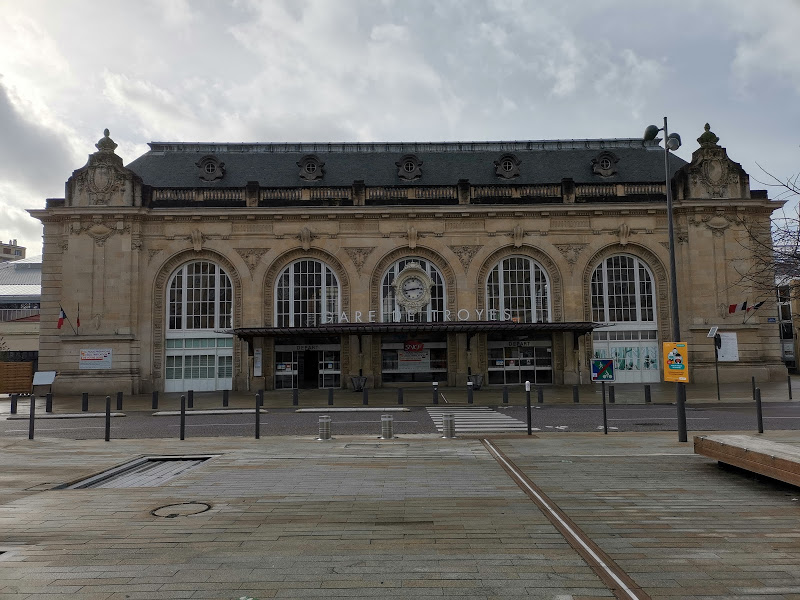
La façade de la Gare de Troyes.

La création de la ligne Montereau-Troyes a permis l'ouverture de la gare de Troyes en 1848. La gare est desservie par la ligne no 4. La section Troyes-Chaumont est mise en service le 25 avril 1857, tandis que la création du TEE L'Arbalète permet les liaisons jusqu'à Zurich, Mulhouse et Bâle.
Aujourd'hui, seuls des trains express régionaux du réseau TER Grand Est desservent la gare permettant aux voyageurs d'effectuer des relations entre Paris-Est jusqu'à Mulhouse ou Dijon.
Cette gare se situe actuellement sur une ligne non électrifiée, mais la ligne Troyes-Paris bénéficie depuis 2007 de rames automotrices bimodes. De novembre 2018 à février 2021, la grande halle métallique, couvrant une partie des voies et des quais de la gare, a été entièrement rénovée.

#### Autres moyens de transport
L'aéroport de Troyes - Barberey (code IATA : QYR • code OACI : LFQB) assure les liaisons aériennes. Il n'existe cependant pas de lignes régulières au départ de l'aéroport. En revanche, l'aéroport Châlons-Vatry, situé dans le Sud du département de la Marne, à la limite de l'Aube, propose des vols réguliers en passagers et en fret.
Depuis juillet 2003, la Vélovoie des lacs permet de relier Troyes Champagne Métropole au parc naturel régional de la forêt d'Orient. Cette piste cyclable de 42 km part de Saint-Julien-les-Villas et dessert Lusigny-sur-Barse, Géraudot, Mesnil-Saint-Père et Dienville (situé au bord du lac Amance). Afin de faciliter l'accès depuis Troyes, des pistes cyclables ont été aménagées. Il est ainsi possible de rouler de Saint-Oulph à Dienville en passant par le centre historique de Troyes, et en n’empruntant que des pistes cyclables, voie verte ou Vélovoie, soit sur 80 km en tout.
À proximité également, le sentier de grande randonnée no 2 traverse le pays d'Othe.

### Risques naturels et autres

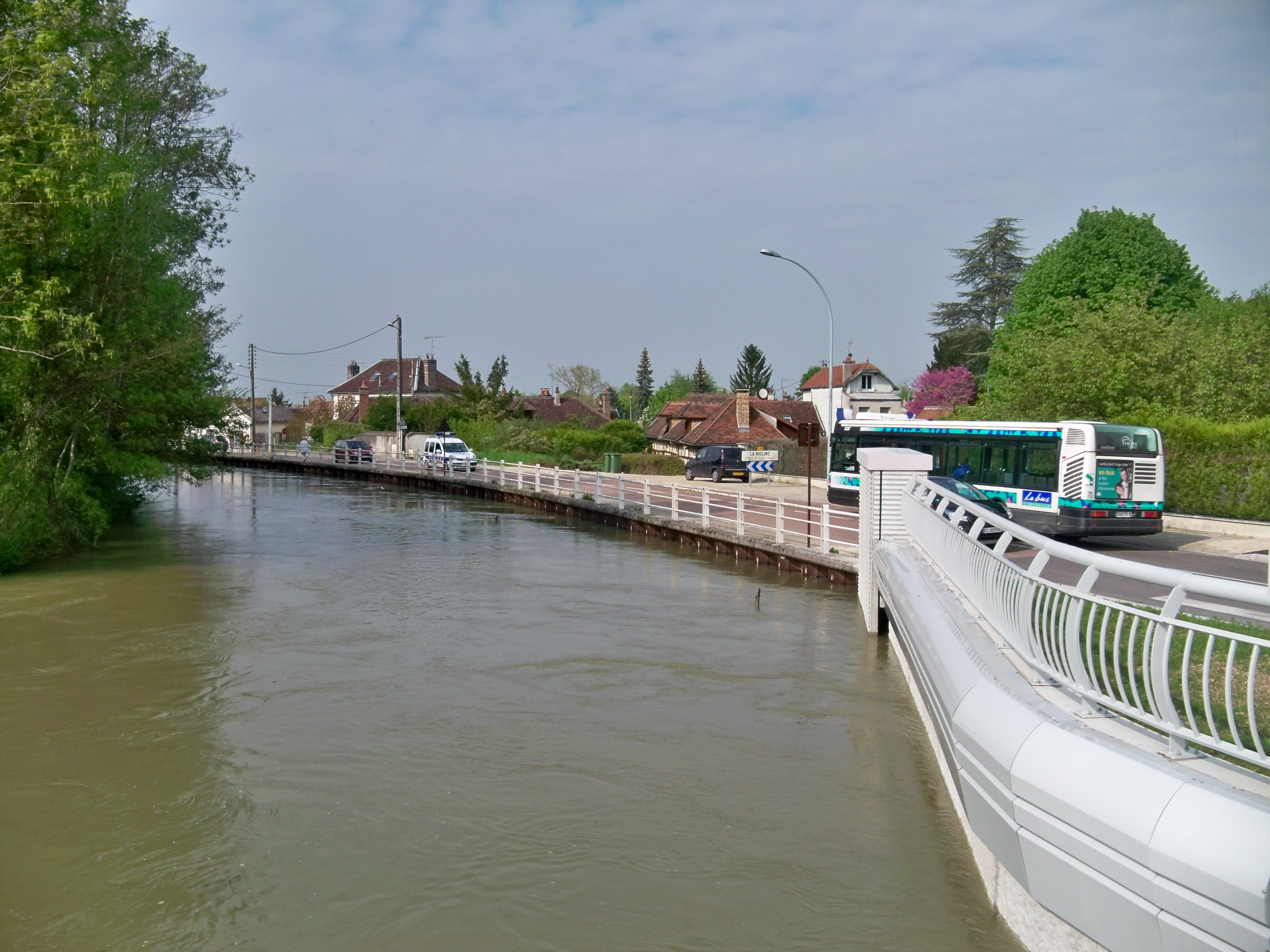
La Seine quelques heures avant le pic de crue, le 8 mai 2013, vers la Moline (entre Troyes et Saint-Julien-les-Villas).

La commune est sujette à plusieurs risques naturels. L'un de ces risques, considéré comme « majeur », concerne les inondations de plaine, et les inondations par remontée de nappe phréatique en raison de la présence de la Seine et de ses affluents, ce qui a mené à la création en 2001 d'un plan de prévention du risque inondation (PPRI). Depuis 1983, l'état de catastrophe naturelle dû aux inondations a été reconnu à six reprises.
Les crues les plus mémorables en termes de hauteur d’eau, de débit et de dégâts ont été les crues de 1910 et 1955. En 1910, l'eau a notamment recouvert la digue longeant le bras du Pétal, le quartier des Tanneries, la place de la Préfecture et les quais du canal de la Haute Seine, tandis que la « vieille Seine », également appelée la « bâtarde », a inondé la Basse Moline après avoir débordé en rive gauche. Lors de la crue de 1955, plusieurs secteurs, notamment les Écrevolles (où le niveau a atteint jusqu'à 20 cm dans les endroits les moins creux) et les Blossières, sont restés inondés pendant plusieurs jours.
D'autre part, en raison de la nature du sol (argiles), des phénomènes de gonflement et de retrait du sol sont possibles, ce qui n'est pas sans risques pour les bâtiments (présence de fissures). Enfin, le Transport de matières dangereuses (TMD) à travers la ville présente un risque.

### Projets d'aménagements
Le « bouchon de Champagne » fait partie du programme national de revitalisation des quartiers anciens dégradés (PNRQAD).

## Toponymie
| Évolution chronologique des mentions de la civitas, du vicus, de la paroisse, puis de la commune, : - Αυγουστοβονα ou Αυγουστομανα et Αυγουστόβονα : vers 150 apr. J.-C., Ptolémée, Géographie, II, 8, 10 ; - Civitas Tricassium : IVe siècle apr. J.-C., Notice des provinces et des villes de Gaules ; - Tricassa : aux environs de 360 apr. J.-C., mention d'Ammianus Marcellinus ; - Augustobonam, Augustobona ou Augustoboua : 381 et 383, Itinéraire d'Antonin ; - Aug(usto)Bona ou Aug.bona : 435, Table de Peutinger ; - Trecæ : 493, Grégoire de Tours ; - Trecassis : VIe siècle, Chronique de Frédégaire ; - Trecassium civitas : 637, Præceptum Clotharii III ; - Urbs Trecassina : 650, Vie de Saint-Robert ; - Trecassense oppidum : 656, Vita Sancti Frodoberti ; - Augusta Tricorum : 858, Annales de Saint-Bertin ; - Treci et Augusta Trecorum civitas : 890, Évangéliaire de l'abbaye de Saint-Loup ; - Treche : 1218, Charte de l'hôtel-Dieu-le-comte ; - Troies : 1230, Charte de Saint-Thibault IV comte de Troyes ; - Troys : 1370, archidiocèse de Troyes ; - Troyes-sur-Seine : 1697, almanach ; - Troyes : seconde moitié du XVIIIe siècle, carte de Cassini ; - Troyes : 1793 (an II) ; - Troyes : 1801, Bulletin des lois. |

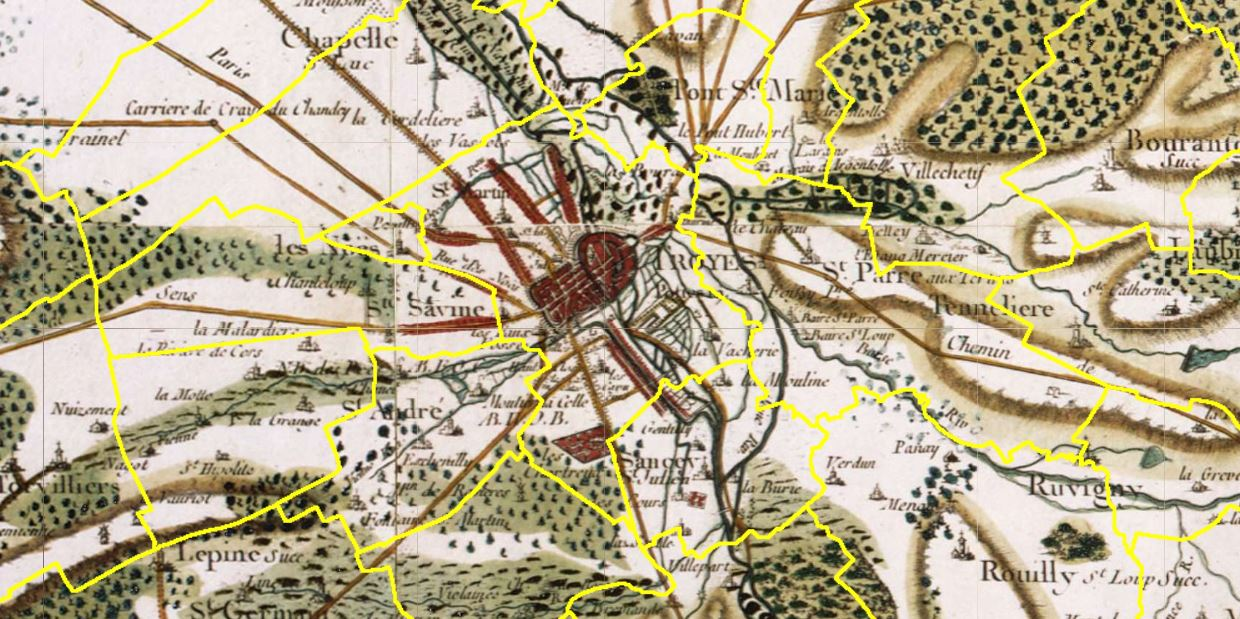
Troyes sur la carte de Cassini.

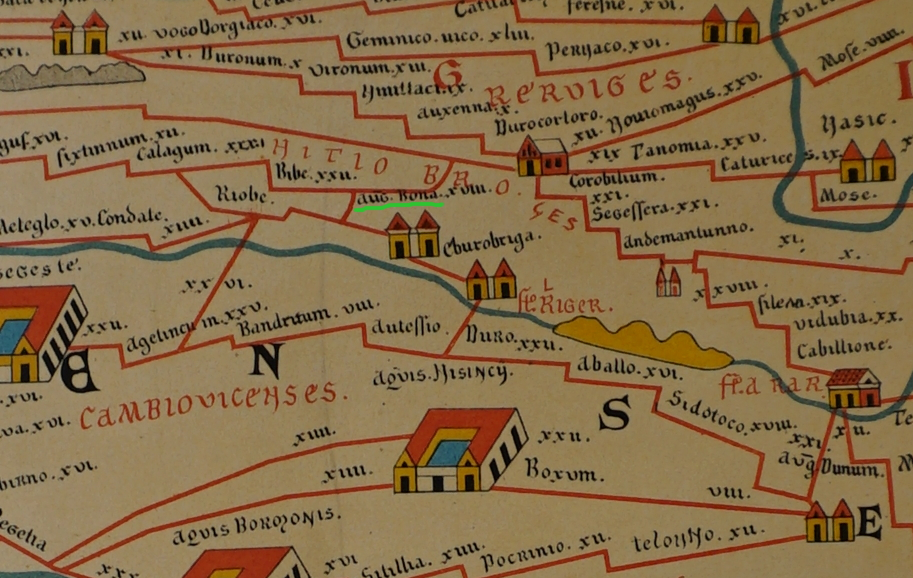
Aug.Bona (Troyes) sur la table de Peutinger.

La ville est connue sous le nom d'Augustobona à l'époque gallo-romaine, nom parallèle à Juliobona, Lillebonne (Seine-Maritime). Du terme celtique bona, fondation urbaine, et du nom de l'empereur Augustus, Auguste, soit « fondation (dédiée à) Auguste ». L'élément bona se trouve également dans Vindobona « la ville blanche » (Vienne, Autriche) et Ratisbona (Ratisbonne, Allemagne),.
Par un processus connu pour bien d'autres villes françaises, le nom actuel est dérivé du nom de la tribu des Tricasses, organisée au sein de la civitas Tricassium (IVe siècle). Le toponyme est attesté sous les formes Trecassis au VIIe siècle, Trecasadiens au IXe siècle et encore Treci en 890, Treche en 1218 et enfin sous la forme actuelle avec le passage de /e/ à /wa/ au XIIIe siècle Troies (cf. vieux français treis, moderne trois = 3),.
Selon le linguiste autodidacte Xavier Delamarre, le nom Tricasse, terme d'origine gauloise composé du préfixe « Tri- », qui signifie littéralement le chiffre « trois », associé à l'élément « -casse », désignant généralement le mot « chevelure », renvoie à la notion de ceux (le peuple) « qui ont Trois-Boucles », ou encore ceux qui possèdent « Trois-Tresses ».

## Histoire
La ville de Troyes, capitale historique des comtes de Champagne, et forte d'un grand passé historique et d'un riche patrimoine architectural et urbain, a été désignée Ville d’art et d’histoire le 5 juin 2009. La convention a été signée en février 2010.

### Antiquité: naissance de Troyes

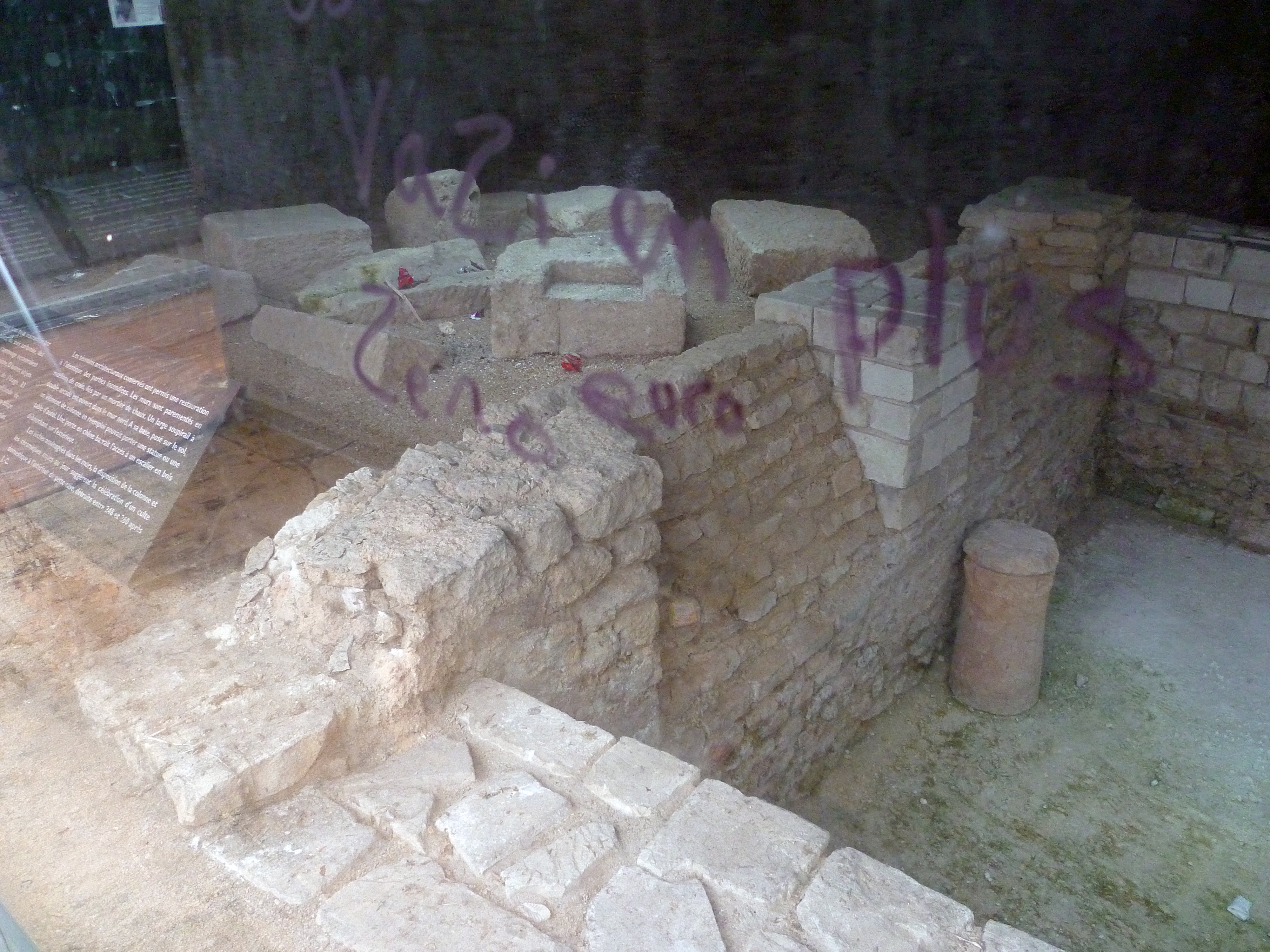
Site gallo-romain de la Porte de Chaillouet.

Les premiers habitants ayant laissé des traces tangibles de leur présence sont les Tricasses, tribu de la Gaule lyonnaise mentionnée à partir du Ier siècle av. J.-C. dans les écrits de géographes grecs, même si quelques mégalithes témoignent d'un peuplement plus ancien. La ville est mentionnée sous le nom de Augustobona notamment lors de la guerre des Gaules à partir de l’année 58 av. J.-C., mais la dénomination dérivée du nom des Tricasses s'impose progressivement sous le Bas-Empire. Les Lingons, voisins de cette tribu, ont aussi habité dans la moitié sud-est de la ville. À l'époque de sa fondation, au cours du Haut-Empire — fin du Ier siècle av. J.-C. et début Ier siècle apr. J.-C. — la cité, alors entourée de vastes étendues marécageuses sur ses franges méridionales et ses marges septentrionales, fait l'objet d'importantes opérations de drainage afin d'accueillir de nouvelles zones urbaines. À partir de la seconde moitié du Ier siècle, le site d'Augustobona dispose de plusieurs infrastructures publiques à caractère édiliaires. Ces édifices, notamment un aqueduc et possiblement un complexe thermal, mais dont les prospections archéologiques n'ont permis de retrouver seulement quelques vestiges, alternent avec des aires d'habitation. À cette époque, l'ouvrage d'art hydraulique, par le biais d'une canalisation conçue au moyen de mœllons de petite taille, permet alors de distribuer en eau potable les différents lieux publics et privés de la cité champenoise,,. Au cours de cette période, l'ensemble urbain de la ville de Troyes, sous forme antique, recouvre dès lors une superficie d'environ 80 ha, espace compris entre la porte de Chaillouet, au nord, et la place du Professeur-Langevin au sud ; ainsi qu'entre le faubourg Saint-Jacques, à l'ouest, et la rue Jeanne-d'Arc à l'est. Postérieurement à ce développement urbain, au cours des années 120 apr. J.-C., l'empereur romain Hadrien séjourne dans la ville avec ses troupes. Au début de l'Antiquité tardive, vers 380 apr. J.-C., la ville troyenne, qui est à cette époque rebaptisée sous le nom de Civitas Tricassium, est alors enserrée par un vaste mur d'enceinte fortifié.

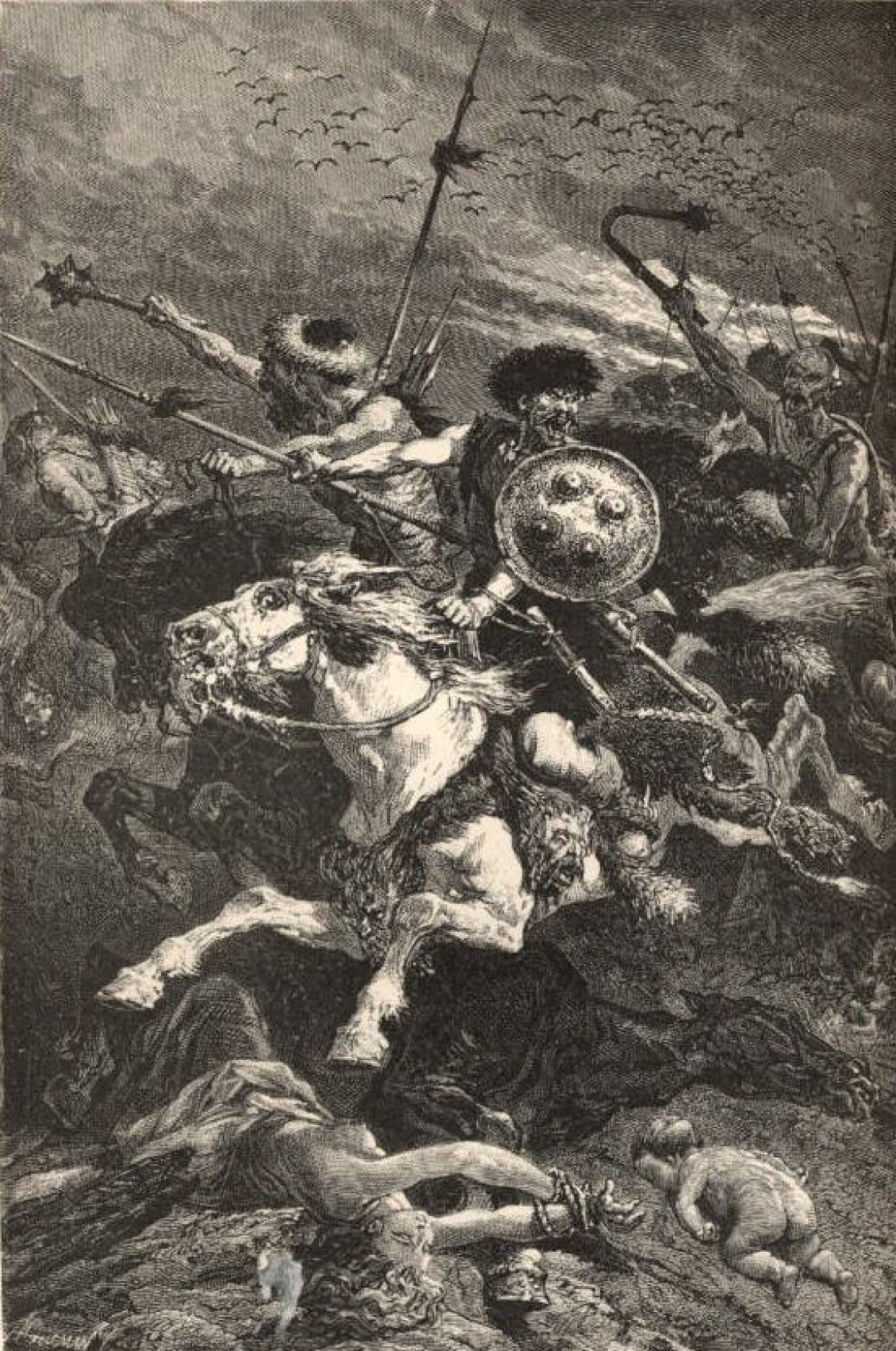
Scène de la bataille des champs Catalauniques.

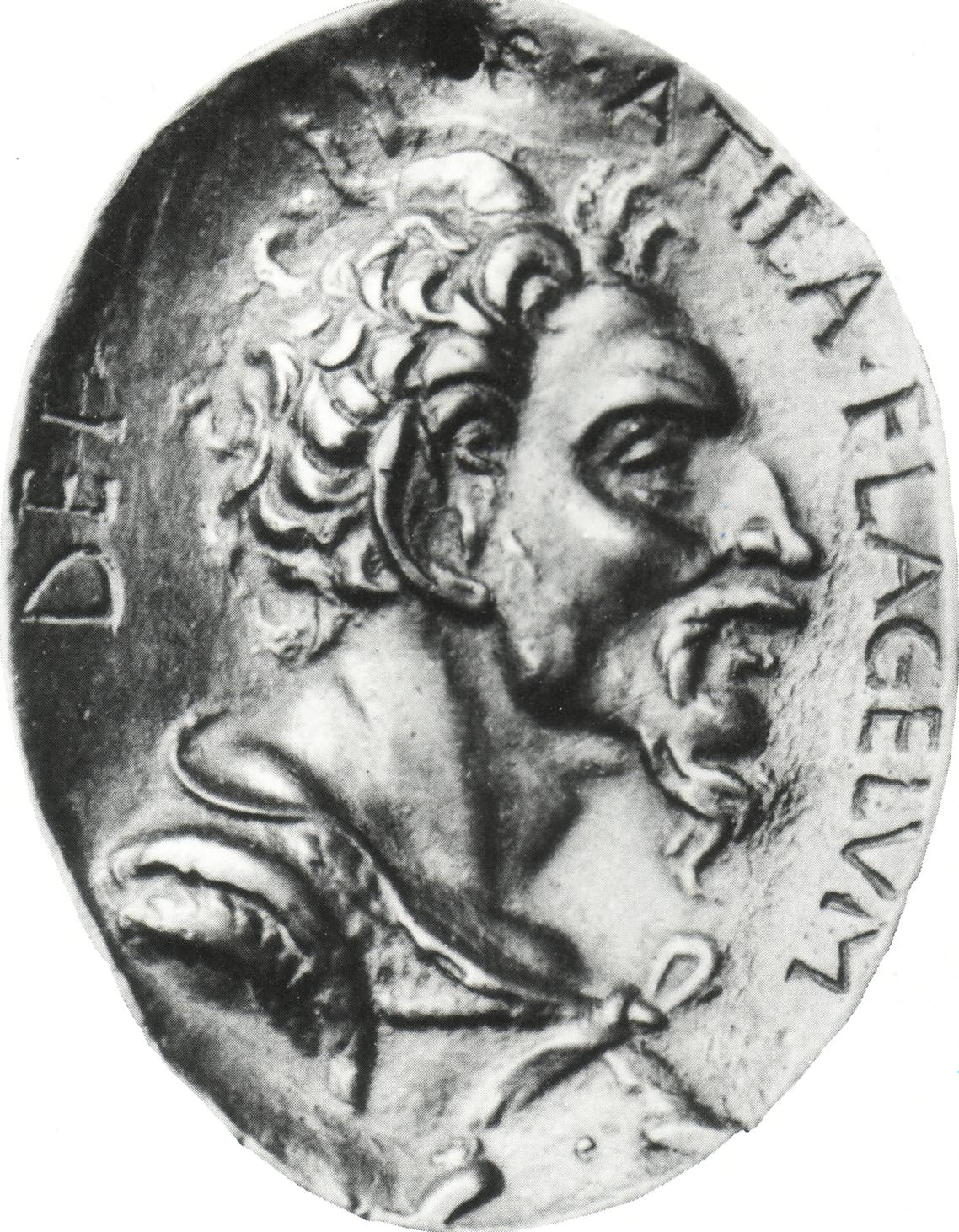
Attila, sur une plaquette d'argent du XVI.

C'est à l'ouest de la ville, vers Méry-sur-Seine, ou, de manière plus probable, à Dierrey-Saint-Julien (au lieu-dit de Moirey), que se déroule en 451 la bataille des champs Catalauniques.
Le 20 juin, alors qu'Attila a été repoussé à Orléans par les Romains, Loup de Troyes, évêque de la cité, se rend à son camp et le supplie d'« épargner une ville sans défense, car elle n'avait ni murs ni soldats ». Attila lui aurait répondu : « Soit ! Mais tu viendras avec moi et tu verras le Rhin ; je te promets de te renvoyer alors ». Les Huns sont encore arrêtés dans les plaines voisines de Troyes, appelées champs Catalauniques, par les Romains et par les Francs commandés par Mérovée ainsi que leurs alliés. Attila est défait. Le roi des Wisigoths, Théodoric, y est tué. La bataille de Mauriac, ou Campus Mauriacus, autre terme historique utilisé pour faire mention du conflit des champs Catalauniques,,, chasse définitivement les Huns de la Gaule,.

### Moyen Âge

#### De Clovis au comté de Troyes
En 486, Clovis s'empare de Troyes et de ses alentours qui seront appelés Champagne (campania) à cause des plaines crayeuses immenses. La Champagne est attribuée au royaume d'Austrasie, après le partage des possessions de Clovis en 511, sauf Troyes et sa région qui sont attribuées à Clodomir. Ce n’est qu'en 524, à la suite de la mort du roi d'Orléans qu’elle rejoint l'Austrasie jusqu'en 558, année où Clotaire Ier est proclamé roi des Francs. En 567, la cité de Troyes est placée dans le royaume de Bourgogne. Entre 592 et 613, elle rejoint à nouveau l'Austrasie. À la mort de Clotaire II en 629, la ville dépend de nouveau de la Bourgogne.
La ville est contrôlée et pillée par les Sarrasins d'Espagne en 720. La Vita Sancti Fidoti, abbatis Trecensis, vie de Fidolin, captif libéré par Eventinus, un prêtre de Troyes, semble indiquer qu'à cette époque, on y pratique le commerce des esclaves.
En 820, Aleran devient le premier comte de Troyes à l'époque de l'empereur Louis le Pieux. Son règne prend fin avec sa mort survenue en 852. Le territoire de Troyes est également, vers 860, le prix d'une lutte entre l'évêque Ansegise et le comte Rodolphe de Ponthieu qui en sort vainqueur. Lors du premier concile de Troyes en 878, Louis le Bègue est couronné une seconde fois, des mains du pape Jean VIII. Dans le même temps, Bernard de Gothie, en conflit avec Frotaire et en révolte contre le roi Louis le Bègue, est excommunié.
En 888, la ville souffrit des incursions normandes puis, selon la Chronique de Réginon de Prüm, les Normands, en 889, s'emparent de la ville, la réduisent en cendres et pillent toute la contrée environnante. En réponse à ces incursions, au début des années 890 (en 891 ou 892), un nouveau mur fortifié, dont l'assise et le parement ont été en grande partie constitués grâce au remploi des structures l'enceinte gallo-romaine, est alors érigé et déployé autour de la ville,,. Ultérieurement, en 898, selon des écrits médiévistes, l'abbaye Saint-Loup et l'église Saint-Pierre auraient fait l'objet d'une destruction,. Néanmoins, les prospections archéologiques effectuées au XIXe siècle ne permettent pas une telle exactitude chronologique,. Troyes appartient au duché de Bourgogne à partir de la fin du IXe siècle,.

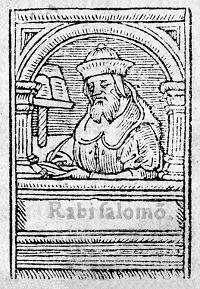
Rachi.

Dans la première moitié du Xe siècle, les Normands réitèrent plusieurs incursions, en 908 en 911 et en 925. Lors de cette troisième incursion, ces derniers sont éloignés par Ansegise, évêque de Troyes, qui réunit aux comtes de Sens, Garnier, et de Dijon, Manassès II, et à l'évêque duc de Langres Gosselin II de Bassigny pour les repousser vers la région du Bassigny,. La bataille contre le viking Ragenold de Nantes (Rögnvald), daté au 6 décembre 925, se déroule sur un site mentionné sous le toponyme de Calaus mons,. Le lieu de cet affrontement militaire se révèle possiblement être localisé sur l'actuelle commune de Chaumont (Haute-Marne), entre Milly-la-Forêt et Barbizon ou plus probablement Chalaux, à proximité du cours d'eau homonyme, au sein du département de la Nièvre,. Lors de cet affrontement, Garnier de Sens est tué ; Ansegise, quant à lui, se trouve blessé,. Néanmoins, au cours de cette bataille, les troupes normandes ont été repoussées puis vaincues,.
En 1040, Rabbi Salomon Ben Isaac, plus connu sous le nom de Rachi, naît à Troyes. Le rabbin et philosophe, grand commentateur de la Bible et du Talmud, crée une importante école de pensée juive dans la ville,.

#### L'époque des comtes de Champagne

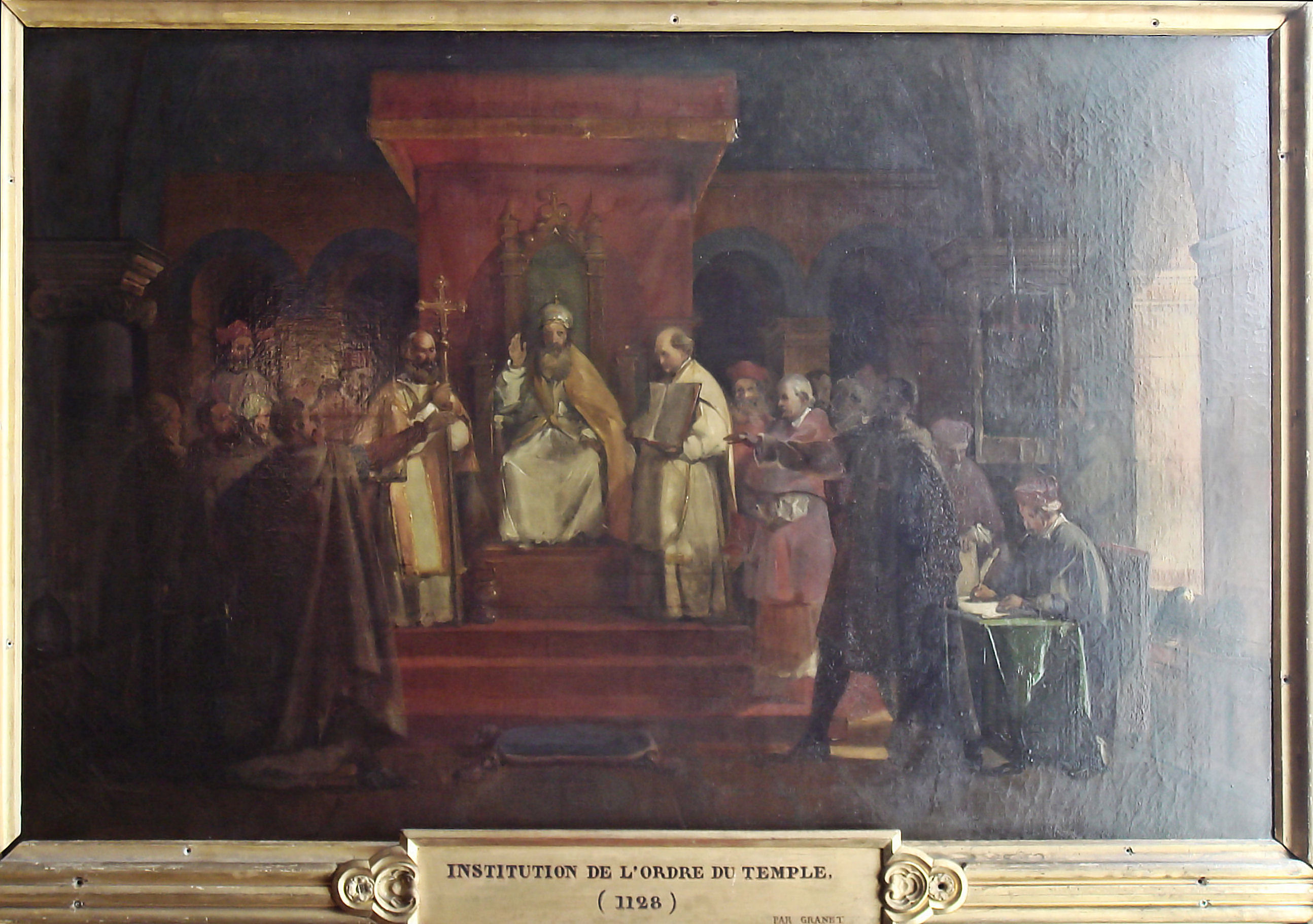
Institution de l'Ordre du Temple par Granet, château de Versailles.

Au XIIe siècle, le comté de Troyes fusionne avec celui de Meaux pour donner naissance au comté de Champagne. Hugues Ier de Champagne est le premier à être proclamé à ce titre vers l'an 1102. En 1129, le second concile de Troyes, qui a lieu sur le site de l'actuelle cathédrale Saint-Pierre-et-Saint-Paul, se déroule en la présence
de nombreuses personnalités religieuses, de Hugues de Payns et du comte Thibaut IV de Blois. Ce concile entraînera la création d’une règle propre à l’ordre du Temple. En 1188, un grand incendie détruit une grande partie de la ville et ravage l'abbaye Notre-Dame-aux-Nonnains, la collégiale Saint-Étienne, le palais des comtes de Champagne et l'ancienne cathédrale de Troyes, partiellement ruinée. Cet incendie amène une reconstruction de ce dernier édifice en architecture gothique,. Les premiers moulins à vent apparaissent au XIIe siècle. Appartenant à l'origine aux comtes de Champagne, ils sont légués au chapitre de la cathédrale afin de subvenir aux besoins de la reconstruction de la cathédrale. Après le chapitre de la cathédrale, les autres congrégations religieuses de Troyes construisent à leur tour un moulin à vent afin de couvrir les investissements. Quinze moulins sont attestés à la fin XIIe siècle tel celui de Moline ou Pielle ; les molendini ad telas et follones. La ville se couvre également de monastères, d’églises et d’industries au service des religieux.
En 1264, le pape Urbain IV instaure la Fête de l'Église universelle qui deviendra la Fête-Dieu. Cette fête, dédiée au Saint Sacrement est célébrée les jeudis suivant la Sainte-Trinité. Dès 1273, la commune engage des travaux afin de faire acheminer de l'eau d'une source pour alimenter la ville. La Champagne est rattachée au domaine royal par le mariage en 1285 de Jeanne Ire de Navarre avec le futur Philippe le Bel. En 1288, un autodafé a lieu après que les juifs troyens ont été accusés de meurtre rituel. Le 24 avril, le tribunal de l'inquisition condamne 13 d'entre eux à monter au bûcher.

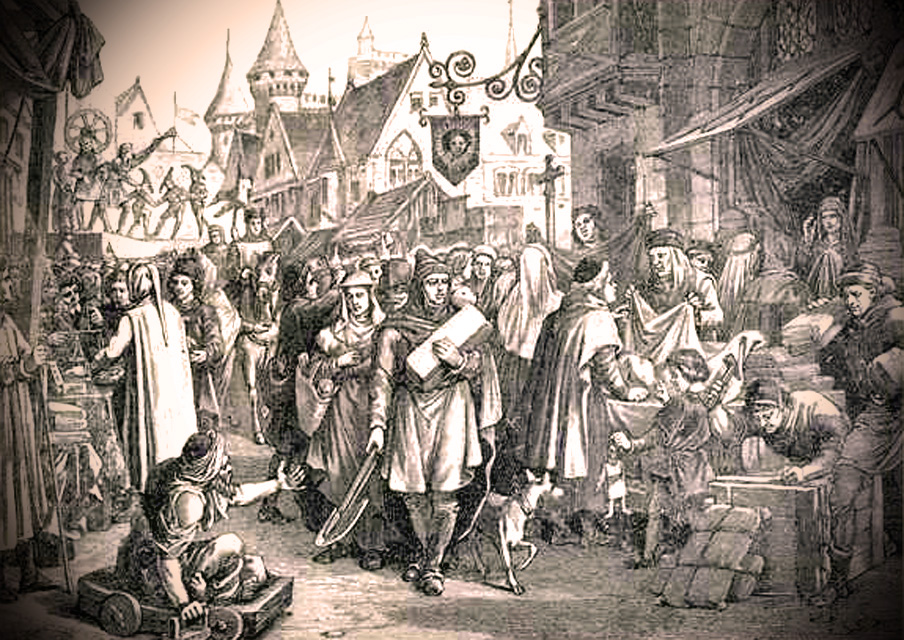
Une gravure du XIXe siècle des foires de Champagne.

Le XIIIe siècle marque le début de la renommée des foires de Champagne, pour lesquelles des marchands viennent de tout l’Occident. Ces foires permettent le développement de nombreux métiers industriels comme le textile, la tannerie, la papeterie et la teinturerie. À Troyes, la célébration se tient durant la Saint-Jean et la Saint-Rémi dans les rues historiques du Bouchon de champagne telles que la rue Champeaux, la rue de la Pierre, ou la rue des Anciennes-Tanneries.
Productrice de draps en lin et en chanvre, Troyes compte plusieurs moulins permettant de broyer les chiffons, molendini at telas ; les fabricants profitent ainsi de la présence de ces marchands de draps pour récupérer de la matière première de ce circuit de commercialisation. Par la suite, les moulins de la Pielle (en 1348) et du Roy sont transformés en moulins à papier. Troyes devient ainsi, à partir du XIVe siècle, une « capitale » des fournisseurs de papier en Europe. Vers 1470, leurs acquéreurs viennent d’Angleterre — la présence de papier troyen à Canterbury est attestée — de la Hollande, ou encore d’Allemagne. Pendant la guerre de Cent Ans, la ville de Troyes se prépare à accueillir les anglo-navarrais. En 1359, les Troyens, menés par leur évêque Henri de Poitiers libèrent les villes d'Aix-en-Othe, Beaufort et Nogent-sur-Seine.

#### Troyes au Moyen Âge tardif

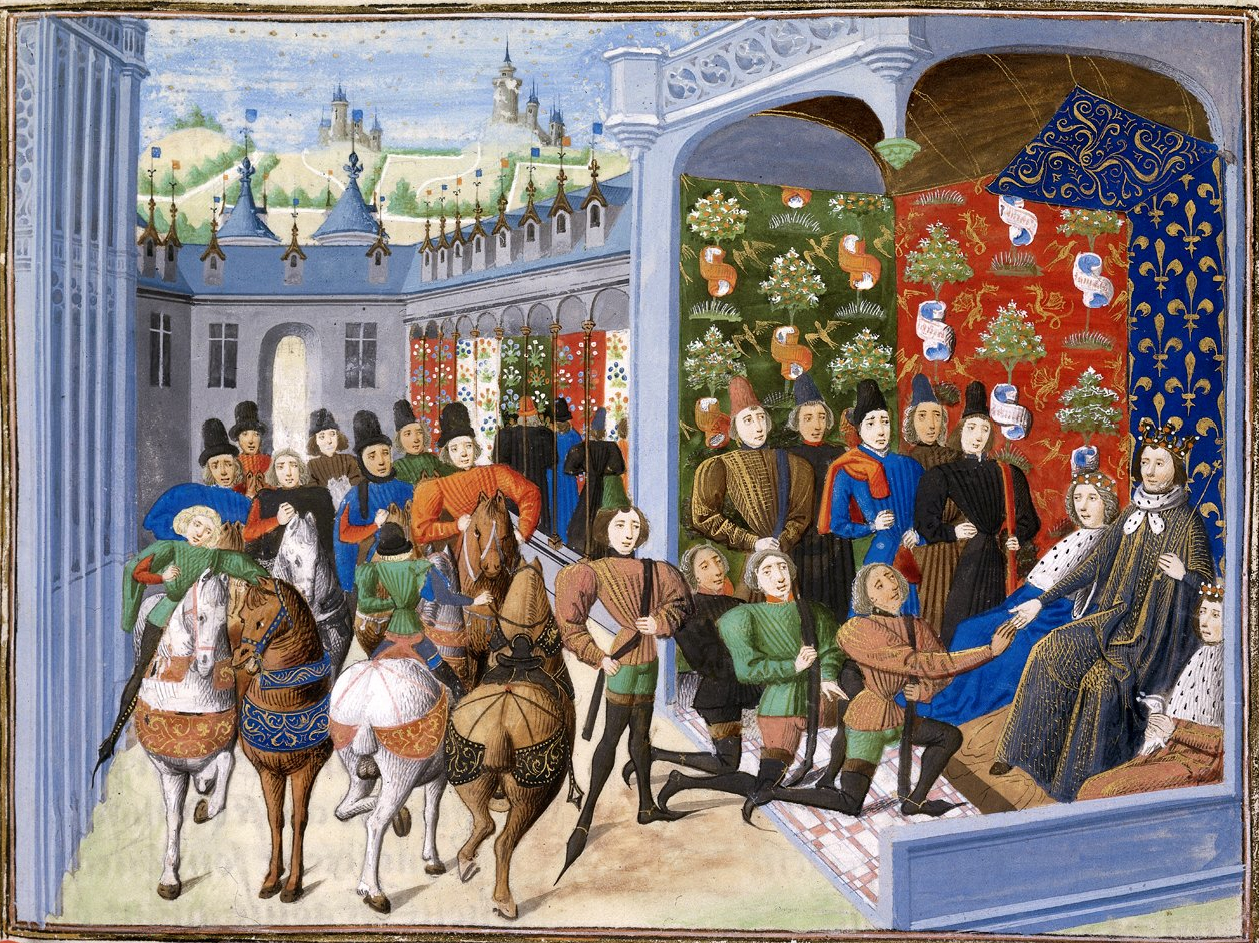
Charles et Isabeau de Bavière durant le traité de Troyes. Chroniques de Jean Froissart, British Library, Harley 4380, 40, c. 1470-1472.

À la fin du XIIIe siècle, Troyes n’est plus la capitale du comté de Champagne. Celui-ci est en effet passé aux rois de France et Châlons-sur-Marne a été préférée comme capitale administrative de la Champagne. Toutefois, de 1417 à 1422, Troyes est de fait la capitale du royaume de France en pleine guerre de cent ans.
En juin 1420, la signature du traité de Troyes en l'église Saint-Jean-au-Marché désigne le roi anglais Henri V comme héritier de la couronne de France après que ce dernier épouse Catherine de Valois, l'une des filles de Charles VI. Peu après toutefois, le Dauphin monta sur le trône sous le nom de Charles VII. C'est Jeanne d'Arc qui vint à son secours ; elle le mena d'Orléans à Reims pour qu'il soit sacré. Le 9 juillet 1429, Jeanne d'Arc délivre la ville des Anglais.
En mai 1471, Louis XI confirme l'administration municipale par ses lettres patentes.
Quelques jours avant la Fête-Dieu 1487, un incendie se déclare dans la boutique d'un apothicaire. Il dure plusieurs jours et détruit une grande partie de la ville. Le fait qu'il démarre la nuit lui assure une certaine rapidité d'expansion, la nuit augmentant les peurs et entravant la lutte contre l'incendie. La ville de Troyes possédait néanmoins, pour lutter contre le feu, des seringues géantes qui permettaient d'arroser les foyers plus efficacement qu'avec des seaux. La même année, les foires de Bourges sont déplacées à Troyes : en effet, une grande partie de la ville de Bourges, dont les marchés couverts, a été détruite par un gigantesque incendie et elle ne peut accueillir sa foire.

### Les temps modernes

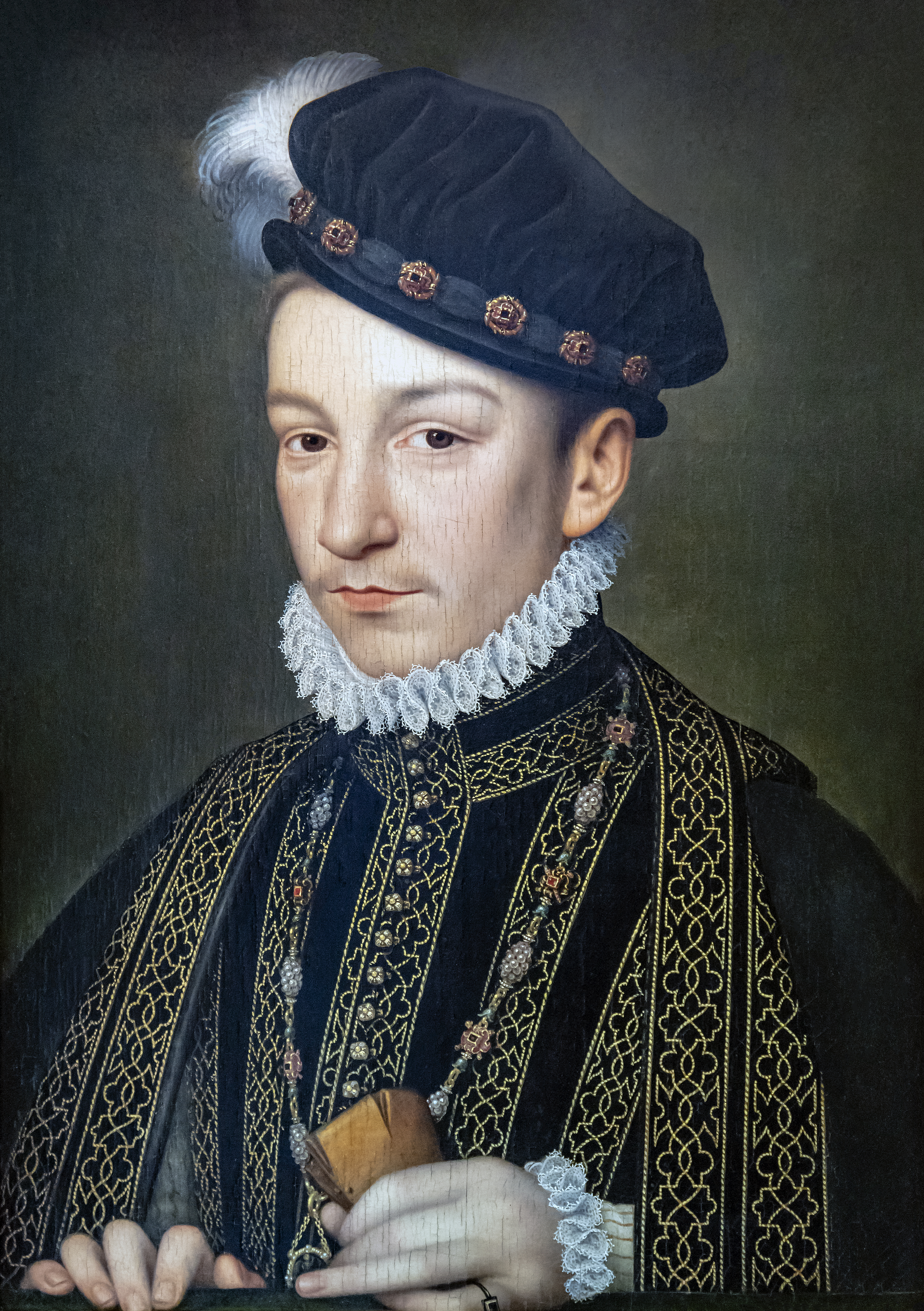
en 1565 par François Clouet.

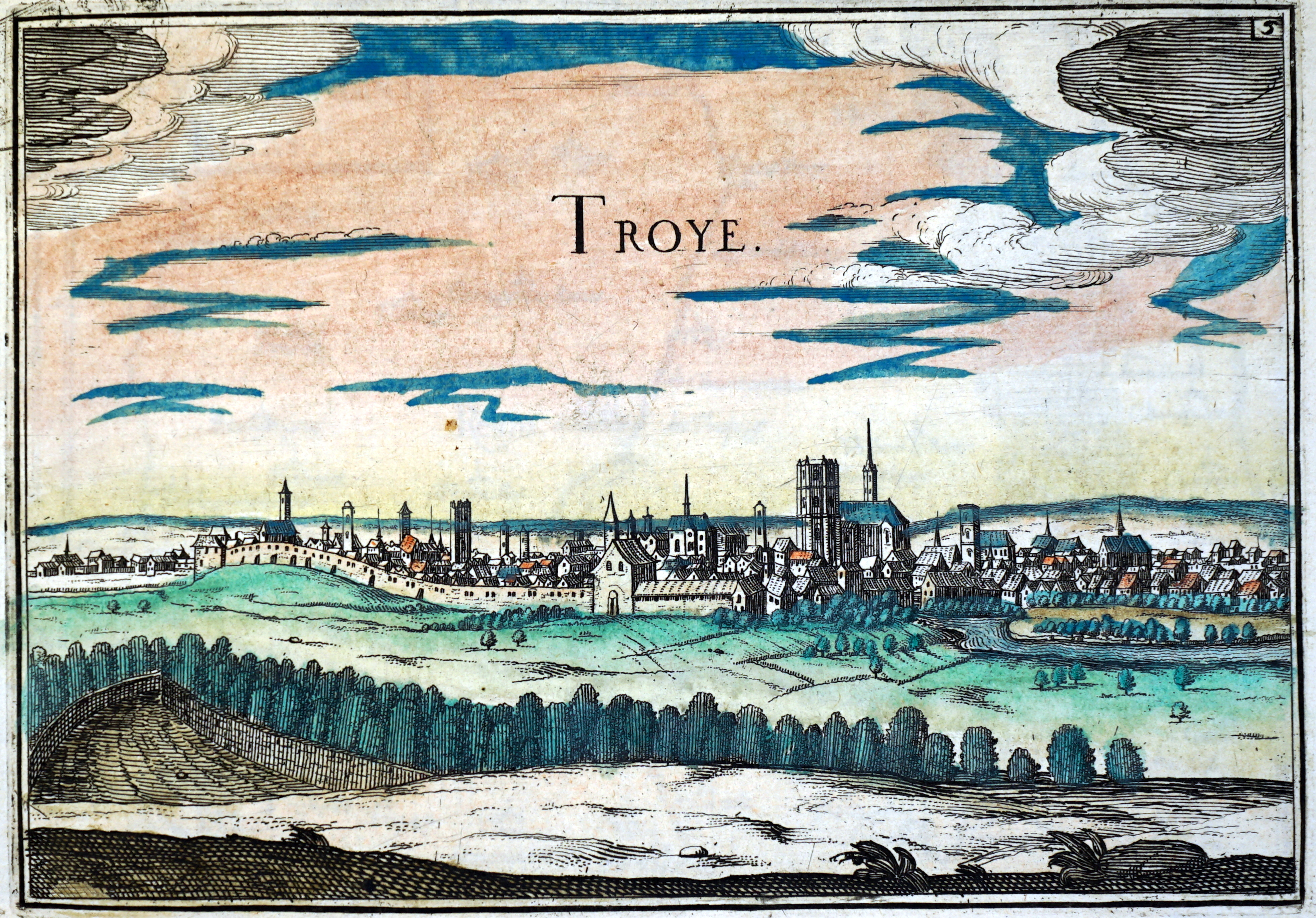
En 1634, dessin de Christophe Tassin.

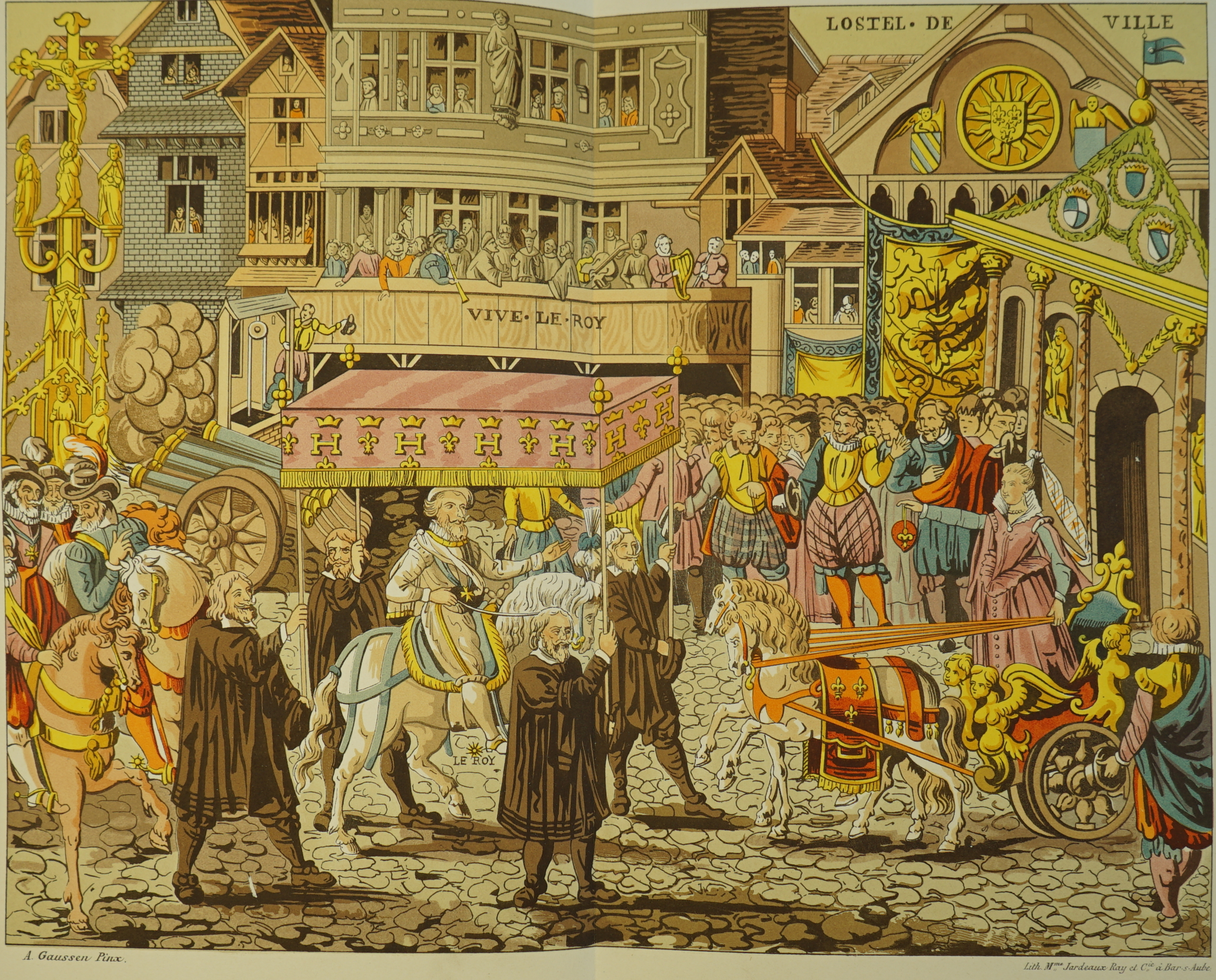
Henri IV accueilli par Françoise le Bé, fille du maire devant l'hôtel de ville.

Le 24 mai 1524, un nouvel incendie éclate au cœur de la ville médiévale. Le principal quartier de la ville, une vingtaine de rues, des milliers de maisons et plusieurs monuments historiques et religieux sont détruits,. L'incendie est favorisé par la présence de nombreuses cameræ, chambrettes aménagées en appentis dans les cours pour loger les pauvres parmi les pauvres, qui fournissent un matériau inflammable, réduisent les pare-feux que constituent les cours et gênent les secours contre les sinistres. Cette catastrophe provoque un appauvrissement général de la population mais conduit la municipalité à exiger des cheminées construites en matériaux ininflammables (on pouvait trouver des hottes en bois recouvert de plâtre) et des conduits de cheminée dépassant suffisamment du toit. Les fortifications de la ville sont reconstruite dans la première moitié du XVIe siècle.
Le 3 mars 1564, Charles IX passe dans la ville lors de son tour de France royal, accompagné de la cour et des grands du royaume : son frère le duc d’Anjou, Henri de Navarre, les cardinaux de Bourbon et de Lorraine. Lors de son voyage, le roi soumet dans un édit royal du 29 mars les ports de Saint-Nazaire et Le Croisic au siège royal de Guérande et signe le 11 avril un traité de paix avec la reine d'Angleterre Élisabeth Ire en la cathédrale Saint-Pierre-et-Saint-Paul. Ce traité permet à Calais de redevenir définitivement française.
À la suite de la Saint-Barthélemy (du 27 août au 4 septembre 1572), plusieurs dizaines de protestants sont massacrés à Troyes.
Vers le milieu des années 1580, alors que commencent à se dérouler les événements de la 8e guerre de Religion, Troyes, l'une des rares villes n'ayant pas encore été soumise au contrôle d'Henri de Guise, se présente comme un noyau de résistance royaliste au sein de la province champenoise. Au sein de la cité troyenne, cette opposition au pouvoir de la « Sainte-Union » se révèle notamment menée par les Dinteville et les Saint-Phalle.
Après la journée des Barricades, (jeudi 12 mai 1588), qui voit l'occupation de la ville de Paris (13 mai), les Guise veulent prendre la ville. Henri III, dans une lettre, adressée au conseil locale et datée du 2 juin, enjoint aux Troyens de ne pas recevoir le cardinal de Guise. Grâce à deux ligueurs, Yves le Tarlier et Jean de Hault, alors archidiacre de la collégiale Saint-Étienne, l'ecclésiastique fait cependant son entrée le 10 juin, par la porte de Croncels et se rend à l'évêché. Le cardinal, prenant de court une partie des autorités locales, demeurées favorables au courant royaliste, fait alors de la ville troyenne, au cours de son séjour (de juin jusqu'à septembre), « un second Paris ». Le maire Jean Daubeterre le reçoit. Le lieutenant général du bailliage, Eustache de Mesgrigny, est chassé, avec d'autres, dont des chanoines restés fidèles au roi. Ils trouvent refuge à Châlons-en-Champagne, restée fidèle au roi, ville où se trouve Joachim de Dinteville. Le cardinal de Guise fait démissionner les conseillers de Troyes. Le 11 juin 1588, le favori et trésorier du cardinal de Guise, Nicolas de Hault est choisi comme maire par l'assemblée générale (il le reste jusqu'en 1592). Le 18 juin, de nouveaux conseillers sont élus par une assemblée générale. Le 23 juin, la ville envoie deux délégués, Souin et Goujon de Boulzy, dans la capitale pour jurer fidélité à la Ligue. En date du 19 juillet, à l'assemblée parlementaire de Rouen, un pacte de paix, induit par la journée des barricades, est signé entre les deux partis opposés. Le 19 août, la ville s'engage à respecter l'Union qui vient d'être scellée entre le parti des Guise et Henri III. Au cours du mois de septembre, plusieurs députés troyens sont envoyés à Blois aux états généraux, dont, entre autres, Yves Tartier, Philippe le Vert, avocat du bailliage de Troyes, et Jacques Angenoust,.
Les foires de Troyes sont interdites durant le XVIIe siècle. En 1694, elles sont de nouveau autorisées. La ville a sa compagnie d'arquebuse royale et militaire dont le colonel est le gouverneur, le lieutenant-colonel est le lieutenant-général des provinces de Champagne et de Brie et le capitaine est le maire royal. Sa milice bourgeoise est divisée en quatre bataillons à quatre compagnies, Belfroy, Croncels, Comporté et Saint-Jacques.
La dominoterie était une industrie florissante à Troyes qui fabriquait surtout des cartes à jouer et occupait plus de quarante moulins aux environs de la ville. Elle déclina à la suite d'une taxe de Colbert.
Bien qu'il ait précédemment existé, au cours du XVIe siècle, une corporation — la « Communauté des maistres bonnetiers de la ville, fauxbourg et banlieue de Troyes » —, confectionnant, à cette époque, des bonnets au moyen d'une étoffe de laine, les premiers métiers de la bonneterie en coton et en soie font leur apparition à Troyes en 1745 grâce à l'arrivée du métier à tricoter les bas (inventé par William Lee en 1589) et la création des premières manufactures,. Quoique la localité d'Arcis-sur-Aube, dès le début du XVIIIe siècle, ait été, auparavant, le cœur champenois d'une importante activité artisanale pour ce type de fabrication textile, en 1770, Troyes compte quarante bonnetiers et près de 1 500[Quoi ?] essentiellement concentrés au sein de son agglomération à partir de la fin des années 1780. La ville devient alors la capitale de la bonneterie qui, malgré un fléchissement à partir des années 1930, reste une activité économique majeure jusqu'aux années 1960.
Le Parlement de Paris est transféré dans la ville en 1787. En 1789, alors que la ville se trouve au cœur de la Révolution française, le maire Claude Huez est assassiné après avoir été accusé à tort d'avoir voulu empoisonner le peuple.

### Époque contemporaine

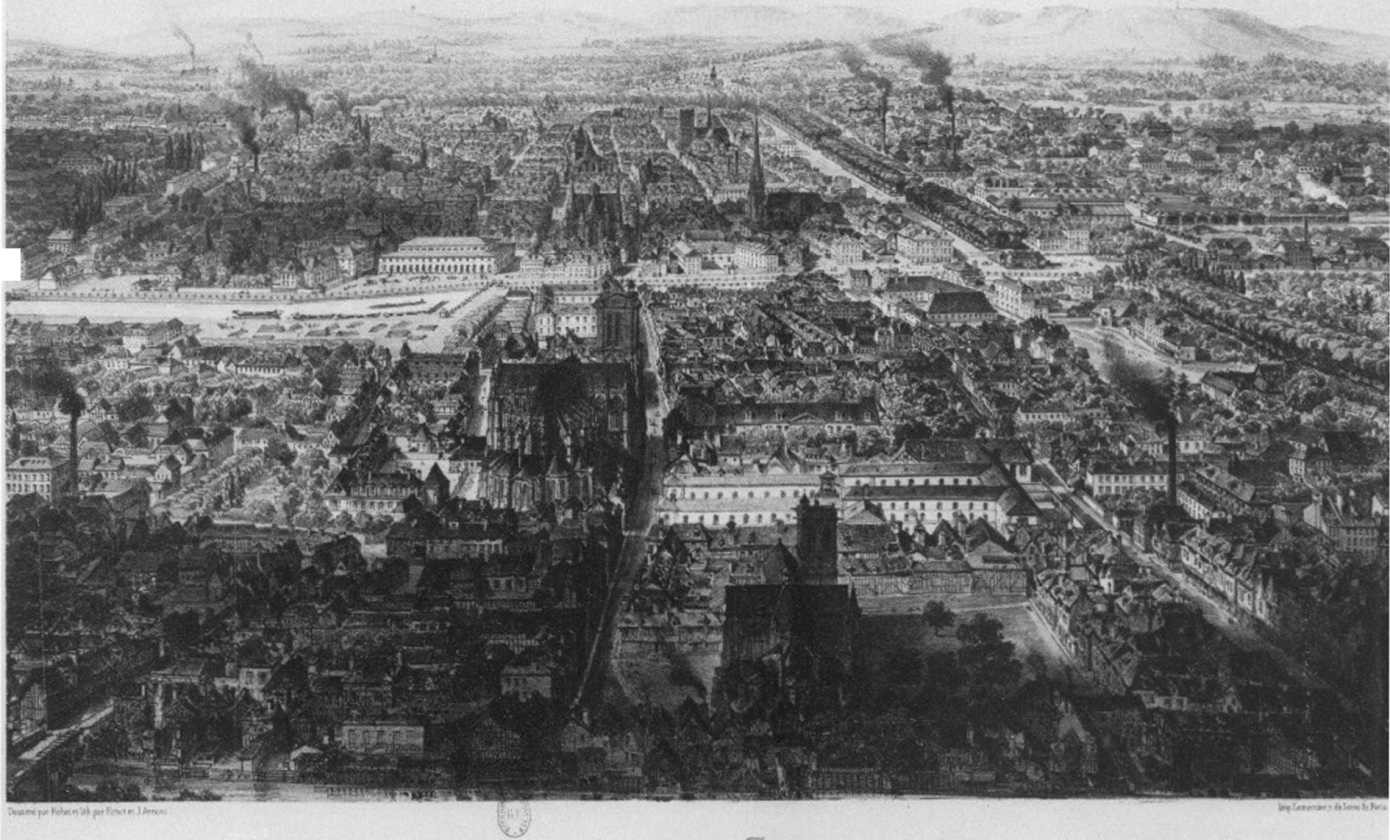
Une vue générale de la ville de Troyes aux environs de 1852.

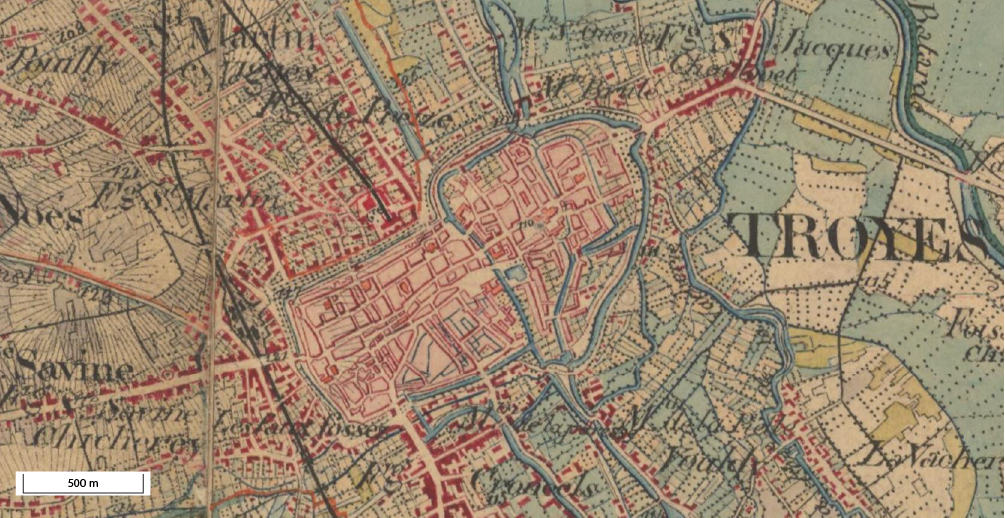
Carte d'état major de la ville de Troyes (Aube) (entre 1857 et 1866).
[en trait épais figurent les lignes de chemins de fer de la première gare de Troyes ("en impasse", 1847) et de la seconde gare de Troyes ("de passage", 1857)

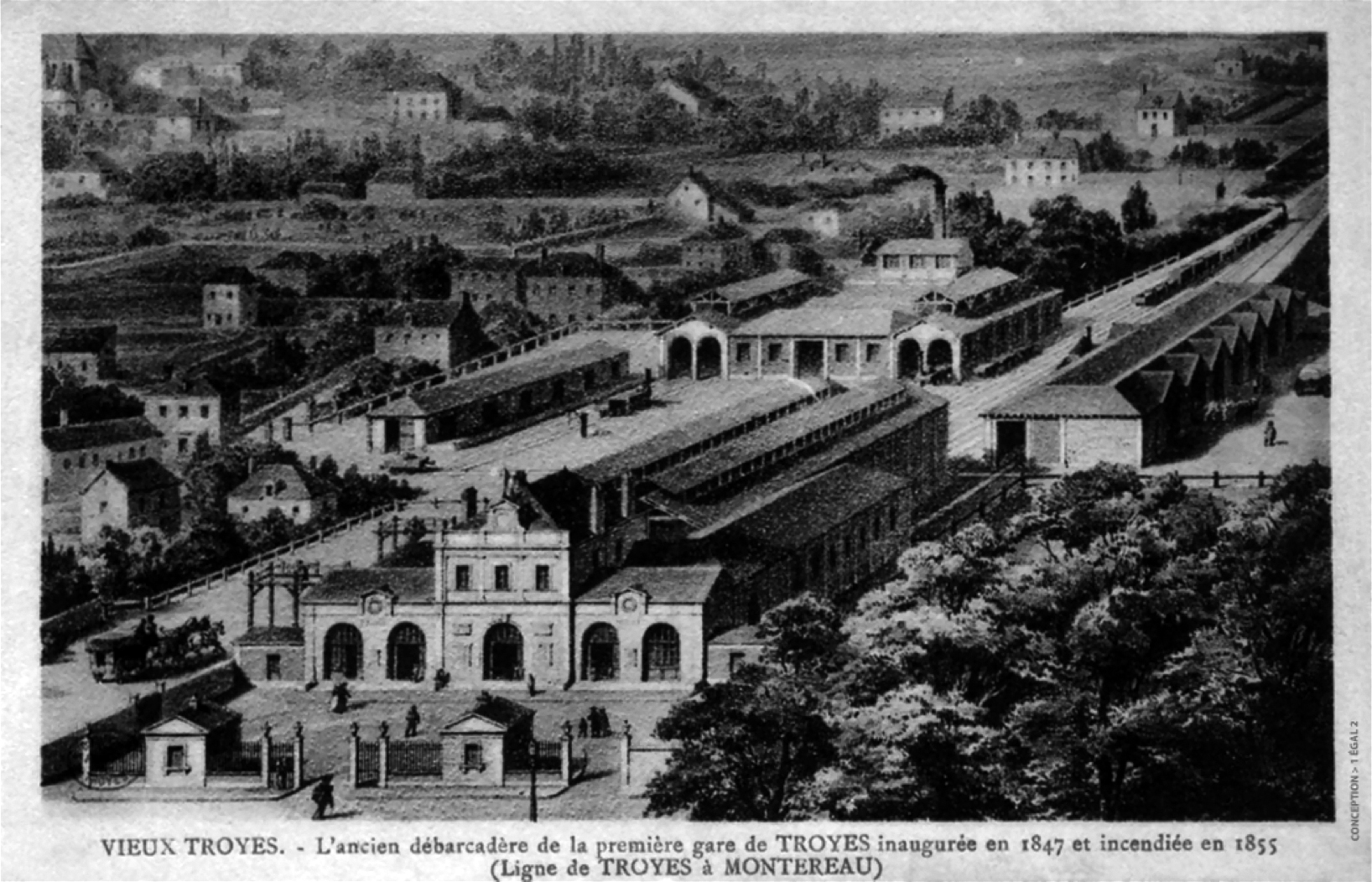
La première gare de Troyes, construite en 1847.

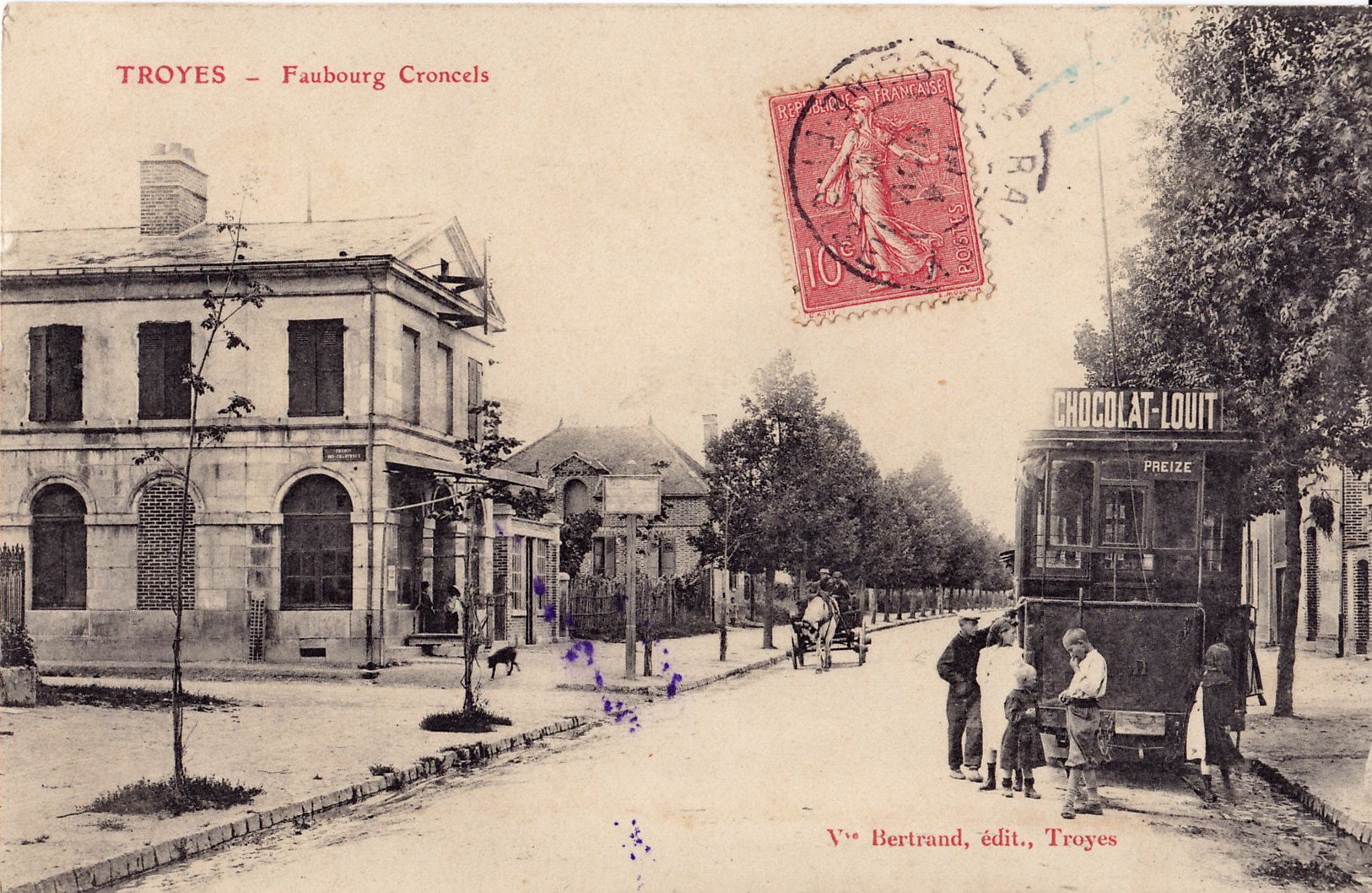
Le faubourg Croncels, avant la Première Guerre mondiale.

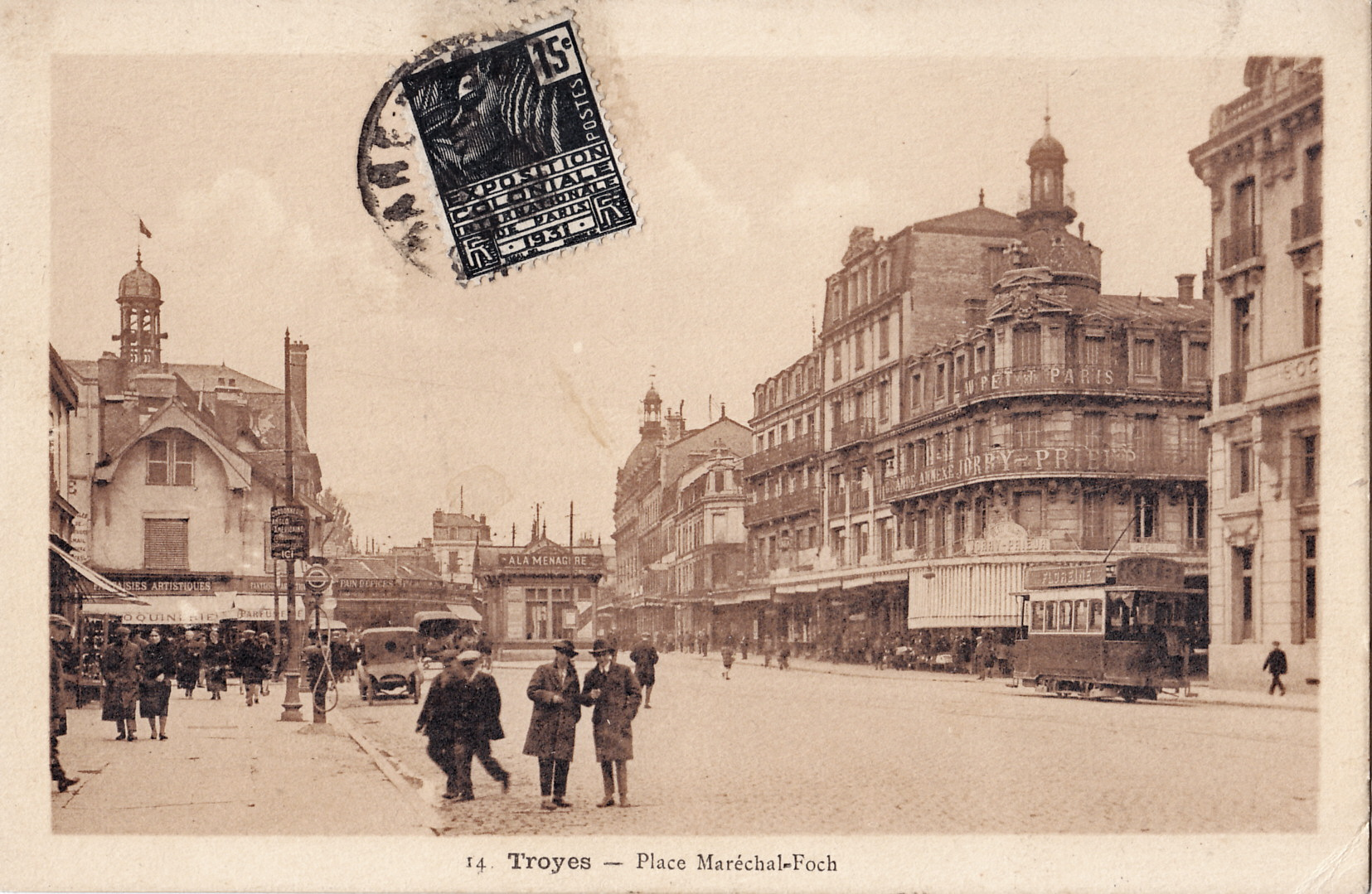
Une rame du tramway de Troyes, place du Maréchal-Foch, dans les années 1920.

Napoléon Bonaparte a fait plusieurs passages dans la ville en 1804 et 1814 lors de sa campagne de France.
Au sein de la commune champenoise, à l'instar de l'ensemble du territoire aubois, l'essor de l'industrie de la bonneterie débute, dans les années 1820 avec la fondation des premiers établissements spécialisés dans ce secteur économique. À cette époque, ces structures destinées à la confection de textiles à maille sont, la plupart du temps, dirigés par des « marchands-fabricants ». Les bases de ce domaine industriel se finalisent, au cours des années 1860, avec la naissance des premières usines pourvues d'équipements mécanisés. En 1834, la ville occupe à elle seule environ 10 000 métiers de la bonneterie de coton et 12 000 ouvriers, pour un produit annuel de près de 7 000 000 francs.
La ville est reliée à la capitale par le chemin de fer en 1845, favorisant son développement. En 1849 a lieu à Troyes le premier festival chantant d'orphéons, organisé par Charles Delaporte. Il rassemble 200 orphéonistes.
Développé à partir des années 1840, Troyes, vers 1855-1860, devient un centre important de construction de métiers circulaires. La réussite de l'industrie de la maille, au XIXe siècle, est due, majoritairement, aux inventions des mécaniciens champenois,. La concurrence anglaise est bien présente ; les Anglais ayant utilisé plus hardiment la vapeur, le fabricant bonnetier doit donc créer des services commerciaux et d'exportation.

#### L'exposition de Troyes en 1860
Durant le second Empire, l'actualité principale à Troyes réside dans les progrès de l'industrie textile ; la mécanisation des métiers et l'implantation de nombreuses usines transforment le paysage économique et urbain de la ville. Il faut subvenir aux besoins des travailleurs. L'exposition de Troyes en 1860 est la vitrine de ces progrès
Napoléon III prononce un discours à Troyes en 1868. Il déclare que « Rien ne menace la paix de l'Europe »,.
L'épopée de Napoléon III se termine par l'occupation de Troyes par les Prussiens de novembre 1870 à août 1871.
Pendant la répression de janvier et février 1894, la police y effectue des perquisitions visant les anarchistes qui y résident, sans réel succès,,.

#### XXesiècle
Du 21 au 23 janvier 1910, la ville de Troyes est victime de graves inondations à la suite du débordement de la Seine, provoquant d'importants dégâts.
Le succès de la bonneterie, secteur industriel troyen de la « Belle Époque », se confirme lors de l’entre-deux-guerres, et de nombreuses grandes entreprises sont créées dans la ville notamment Petit Bateau, Lacoste, et Dim. D'autres sont créées plus tard, notamment Absorba.
Lors de la Seconde Guerre mondiale, le 15 juin 1940, l'armée allemande, après avoir pris Sens, Paris et une vaste partie du département de l’Aube entre dans Troyes. Face aux bombardements des nazis, les Troyens, paniqués, décident de fuir la ville. Après la capture, il ne restera qu'environ 4 000 Troyens dans la cité.
Le 24 août 1944, l'armée allemande a commis à Buchères dans le Sud de l'agglomération de Troyes un massacre communément appelé « martyre de Buchères » : 68 civils furent exécutés, de nombreuses maisons furent incendiées. Le lendemain, huit cents hommes s'emparent de la commune et son agglomération. Le début des combats pour la libération a fait environ 60 morts et 572 prisonniers. Le jour d'après, la ville de Troyes est définitivement délivrée par les troupes du général Patton.
Six habitants ont par ailleurs été admis parmi les 4281 Justes parmi les nations de France pour avoir sauvé des personnes juives persécutées par le régime nazi et le gouvernement de Vichy : Michel Perrin, en religion le père Joseph-Marie Perrin, né le 30 juillet 1905 à Troyes, mort le 13 avril 2002 à Marseille, est un prêtre dominicain et résistant français, titré Juste parmi les nations en 1999. Il est également connu pour avoir été le directeur spirituel de Simone Weil; Rolland Delarge; France Giet; Suzanne Gombault; Roger Rieber et Jeanne Schwartz Roth.
Bien que ce domaine industriel ait fait l'objet d'une diversification au niveau local entre 1950 et 1970, à partir de la seconde moitié des années 1960, la ville de Troyes est victime de la crise du textile. En effet, les entreprises sont en concurrence avec d'autres pays, notamment en Asie du Sud-Est et en Extrême-Orient et on assiste à une désaffection des consommatrices pour le bas couture. Malgré tout, la commune et son agglomération comptent aujourd'hui près de 250 entreprises liées à la fabrication textile et des grands centres de magasin d'usines, ce qui en fait le premier centre de maille en France.
Le 30 janvier 1976 débute l'affaire Patrick Henry à la suite du meurtre du jeune Philippe Bertrand, âgé de huit ans, à la sortie de son école. Le procès de Patrick Henry, mené par son avocat Robert Badinter est considéré comme l'un des plus célèbres de l'histoire judiciaire récente en France, est devenu celui de la peine de mort en France. En effet, le meurtrier avait été condamné à la réclusion criminelle à perpétuité alors que l’entourage de la famille, des éditorialistes et des hommes politiques réclament la peine de mort pour ce crime.

#### XXIesiècle
La commune, et notamment le bouchon de Champagne, fait l'objet d'une réhabilitation continue depuis les années 2000. Au début des années 2010, une partie du canal recouverte dans les années 1970 a été rouverte. L'objectif affiché est de retrouver la place historique de l'eau sur le bouchon, tout en dynamisant les quais.
En 2015, les élus du Grand Troyes ont signé un protocole visant à réaménager le quartier de la gare. Les travaux, entrepris sur une période de trois ans, débutent au cours du premier semestre 2017 et s'achèvent en 2019. La ville, associée à la communauté urbaine Grand Troyes, la région Grand Est, l'État et la SNCF, ont investi un budget de 22 millions d’euros à l'occasion de ce projet,.
En décembre 2023, l'ancienne maison d'arrêt du centre ville est fermée ; elle est remplacée par le centre pénitentiaire de Troyes-Lavau situé à quatre kilomètres de là.

## Politique et administration

### Tendances politiques et résultats
Lors des présidentielles de 2002, le président sortant Jacques Chirac arrive en tête avec 79,67 % des voix face a Jean-Marie Le Pen. En 2007, Nicolas Sarkozy arrive en tête des suffrages troyens avec 56,12 % des suffrages contre 43,88 % des voix pour Ségolène Royal. En 2012, le président sortant arrive en tête du premier tour, avec 28,99 % des suffrages, suivi de près par François Hollande (28,40 %). Le parti socialiste réalise ainsi son meilleur score depuis 1995. Marine Le Pen arrive en troisième position avec 19,54 % des voix. Au second tour, 171 voix différencient Nicolas Sarkozy, en tête des votes troyens, à François Hollande. En 2017, au deuxième tour des élections présidentielles, Emmanuel Macron (En marche !), élu, a recueilli 66,29 % des suffrages et Marine Le Pen (FN), 33,71 %. Le taux de participation, pour cette élection s'est élevé à 72,23 % sur la totalité des 29 628 habitants de Troyes inscrits sur les listes électorales.
Lors des municipales, François Baroin est depuis 2001 élu dès le premier tour de l’élection. En 2014, il totalise 62,56 % des suffrages, contre 17,96 % pour le socialiste Dimitri Sydor, 15,83 % pour le candidat Front national Bruno Subtil et 3,63 % pour le candidat Lutte ouvrière Pierre Bissey.
Aux élections régionales 2010, la liste de droite contrôlée par Jean-Luc Warsmann arrive en tête avec 31,57 % au premier tour, mais est devancée de 2,15 % par la liste de Jean-Paul Bachy et soutenue par le PS et le PCF. Lors du second tour, la gauche devance la liste de droite avec 46,08 % des suffrages contre 38,25 %. En 2015, lors des premières régionales depuis l'adoption de la réforme territoriale, c'est Florian Philippot (FN) qui arrive en tête avec 30,63 %, suivi de Philippe Richert (Liste d'union de la droite) avec 29,71 %. Ce dernier récoltera finalement 50,66 % des suffrages exprimés par les Troyens au second tour, contre 30,79 % pour Philippot.
Aux élections départementales de 2015, les listes de droites totalisent au premier tour 44,37 % des voix sur l'ensemble du département, contre 34,78 % pour l'extrême droite et 20,83 % pour les listes de gauche. Sur les cinq nouveaux cantons troyen, le candidat UMP ou UDI arrive en ballottage avec le candidat Front national. Ce premier sort systématiquement vainqueur au second tour avec des scores allant de 63,19 à 72,17 % des suffrages.

#### Récapitulatif de résultats électoraux récents
| Scrutin             | 1er tour | 1er tour | 1er tour | 1er tour | 1er tour | 1er tour | 1er tour | 1er tour | 1er tour | 1er tour | 1er tour | 1er tour | 2d tour        | 2d tour        | 2d tour        | 2d tour        | 2d tour        | 2d tour        | 2d tour        | 2d tour        | 2d tour        |
| Scrutin             | 1er      | 1er      | %        | 2e       | 2e       | %        | 3e       | 3e       | %        | 4e       | 4e       | %        | 1er            | 1er            | %              | 2e             | 2e             | %              | 3e             | 3e             | %              |
| ------------------- | -------- | -------- | -------- | -------- | -------- | -------- | -------- | -------- | -------- | -------- | -------- | -------- | -------------- | -------------- | -------------- | -------------- | -------------- | -------------- | -------------- | -------------- | -------------- |
| Municipales 2014    |          | UMP      | 62,56    |          | PS       | 17,96    |          | FN       | 15,83    |          | LO       | 3,63     | Pas de 2d tour | Pas de 2d tour | Pas de 2d tour | Pas de 2d tour | Pas de 2d tour | Pas de 2d tour | Pas de 2d tour | Pas de 2d tour | Pas de 2d tour |
| Européennes 2014    |          | UMP      | 26,22    |          | FN       | 24,27    |          | PS       | 12,43    |          | UDI      | 9,49     | Tour unique    | Tour unique    | Tour unique    | Tour unique    | Tour unique    | Tour unique    | Tour unique    | Tour unique    | Tour unique    |
| Régionales 2015     |          | FN       | 30,63    |          | LR       | 29,71    |          | PS       | 17,31    |          | EELV     | 7,26     |                | LR             | 50,66          |                | FN             | 30,79          |                | DVG            | 18,55          |
| Présidentielle 2017 |          | LR       | 22,94    |          | EM       | 22,03    |          | FN       | 21,89    |          | LFI      | 18,65    |                | LREM           | 66,29          |                | FN             | 33,71          | Pas de 3e      | Pas de 3e      | Pas de 3e      |
| Européennes 2019    |          | RN       | 25,79    |          | LREM     | 21,21    |          | EELV     | 11,85    |          | LR       | 11,34    | Tour unique    | Tour unique    | Tour unique    | Tour unique    | Tour unique    | Tour unique    | Tour unique    | Tour unique    | Tour unique    |

### Administration municipale

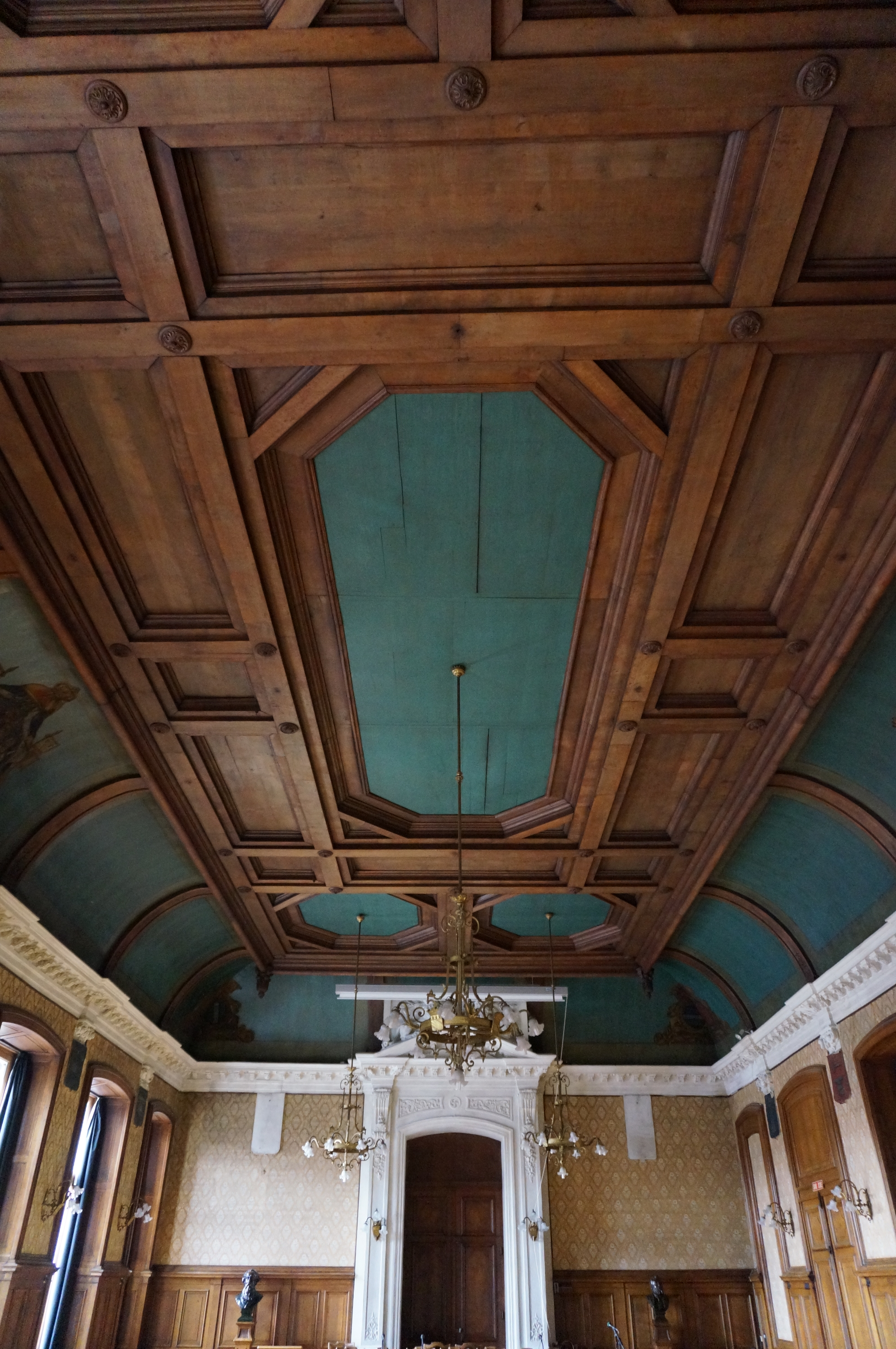
La salle du conseil.

La population de la commune étant comprise entre 60 000 à 79 999 habitants, le conseil municipal se compose de 49 membres. François Baroin, maire de Troyes depuis 1995, est accompagné de 14 adjoints. Le premier adjoint est Marc Sebeyran. Le reste du conseil municipal se compose de 27 membres de la majorité municipale, 4 élus socialistes d'opposition et 4 élus frontistes d'opposition.
L'hôtel de ville est aménagé dans le centre-ville dans l'ancien emplacement de l’hôtel de Mesgrigny, acheté par le conseil en 1495 pour y établir la maison de ville. Le bâtiment fut reconstruit au début du XVIIe siècle sous la direction de l’architecte Louis Noblet.
La commune est dotée de quatre conseils municipaux d’enfants, élus pour un mandat d’un an, renouvelable une fois. Ces jeunes sont issus des classes de CM1 et de CM2.

### Liste des maires
Depuis la Libération, trois maires se sont succédé à Troyes :
| Période | Période  | Identité        | Étiquette | Qualité |
| ------- | -------- | --------------- | --------- | --- |
| 1947    | 1972     | Henri Terré     | PRL       | négociant, président du Comité local de Libération |
| 1972    | 1995     | Robert Galley   | RPR       | ingénieur |
| 1995    | En cours | François Baroin | LR        | Sénateur, président de l'Association des maires de France, ancien ministre de l'Économie, des Finances et de l'Industrie et ancien Ministre de l' Intérieur, ancien journaliste, avocat |

### Situation administrative

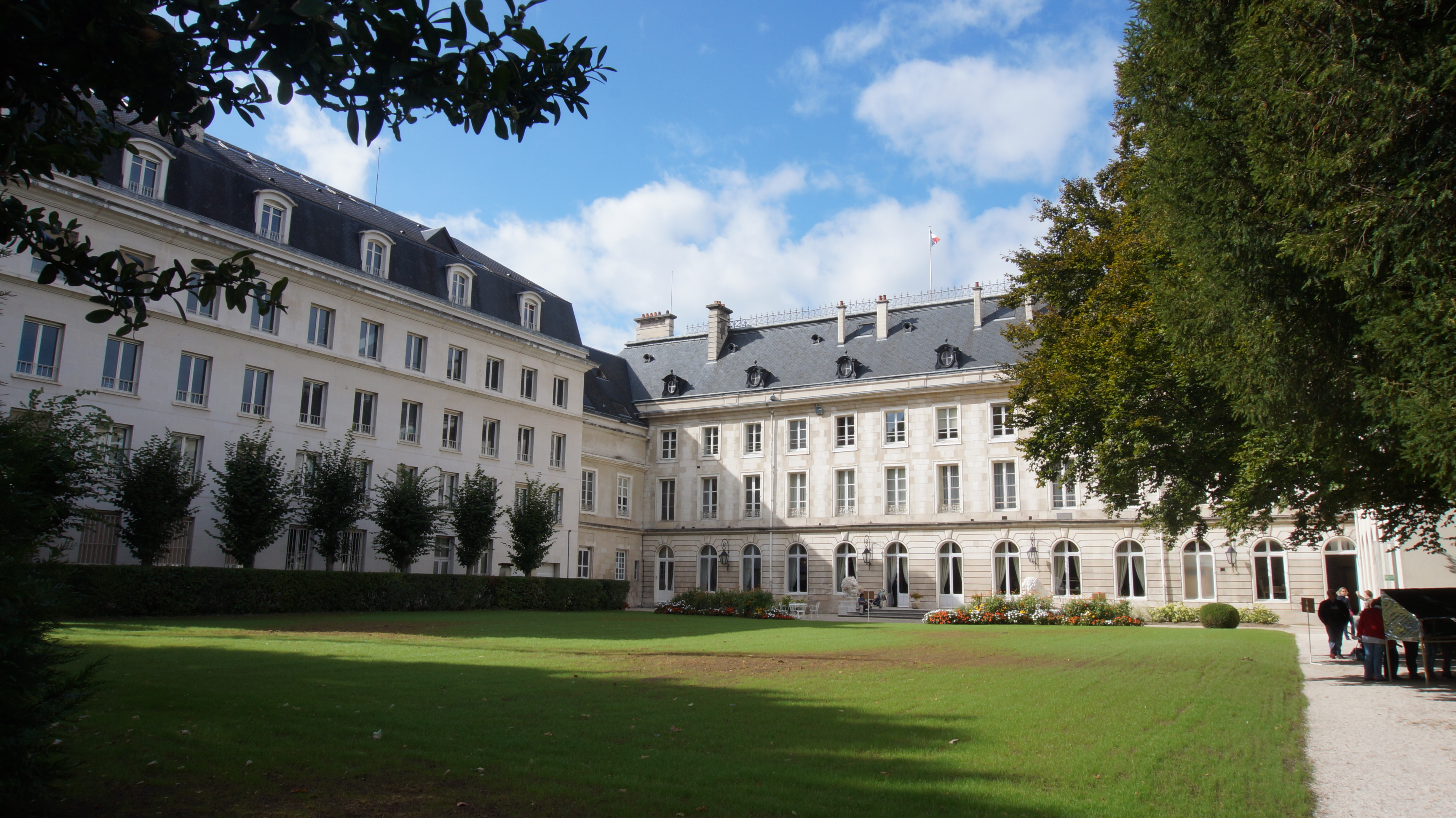
L'hôtel de préfecture de l'Aube.

Troyes est la préfecture de l'Aube et le chef-lieu de l'arrondissement de Troyes. C'est un ancien chef-lieu de bailliage.
Depuis 2014, un nouveau découpage territorial de l'Aube (département) entre en vigueur à l'occasion des élections départementales de mars 2015, défini par le décret du 21 février 2014. Troyes est désormais le bureau centralisateur de cinq cantons (de Troyes-1 à Troyes 5). Chaque canton comprend une partie définie de la commune de Troyes. Les cantons de Troyes-2 à Troyes 4 regroupent également une ou plusieurs communes du Grand Troyes. Auparavant, Troyes était divisé en trois cantons de 1801 à 1973 puis en sept cantons de 1973 à 2014.
Troyes est le siège de Troyes Champagne Métropole, communauté d'agglomération créée le 1er janvier 2017. Jusqu'à cette date, elle était le siège de la Communauté d'agglomération troyenne, appelée le Grand Troyes depuis le 1er janvier 2011. Cette unité urbaine (agglomération au sens de l'INSEE) regroupent 19 communes soit 130 194 habitants au 1er janvier 2012, sur une superficie de 153,34 km2,.

### Instances judiciaires et administratives

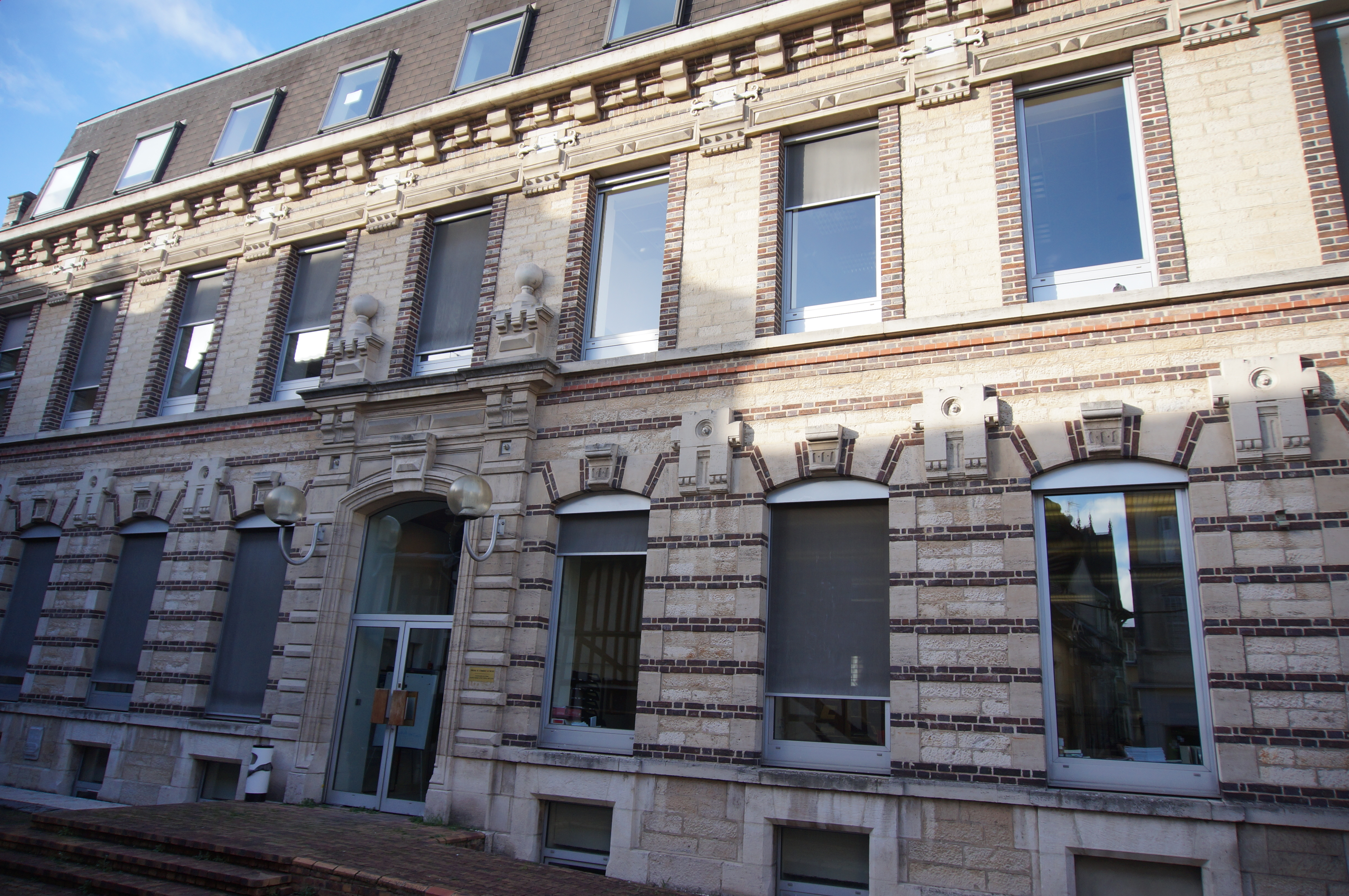
Le tribunal de commerce de Troyes.

La ville de Troyes est le siège du conseil départemental de l'Aube, du conseil de Troyes Champagne Métropole et de la première circonscription de l'Aube. La municipalité dispose d'une caserne de sapeurs-pompiers, d'une police municipale, d'un SAMU, d'un Centre antipoison et de bureaux de la CRICR tandis que l'État administre la brigade de gendarmerie.
Pour les juridictions, elle possède un tribunal d'instance et de grande instance, un tribunal de commerce, un conseil des prud'hommes et un tribunal pour enfants. Elle dépend de la cour d'appel de Reims et de la Cour administrative d'appel de Nancy.

### Politique de développement durable
La communauté d'agglomération de Troyes a signé en 2015 la convention « Territoire à énergie positive pour la croissance verte » afin de bénéficier d'une aide de 500 000 € répartie entre la Ville de Troyes, le Grand Troyes, et le parc naturel régional de la forêt d’Orient. Les objectifs affichés sont de « baisser la consommation d’énergie sur les territoires concernés, ainsi qu’à développer la production d’énergie renouvelable et la mobilisation citoyenne ».
La ville de Troyes s'est engagé à réduire sa consommation électrique. Ce plan d'action a été lancé en 2008 et prend diverses formes : utilisation d'horloges astronomiques pour abaisser la tension d’alimentation entre 22 h et 6 h, extinction nocturne des bâtiments publics, remplacement des lampes fluorescentes par des lampes à vapeur de sodium haute pression, etc. Entre 2012 et 2014, le coût de la consommation d'électricité a baissé de 22 %. La performance énergétique totalise une amélioration de 40 %.
En matière de traitement des déchets, le tri des emballages ménagers recyclables a été progressivement instauré sur l’ensemble du territoire de 1998 jusqu'en 2000. Un incinérateur est mis en service depuis 2021 sur la commune voisine de La Chapelle-Saint-Luc. Mais le projet, tout comme sa mise en service, fait l'objet d'une controverse. Les opposants remettent en cause la performance énergétique ainsi que des dépassements de rejets polluants de l’équipement.
Troyes a reçu la marque biodiversité en 2010.

### Finances communales
Le tableau ci-dessous présente l'évolution de la capacité d'autofinancement, un des indicateurs des finances locales de Troyes, sur une période de dix ans :
|                      | 2012 | 2013 | 2014 | 2015 | 2016 | 2017 | 2018 | 2019 | 2020 | 2021 |
| -------------------- | ---- | ---- | ---- | ---- | ---- | ---- | ---- | ---- | ---- | ---- |
| Troyes               | 225  | 227  | 202  | 232  | 273  | 246  | 256  | 268  | 247  | 253  |
| Moyenne de la strate | 172  | 166  | 148  | 169  | 184  | 197  | 209  | 219  | 203  | 224  |

| ■ CAF de Troyes ■ CAF moyenne de la strate |

### Budget et fiscalité 2021
Comptes et budgets de Troyes : Données disponibles : 2012 à 2021.

### Équipements et services publics
L'eau potable qui permet l’approvisionnent de la localité provient des deux sites de captages d'eau souterraine situés près de la commune de Bar-sur-Seine. Un pompage depuis la nappe alluviale de la Seine permet également cet approvisionnement d'eau. Depuis le 1er juillet 1993, la municipalité de Troyes détient ce réseau de distribution. La production est assurée par Veolia Eau.

### Jumelages
| Ville | Ville         | Pays | Pays        | Période                   |
| ----- | ------------- | ---- | ----------- | ------------------------- |
|       | Alkmaar       |      | Pays-Bas    | depuis le 28 juin 1958    |
|       | Brescia       |      | Italie      | depuis le 10 juin 2016    |
|       | Chesterfield  |      | Royaume-Uni | depuis le 28 avril 1973   |
|       | Darmstadt     |      | Allemagne   | depuis le 28 juin 1958    |
|       | Tournai       |      | Belgique    | depuis le 4 novembre 1951 |
|       | Zielona Góra, |      | Pologne     | depuis le 6 juin 1970     |

Troyes et Tournai forment le premier jumelage entre deux villes européennes,.
La ville abrite également un consulat honoraire de Lituanie, au 42B, boulevard du 14-Juillet, et un consulat honoraire de Pologne, au 6, rue Vauluisant.

## Population et société

### Démographie

#### Évolution démographique
L'évolution du nombre d'habitants est connue à travers les recensements de la population effectués dans la commune depuis 1793. Pour les communes de plus de 10 000 habitants les recensements ont lieu chaque année à la suite d'une enquête par sondage auprès d'un échantillon d'adresses représentant 8 % de leurs logements, contrairement aux autres communes qui ont un recensement réel tous les cinq ans,.
En 2022, la commune comptait 62 443 habitants, en évolution de +2,97 % par rapport à 2016 (Aube : +0,7 %, France hors Mayotte : +2,11 %).
En 1793, la population de la commune est de 26 751 habitants. Jusqu'en 1846, cela reste à peu près stable avec la moyenne de 25 445 habitants. Dès 1846, la population part à la hausse, + 2,16 fois en 65 ans avec 55 486 habitants en 1911. Les Première et Seconde Guerres mondiales n'ont pas fait diminuer la population. Entre 1911 et 2014, la population a progressé d'un taux égal à + 9,5 %.
| 1793   | 1800   | 1806   | 1821   | 1831   | 1836   | 1841   | 1846   | 1851   |
| ------ | ------ | ------ | ------ | ------ | ------ | ------ | ------ | ------ |
| 26 751 | 24 061 | 27 196 | 25 078 | 23 740 | 25 563 | 25 469 | 25 702 | 27 376 |

| 1856   | 1861   | 1866   | 1872   | 1876   | 1881   | 1886   | 1891   | 1896   |
| ------ | ------ | ------ | ------ | ------ | ------ | ------ | ------ | ------ |
| 33 071 | 34 613 | 35 678 | 38 113 | 41 275 | 46 067 | 46 972 | 50 330 | 52 998 |

| 1901   | 1906   | 1911   | 1921   | 1926   | 1931   | 1936   | 1946   | 1954   |
| ------ | ------ | ------ | ------ | ------ | ------ | ------ | ------ | ------ |
| 53 146 | 53 447 | 55 486 | 55 215 | 58 321 | 58 804 | 57 961 | 58 805 | 58 819 |

| 1962   | 1968   | 1975   | 1982   | 1990   | 1999   | 2006   | 2011   | 2016   |
| ------ | ------ | ------ | ------ | ------ | ------ | ------ | ------ | ------ |
| 67 406 | 74 898 | 72 165 | 63 579 | 59 255 | 60 958 | 61 344 | 60 013 | 60 640 |

| 2021   | 2022   | - | - | - | - | - | - | - |
| ------ | ------ | - | - | - | - | - | - | - |
| 62 782 | 62 443 | - | - | - | - | - | - | - |

Enfin, en 2012, Troyes compte 30 784 ménages. Ils se composaient pour 50,2 % d'entre eux d'une seule personne, pour 19,4 % d'un couple sans enfant, pour 16,0 % d'un couple avec enfant(s), et pour 11,8 % d'une famille monoparentale.

#### Pyramide des âges
La population de la commune est relativement jeune. En 2018, le taux de personnes d'un âge inférieur à 30 ans s'élève à 42,6 %, soit au-dessus de la moyenne départementale (35,2 %). À l'inverse, le taux de personnes d'âge supérieur à 60 ans est de 23,3 % la même année, alors qu'il est de 27,7 % au niveau départemental.
En 2018, la commune comptait 29 411 hommes pour 32 585 femmes, soit un taux de 52,56 % de femmes, légèrement supérieur au taux départemental (51,41 %).
Les pyramides des âges de la commune et du département s'établissent comme suit.
| Hommes | Classe d’âge | Femmes |
| ------ | ------------ | ------ |
| 0,7    | 90 ou +      | 2,2    |
| 5,3    | 75-89 ans    | 9,4    |
| 13,0   | 60-74 ans    | 15,7   |
| 16,9   | 45-59 ans    | 16,4   |
| 18,4   | 30-44 ans    | 16,6   |
| 26,8   | 15-29 ans    | 23,9   |
| 19,0   | 0-14 ans     | 15,8   |

| Hommes | Classe d’âge | Femmes |
| ------ | ------------ | ------ |
| 0,8    | 90 ou +      | 2,1    |
| 7,4    | 75-89 ans    | 10,2   |
| 17,4   | 60-74 ans    | 18,4   |
| 19,4   | 45-59 ans    | 19     |
| 17,8   | 30-44 ans    | 17,3   |
| 18,3   | 15-29 ans    | 15,9   |
| 19     | 0-14 ans     | 17,1   |

#### Natalité et mortalité
Entre 2007 à 2012, le taux de natalité atteint 14,0 %, soit une stagnation par rapport à la période 1999-2007 mais en forte baisse comparée à la période 1968 à 1975, où le rapport entre le nombre annuel de naissances et la population totale moyenne atteint 19.7 %. Quant au taux de mortalité, celle-ci baisse également depuis 1968, où il passe de 11,0 % à 9,4 %.
|                                                  | 1968 à 1975 | 1975 à 1982 | 1982 à 1990 | 1990 à 1999 | 1999 à 2007 | 2007 à 2012 |
| ------------------------------------------------ | ----------- | ----------- | ----------- | ----------- | ----------- | ----------- |
| Variation annuelle moyenne de la population en % | -0,5        | -1,8        | -0,9        | +0,3        | +0,2        | -0,6        |
| Taux de natalité (‰)                             | 19,7        | 14,6        | 14,6        | 14,9        | 14,1        | 14,0        |
| Taux de mortalité (‰)                            | 11,0        | 11,3        | 11,1        | 11,1        | 9,8         | 9,4         |

### Enseignement
Troyes est située dans l'Académie de Reims, sous la direction des services départementaux de l'Éducation nationale (DSDEN) de l'Aube, et est le centre de la circonscription de Troyes.

#### Enseignement primaire et secondaire
La mairie de Troyes gère dix-huit écoles maternelles publiques et dix-sept écoles élémentaires publiques. Troyes compte en tout près de 4 500 élèves du primaire à l'occasion de l'année scolaire 2015-2016.
Le département gère quatre collèges : le collège des Jacobins, situé au cœur du bouchon de Champagne, est le plus proche du centre-ville. Le collège Marie-Curie couvre le quartier des Chartreux tandis que le collège Pierre-et-François-Pithou se situe dans le quartier Saint-Martin, et le collège Beurnonville à proximité du quartier Jules-Guesde.
La région dispose de trois lycées d'enseignement général (Camille-Claudel, Marie-de-Champagne, Chrétien-de-Troyes) et d'un lycée polyvalent : Les Lombards avec des taux de réussite respectifs de 92 %, 89 %, 88 % et 89 % au baccalauréat 2014. Le groupe scolaire Marie-de-Champagne dispose également d'un lycée professionnel, auquel s'ajoute le lycée professionnel Gabriel-Voisin.
Les établissements d'enseignement catholique dépendent du diocèse de Troyes : ils sont au nombre de cinq collèges privés (Marguerite-Bourgeoys, Saint-Bernard, Saint-Dominique-Savio, Saint-François-de-Sales et Saint-Pierre-en-l'Isle), deux lycées d'enseignement général (Saint-Bernard et Saint-François-de-Sales), un lycée général et technologique (La Salle) et deux lycées professionnels (Jeanne-Mance et Léonie-Aviat).

#### Enseignement supérieur
À la rentrée 2013, Troyes compte 9 100 étudiants, en progression de 80 jeunes par rapport à l’année précédente. Depuis 2009, la municipalité a ouvert une maison réservée aux étudiants afin de les accompagner dans leur travail et leur proposer des services liés à la vie quotidienne. Des manifestations sont également organisées comme les « Clés de Troyes ».
L'enseignement public supérieur repose sur trois piliers : le Centre universitaire de Troyes (CUT), situé dans l'Hôtel-Dieu-le-Comte et qui dépend de l'université de Reims Champagne-Ardenne ; l'université de technologie de Troyes (UTT) créée en septembre 1994 qui propose de nombreuses formations d’ingénieurs dans le domaine de la mécanique, des matériaux, de l’informatique, des réseaux et de la télécommunication ainsi que plusieurs formations d'apprentissage en continu et l'IUT de Troyes, premier établissement d'enseignement supérieur ouvert dans la ville en 1968, qui propose des formations permettant d'obtenir un diplôme universitaire de technologie, une licence professionnelle et dispose aussi de formations d'apprentissage en continu.
Elle dispose également d'un institut universitaire des métiers du patrimoine (IUMP), ou encore d'un institut national supérieur du professorat et de l’éducation (Inspé), rattaché à l'université de Reims Champagne-Ardenne. Enfin, le centre hospitalier de Troyes compte un institut de formation en soins infirmiers.
Dans le domaine privé, le Groupe ESC Troyes, ouvert en 1992, compte en 2014 1 737 étudiants dont 29 % de boursiers. Les diplômes de l'École supérieure de design, de l'École supérieure de tourisme sont reconnus par l'État. L'EPF est à Troyes l'une des écoles habilitées à délivrer un diplôme d'ingénieur. L'école supérieure privée d'informatique Supinfo y a également implanté un établissement depuis 2005. L'école d'ingénieur privée de génie civil École spéciale des travaux publics s'installe également dès la rentrée 2017.

### Santé
Le premier centre hospitalier à Troyes a été créé au XIIe siècle. À l'époque, c'est l'Hôtel-Dieu-le-Comte qui servait d'établissement de soins. En plus de l’hôpital, la commune gérait également une maternité, un orphelinat, l'Hospice Saint-Nicolas et un foyer de femmes à l'abbaye Saint-Martin-ès-Aires. L'ensemble de ces services sont transférés dans le site des Haut-Clos à partir de 1959 et inauguré en 1961 par Bernard Chenot. Sa construction a débuté durant les années 1930. Le service des urgences et le SAMU sont créés à la fin des années 1970, et la maternité fut construite entre 1978 et 1982.
En 1988, la résidence du Comte-Henri ouvre ses portes. Puis à partir de 1997, c'est le domaine de Nazareth, à Pont-Sainte-Marie, qui sert d'EHPAD.
Depuis le 6 octobre 2014, un nouveau bâtiment d'hospitalisation a ouvert ses portes. D'une surface totale de 27 000 m2, elle accueille 430 lits destinés notamment aux unités d'hospitalisation de médecine et de chirurgie. Son coup total est de 82 000 000 €.
Dans le domaine privé, il existe deux cliniques de médecine polyvalente et chirurgie, à savoir la Clinique de Champagne détenue en partie par l’Hôpital de Troyes et formant un GCS avec ce dernier, et le Polyclinique Montier-la-Celle à Saint André les vergers étant le plus gros établissement en termes d’activité chirurgicale dans l’aube avec un bloc opératoire disposant de onze salles d’opération (contre dix pour le centre hospitalier de Troyes). La clinique des Ursulines qui était située au centre-ville de Troyes fût fermée en 2019 pour des raisons économiques. Son activité est rapatriée à la Polyclinique Montier-la-Celle, appartenant au groupe ELSAN.

### Sports
Un challenge organisé par le quotidien sportif L'Équipe a désigné la ville de Troyes « Ville la plus sportive de France » en 1981 et en 2005 dans la catégorie des villes de 20 000 à 100 000 habitants. De nombreuses manifestations sportives sont organisées dans la ville. Les principales étant les randonnées nocturnes à rollers ou à vélo dans le centre-ville de Troyes, le semi-marathon de Troyes (tous les mi-mai), qui réunit chaque année un millier de coureurs, la course cycliste Paris - Troyes à la mi-mars ou encore la Corrida de Noël.
Lors du Tour de France 2017, Troyes est ville arrivée le 6 juillet et ville départ le 7 juillet.
Troyes accueillera le départ et l'arrivée d'une étape du Tour de France 2024 le 7 juillet.

#### Équipements sportifs
L'Office des sports et des loisirs recense un total de 124 équipements sportifs à Troyes et dans son agglomération. Parmi eux, l'un des plus populaires est le complexe sportif Henri-Terré, qui organise depuis une dizaine d'années la Fête du sport et des loisirs, au mois de septembre. Troyes possède également une grande salle omnisports, de quatre COSEC et de six gymnases. Quant aux équipements de plein air, la commune dispose de quatre stades publics et d'un bowl.
Deux piscines sont à disposition des Troyens : la piscine des Chartreux et la piscine municipale Lucien-Zins, qui a fêté en 2015 son 80e anniversaire. Enfin, le domaine « des 3 Seine » se compose d'une patinoire et d'un bowling.

#### Associations sportives

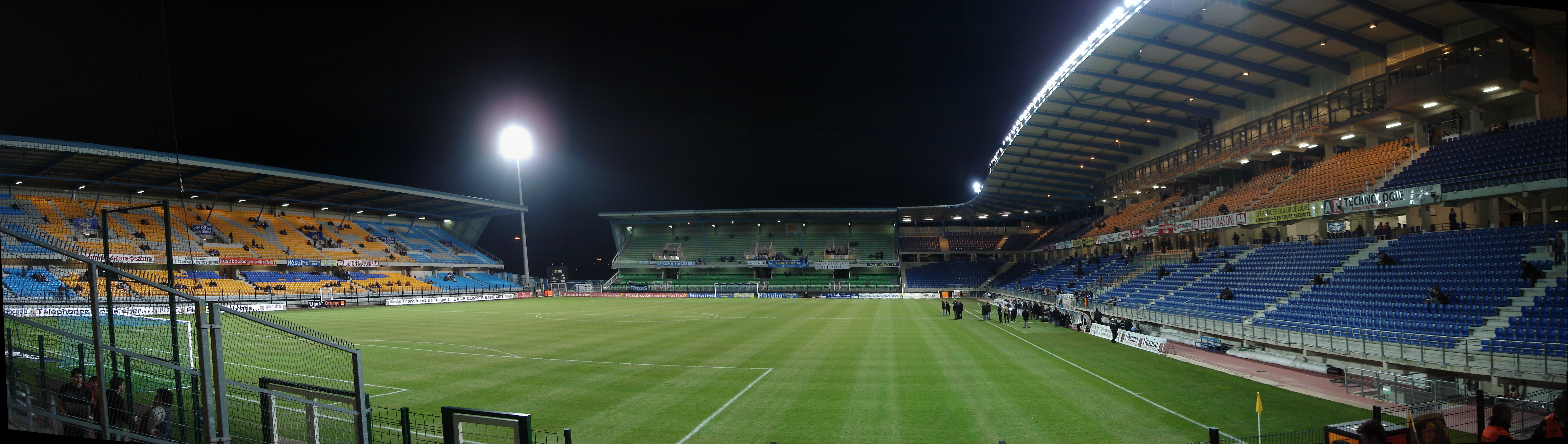
Panorama du stade de l'Aube en 2007.

L’office municipal des sports (OMS) de Troyes, créé en 1965, compte au 1er janvier 2016 352 clubs sportifs. À Troyes, l'union nationale du sport scolaire (UNSS) compte au total 3 518 adhérents, tandis que les clubs footballistiques totalisent 1 271 adhérents, et les sports universitaires 665 adhérents.
Troyes s'illustre dans l'élite sportive de plusieurs spécialités, notamment dans le football professionnel. L'Espérance sportive Troyes Aube Champagne (ESTAC), créé le 27 juin 1986 par Maurice Cacciaguerra et Angel Masoni, est ainsi le club phare de la ville. Il succède à l'époque au Troyes Aube Football, fondé en 1970. En 2015, le club a obtenu le titre de champion de Ligue 2, mais ce sont les années Alain Perrin qui sont considérées comme la grande époque du club aubois. Slađan Đukić, Tony Heurtebis, Nicolas Goussé, Benjamin Nivet, Jérôme Rothen, Patrice Loko ou encore Blaise Matuidi figurent parmi les joueurs emblématiques de l'ESTAC.
Le SUMA Troyes, club de moto-ball évoluant en élite depuis 1939, est l'un des plus titrés de France, avec plus d'une quinzaine de titre en coupe de France à l'époque de Jean-Michel Barret de 1982 à 2007. L'AS Sainte-Maure -Troyes, club de handball féminin, évolue actuellement en national 1. Troyes dispose également de clubs amateurs en football américain (Pygargues de Troyes : club évoluant en division 2), volley (P.L.A.V.B.), ou encore en hockey sur glace (Troyes Hockey Club). Le baseball est présent aussi avec les espadons (et possédant un terrain de baseball).

### Médias

#### Presse locale
La presse écrite locale est principalement dominée par le journal départemental L'Est-Éclair, et sa déclinaison sous Libération Champagne. Historiquement, ces quotidiens sont nés de l'éclatement de l’Aube libre, journal dit « clandestin » de la Résistance française, en deux éditions distinctes : Libération Champagne se veut le journal de la Section française de l'Internationale ouvrière dans l’Aube tandis que L'Est-Éclair vise la droite républicaine. Ces deux quotidiens sont vendus respectivement 23 700 et 4 340 exemplaires entre juillet 2014 à juin 2015,.
Dans le domaine des magazines gratuits, Press'Troyes est le mensuel officiel diffusé par la mairie de Troyes.

#### Télévision locale
Une chaîne de télévision locale, Canal 32, émet depuis le 23 novembre 2001. Basée à Saint-André les Vergers, qui jouxte Troyes, elle diffuse quotidiennement des magazines et des rendez-vous d'informations sur l'agglomération Troyenne et le département de l'Aube ainsi que certains événements locaux.
La chaîne France 3 émet deux décrochages régionaux : Champagne-Ardenne et Bourgogne. Un bureau permanent existe depuis 1981 à Troyes.

#### Radios locales
Quatre radios émettent localement à Troyes, et des radios régionales ou nationales y font des décrochages locaux. Toutes émettent en modulation de fréquence, et depuis 2023 trois d'entre elles diffusent leur programme en radiodiffusion numérique :
- Radio Campus 3, radio musicale orientée rock et parfois rap, elle émet sur 88,70 MHz et en DAB+[222] ;
- Thème Radio, une radio associative diffusant de la musique, des rendez-vous locaux et d'information ainsi que divers événements organisés dans la ville, elle émet sur 90,30 MHz et en DAB+[223] ;
- Radio Latitude, radio locale commerciale qui diffuse une programmation axée Electro / RnB contemporain, elle émet sur 95,80 MHz et en DAB+ ;
- Troyes Aube Radio, radio locale créée en janvier 2021 par des anciens bénévoles et salariés de RCF Aube-Haute Marne, et qui émet uniquement en FM sur 94,40 MHz.

Les radios régionales Champagne FM (97,50 MHz / DAB+) et Radio Star à Montbéliard (105,10 MHz / DAB+), ainsi que les radios généralistes Chérie FM (99,70 MHz / DAB+) et NRJ (100,20 MHz / DAB+) diffusent respectivement des programmes locaux.

### Lieux de cultes
Les Troyens disposent de lieux de culte de différentes religions.

#### Culte catholique
L’évêché de Troyes est fondée durant le IVe siècle. Le premier évêque à être historiquement attesté se nomme Optatien, en 344. Mais c'est Saint Loup de Troyes qui contribue à la grandeur du diocèse de Troyes.
Du fait de l'héritage des Comtes de Champagne, la ville de Troyes possède en tout dix églises catholiques, soit une pour 6 200 habitants, bien que la majorité des édifices religieux soient groupés près du centre-ville. Les lieux de culte catholique dépendent du diocèse de Troyes et sont répartis au sein de cinq paroisses : Saint-Bernard (basilique Saint-Urbain, églises Sainte-Madeleine, église Saint-Nicolas, Saint-Rémy, Saint-Pantaléon, Saint-Jean-du-Marché), Saint-Nizier (église Saint-Nizier), Saint-Martin-et-Saint-Joseph (église Saint-Martin-ès-Vignes), Notre-Dame-des-Trévois (église Notre-Dame-des-Trévois), Saint Bruno-des-Chartreux, auxquelles s'ajoute la cathédrale Saint-Pierre-et-Saint-Paul compte tenu de son statut « d’église-mère du diocèse ».

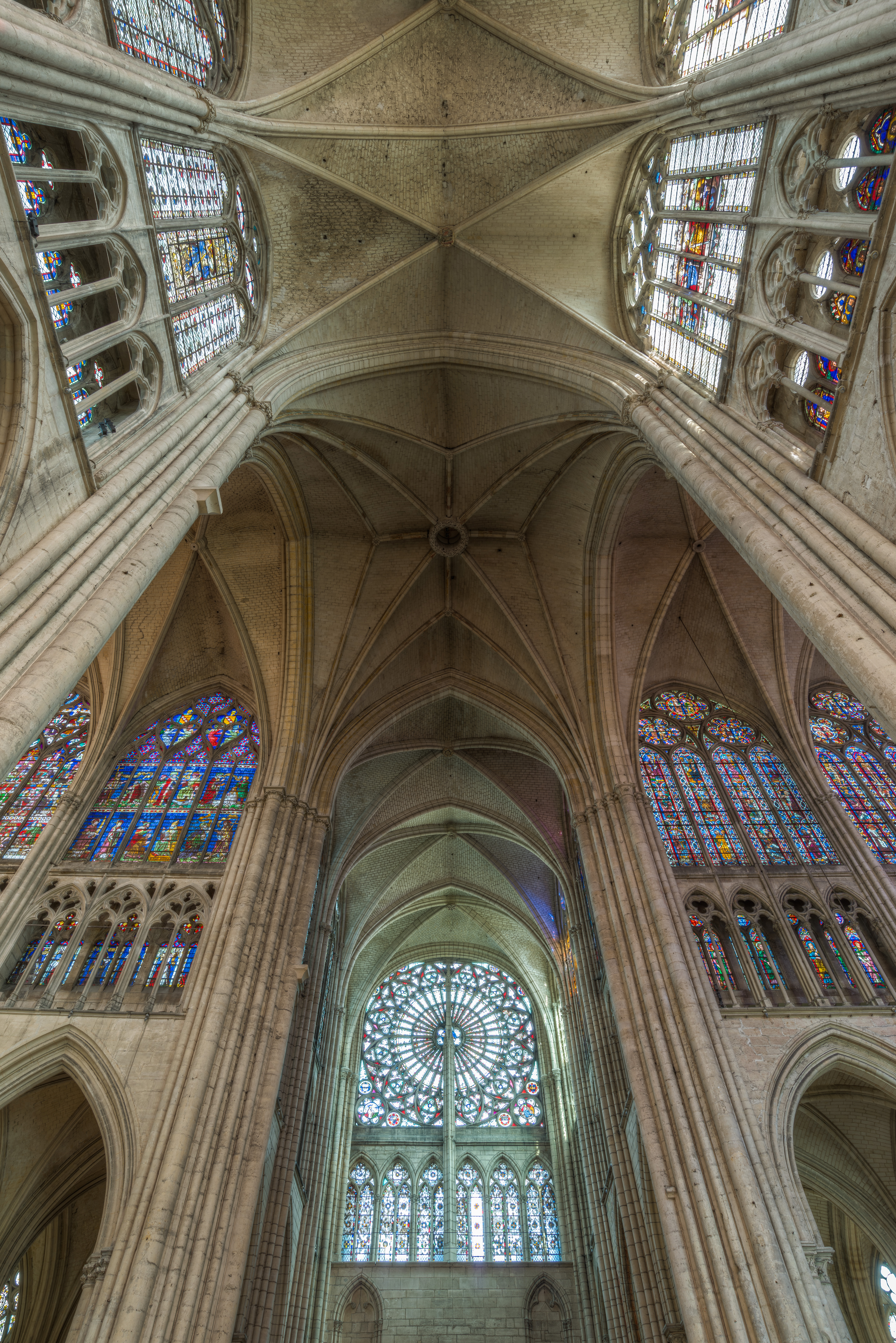
Le plafond du transept de la cathédrale Saint-Pierre.
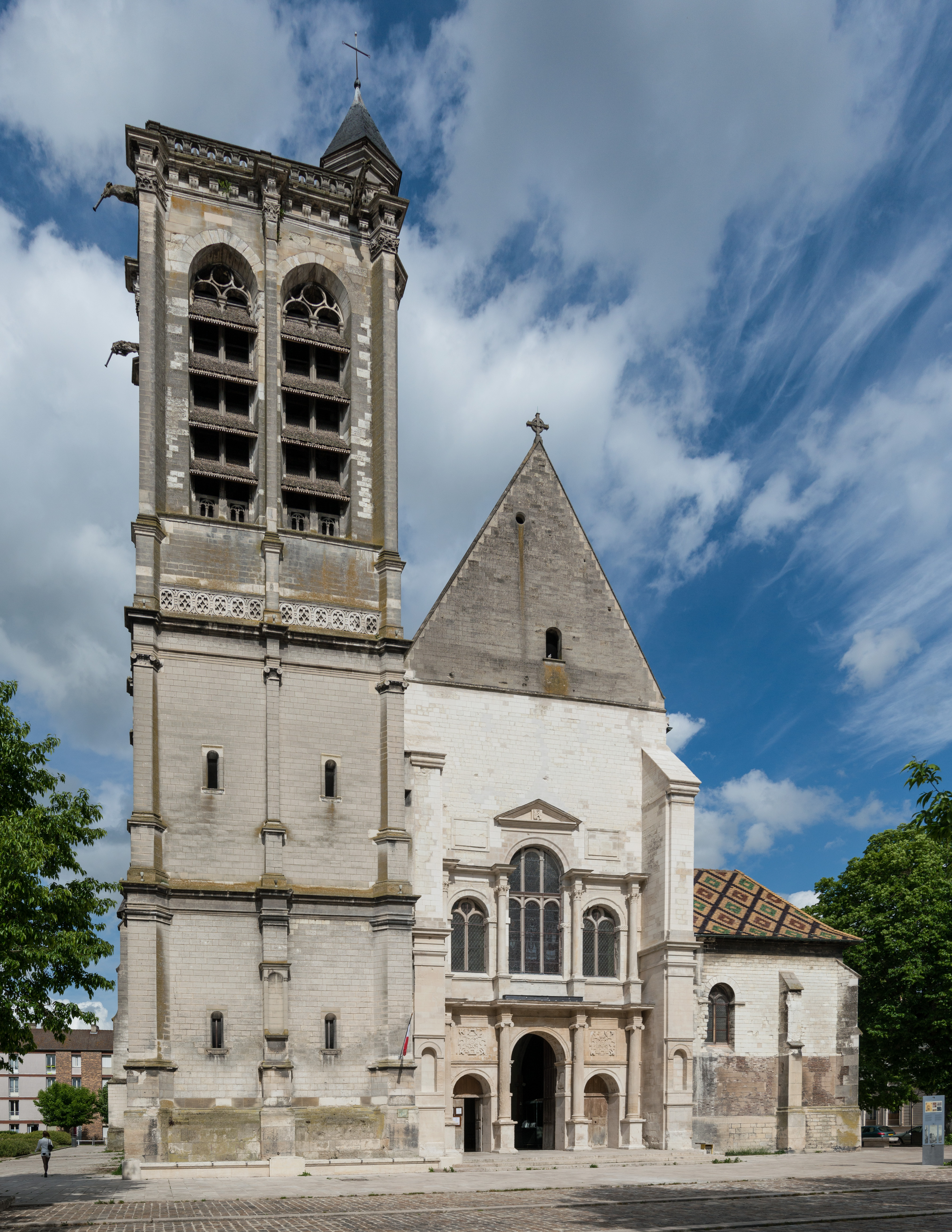
La façade de l'église Saint-Nizier.
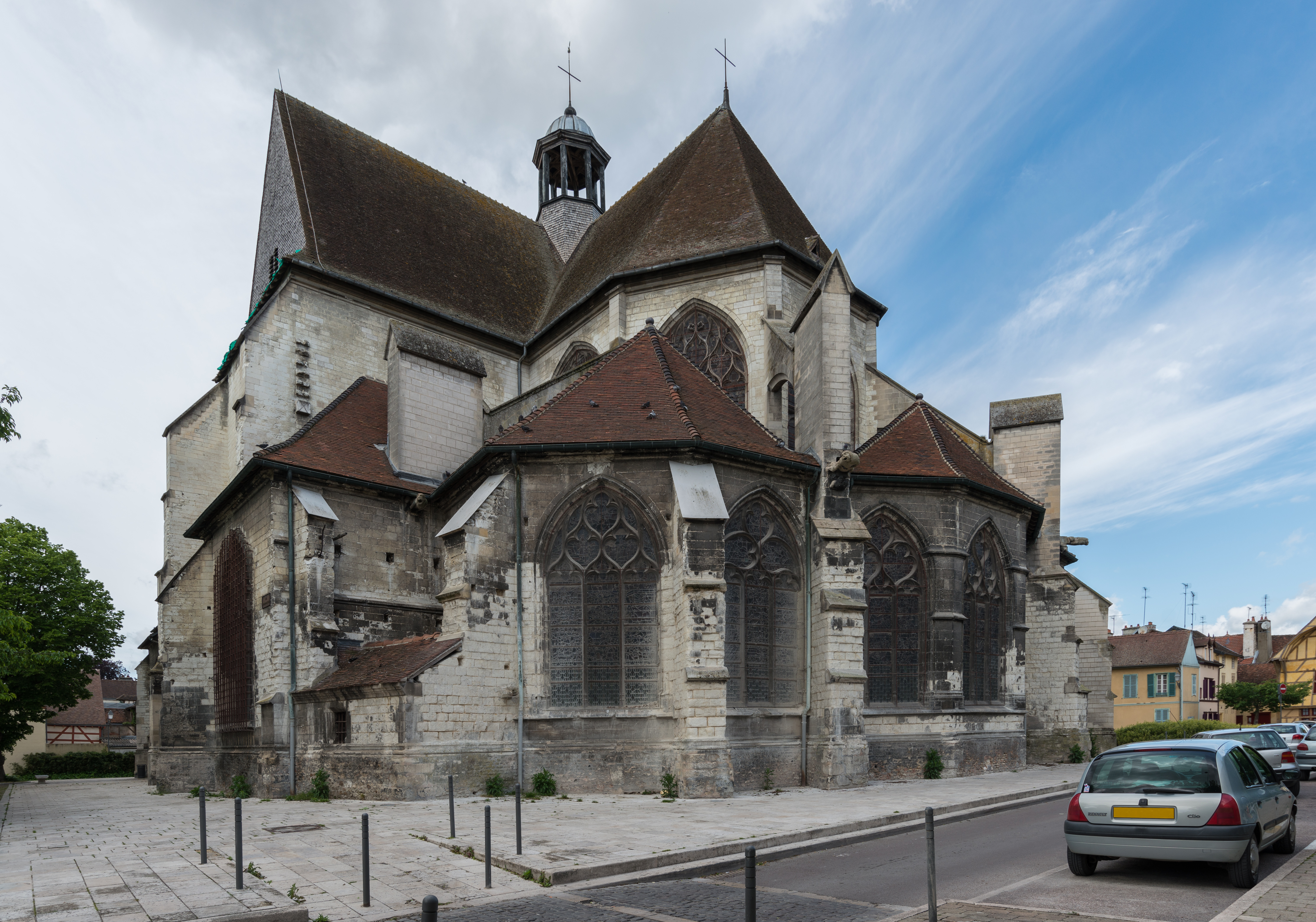
Saint-Nizier vu de l'est.
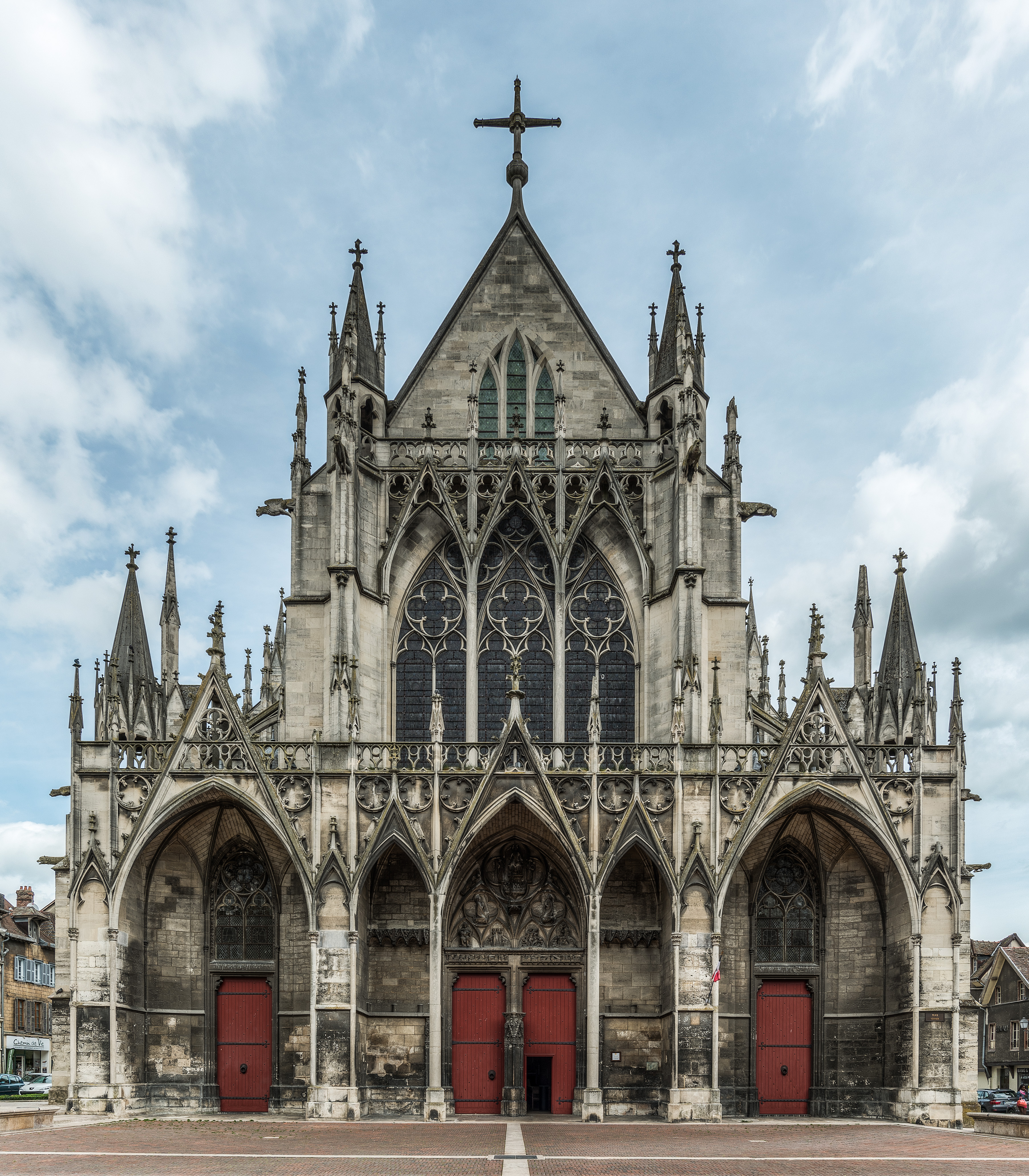
La basilique Saint-Urbain.
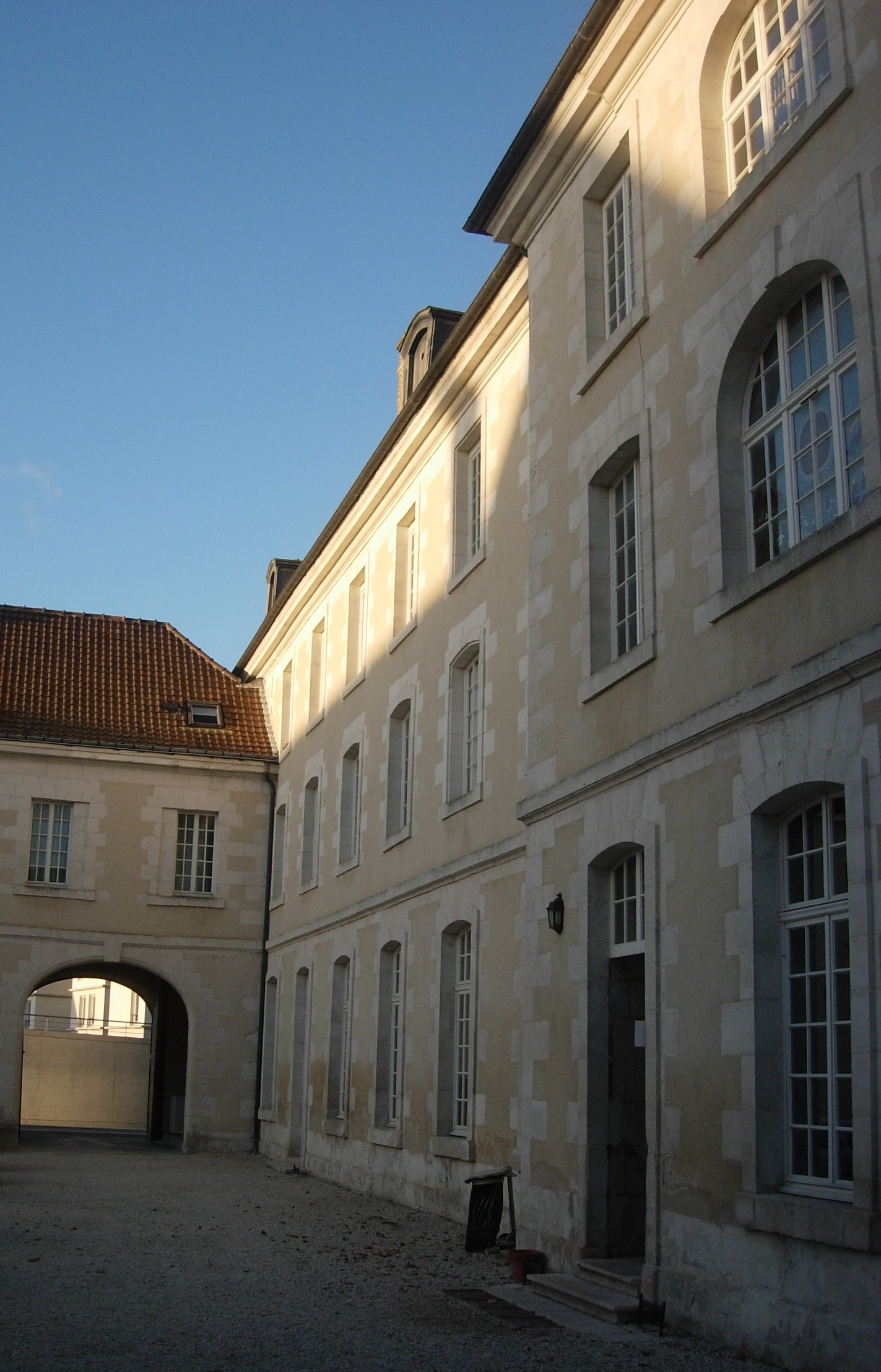
L'ancien Grand Séminaire de Troyes : Notre-Dame-en-l'Île.

#### Culte orthodoxe
Il n'y a plus de lieu fixe pour le culte orthodoxe sur le territoire de la commune de Troyes, la vaste chapelle en bois qui a existé sur le terrain de la teinturerie Clément Marot, rue de Châteaudun, ayant été détruite par un bombardement en août 1940. Fondée en 1932, la paroisse Saint-Nicolas dépendant de l'archevêché des églises orthodoxes russes en Europe occidentale (longtemps un exarchat du patriarcat œcuménique puis, depuis 2019, sous la juridiction du patriarcat de Moscou), organise cependant des célébrations en langue française et en slavon, différents lieux ayant été prêtés par les protestants et les catholiques au cours du temps (depuis 2000, la chapelle Saint-Jean-Baptiste au 31, rue des Cumines). Des vêpres sont actuellement célébrées un samedi par mois, suivies de la liturgie dominicale. Des vêpres pascales sont également célébrées en la cathédrale de Troyes. Réhabilitée en 2019, une ancienne grange champenoise typique, de la fin du XVIIIe siècle, située au sein de l'espace diocésain Saint-Frobert, à Saint-André-les-Vergers, permet après son aménagement à la paroisse Saint-Nicolas de disposer enfin à nouveau d'un lieu de culte permanent.

#### Culte protestant

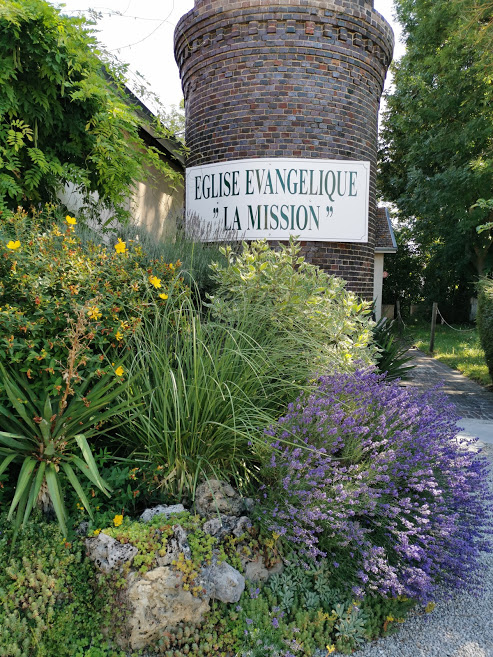
l'Église évangélique la Mission, 23 rue Charles-Dutreix.

En 1558, la célébration du culte protestant n'était autorisé que dans la commune de Saint-Mards-en-Othe. Ce n'est qu'en 1840 qu'une ordonnance royale permet la construction d'un lieu de culte destiné à l'Église réformée de Troyes. Le temple protestant de Troyes, situé quai des Comtes-de-Champagne, est inauguré en 1859. En 2001, il rassemblait 50 % des protestants du département, soit 0,15 % de la population totale. La paroisse est membre de l'Église protestante unie de France.
Deux temples évangéliques de l'Église de Dieu en France sont situés rue des Bas-Trévois et rue des Frères-Bureau. L'Église évangélique luthérienne du Saint Sauveur dispose aussi d'une mission à Troyes. Une église évangélique des Assemblées de Dieu est également présente depuis les années 1960 dans l'agglomération.

#### Culte juif

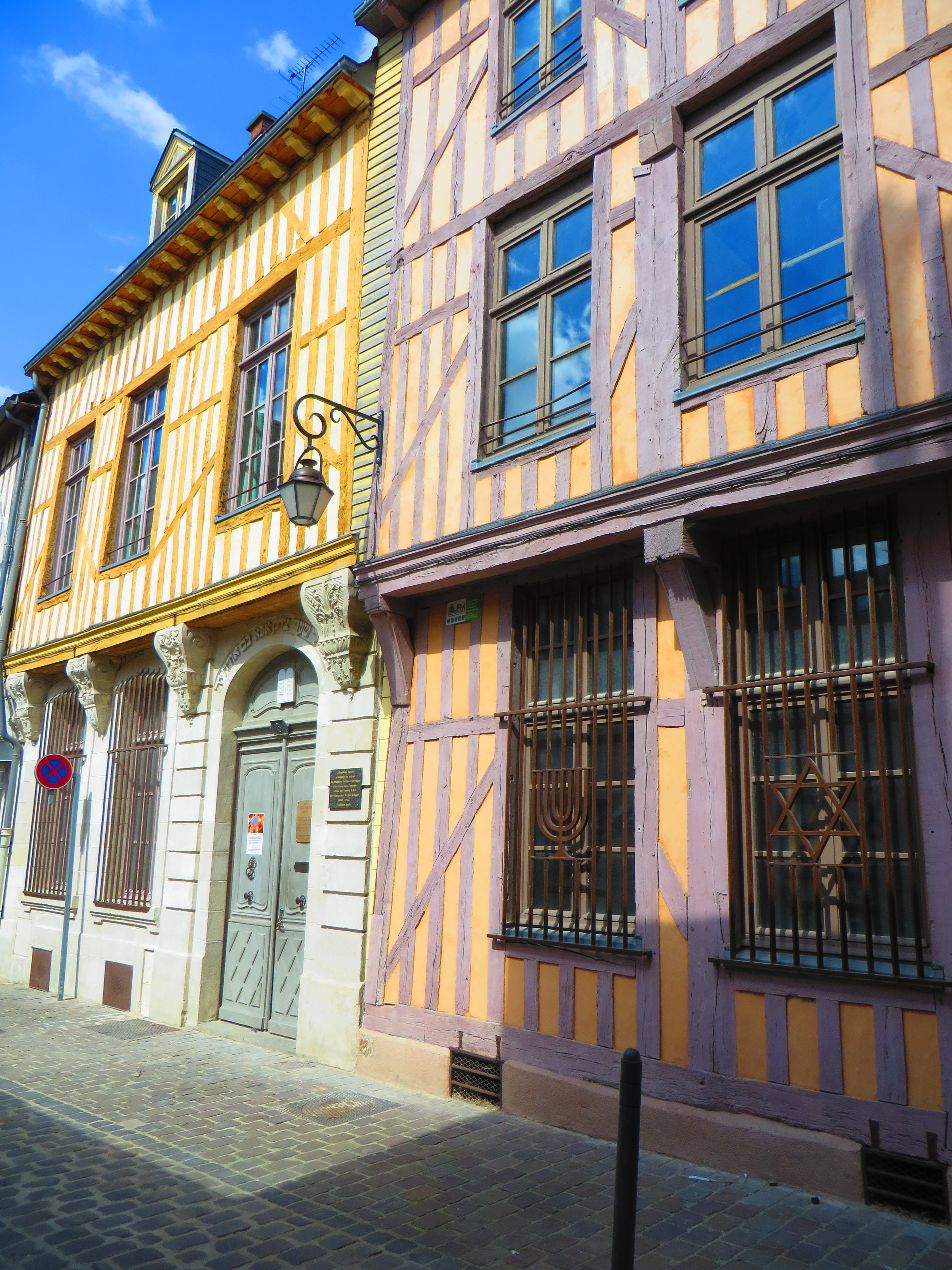
La synagogue Rachi

Le culte israélite est célébré dans synagogue Rachi de Troyes, nommé en hommage au rabbin Salomon Ben Isaac, dit Rachi, exégète célèbre du Talmud. Les locaux actuels ont été construits à l'emplacement d'une ancienne abbaye du XVIe siècle et en remplacement de la synagogue détruite pendant la Seconde Guerre mondiale,. Le bâtiment est de style Renaissance et fut restauré au XXe siècle. Elle est composée d'une maison à pans de bois du XVIe siècle et une autre maison datant elle du XVIIIe siècle (style Louis XV). Un centre culturel a également vu le jour.
De récents travaux ont été entrepris pour rénover la synagogue, dans le but de restituer l'esprit de l'époque de Rachi de Troyes. L'inauguration a lieu le 4 septembre 2016, en présence de Haim Korsia, Grand Rabin de France.

#### Culte musulman
La communauté musulmane dispose de trois mosquées : celle d'Hamza, celle d'Ali et enfin celle d'Abou Bakr.

#### Autres cultes
Depuis la fin des années 1980, il existe une association culturelle pour la pratique du bouddhisme dans la commune. Des reliques du Bouddha y sont présentes depuis 2009.
Enfin, l'église de Jésus-Christ des saints des derniers jours dispose de deux antennes à Troyes.

## Économie

### Revenus de la population et fiscalité
En 2008, le revenu fiscal médian par ménage est de 14 956 €, ce qui plaçait Troyes au 26 576e rang parmi les 30 714 communes de plus de 50 ménages en métropole.
| Taxe                                                | Part communale | Part intercommunale | Part départementale | Part régionale |
| --------------------------------------------------- | -------------- | ------------------- | ------------------- | -------------- |
| Taxe d'habitation (TH)                              | 18,15 %        | 0,00 %              | 9,25 %              | 0,00 %         |
| Taxe foncière sur les propriétés bâties (TFPB)      | 13,75 %        | 0,00 %              | 7,54 %              | 2,62 %         |
| Taxe foncière sur les propriétés non bâties (TFPNB) | 24,36 %        | 0,00 %              | 13,27 %             | 3,63 %         |
| Taxe professionnelle (TP),                          | 17,45 %        | 0,00 %              | 15,74 %             | 4,72 %         |

### Emploi
Les deux tableaux suivants révèlent les chiffres-clés de l'emploi à Troyes et leur évolution de 2008 à 2013, :
|                               | Troyes 2008 | Troyes 2013 | Évolution |
| ----------------------------- | ----------- | ----------- | --------- |
| Population de 15 à 64 ans     | 41 128      | 39 008      | - 5,15 %  |
| Actifs (en %)                 | 69,2        | 68,6        | - 0,6 %   |
| dont :                        |             |             |           |
| Actifs ayant un emploi (en %) | 56,4        | 53,6        | - 2,8 %   |
| Chômeurs (en %)               | 12,8        | 15,0        | + 2,2 %   |

|                                      | Troyes 2008 | Troyes 2013 | Évolution |
| ------------------------------------ | ----------- | ----------- | --------- |
| Nombre d'emplois dans la zone        | 34 870      | 31 661      | - 9,20 %  |
| Indicateur de concentration d'emploi | 148,9       | 149,7       | + 0,53 %  |

Sur la période allant de 2008 à 2013, bien que le taux d'actifs de la ville demeure approximativement stable, la population en âge de travailler se révèle, quant à elle, marquée d'une nette diminution. Pour la période observée, le taux de chômage s'est faiblement accru. En outre, le nombre d'emplois disponibles au sein de la ville marque une nette baisse et le pourcentage d'actifs résidant dans la commune diminue sensiblement, tandis que l'indicateur de concentration d'emploi reste relativement stable,.
En 2014, 43,3 % des actifs résidant à Troyes sont employés à l'extérieur du territoire communal.

### Entreprises
Le tableau suivant récapitule le nombre d'entreprises implantées en 2014 à Troyes selon leur secteur d'activité et le nombre de leurs salariés :
|                                                              | Total | %    | 0 salarié | 1 à 9 salariés | 10 à 19 salariés | 20 à 49 salariés | 50 salariés ou plus |
| ------------------------------------------------------------ | ----- | ---- | --------- | -------------- | ---------------- | ---------------- | ------------------- |
| Ensemble                                                     | 5 821 | 100  | 3 396     | 1 458          | 192              | 133              | 102                 |
| Agriculture, sylviculture et pêche                           | 27    | 0,5  | 21        | 3              | 2                | 0                | 1                   |
| Industrie                                                    | 225   | 3,9  | 127       | 61             | 13               | 9                | 15                  |
| Construction                                                 | 353   | 6,1  | 282       | 61             | 4                | 3                | 3                   |
| Commerce, transports, services divers                        | 4 196 | 72,1 | 2 862     | 1 150          | 97               | 58               | 29                  |
| dont commerce et réparation automobile                       | 1 047 | 18,0 | 696       | 312            | 24               | 12               | 3                   |
| Administration publique, enseignement, santé, action sociale | 1 020 | 17,5 | 644       | 183            | 76               | 63               | 54                  |
| Champ : ensemble des activités.                              |       |      |           |                |                  |                  |                     |

Concernant l'année 2015, hors activités agricoles, 390 établissements marchands nouveaux ont été créés, dont environ 92 % dans le seul secteur tertiaire, soit un peu plus de 37,95 % dans les domaines des commerces, transport, hébergement et restauration et 53,85 % pour les branches des services aux entreprises et aux particuliers. En outre, la plus grande part des postes salariés des entreprises implantées au sein du territoire communal se révèlent appartenir à la « sphère présentielle » (activités de proximité), soit environ 67 % des emplois proposés par les entreprises implantées au sein du territoire communal, contre 33 % pour la sphère dite productive.

### Agriculture
En 2000, la commune compte 291 hectares de superficie agricole utilisée dont 244 ha pour les grandes cultures, 36 ha pour les fruits et légumes et 9 ha pour les agricultures en provenance d'autres animaux.

### Commerces

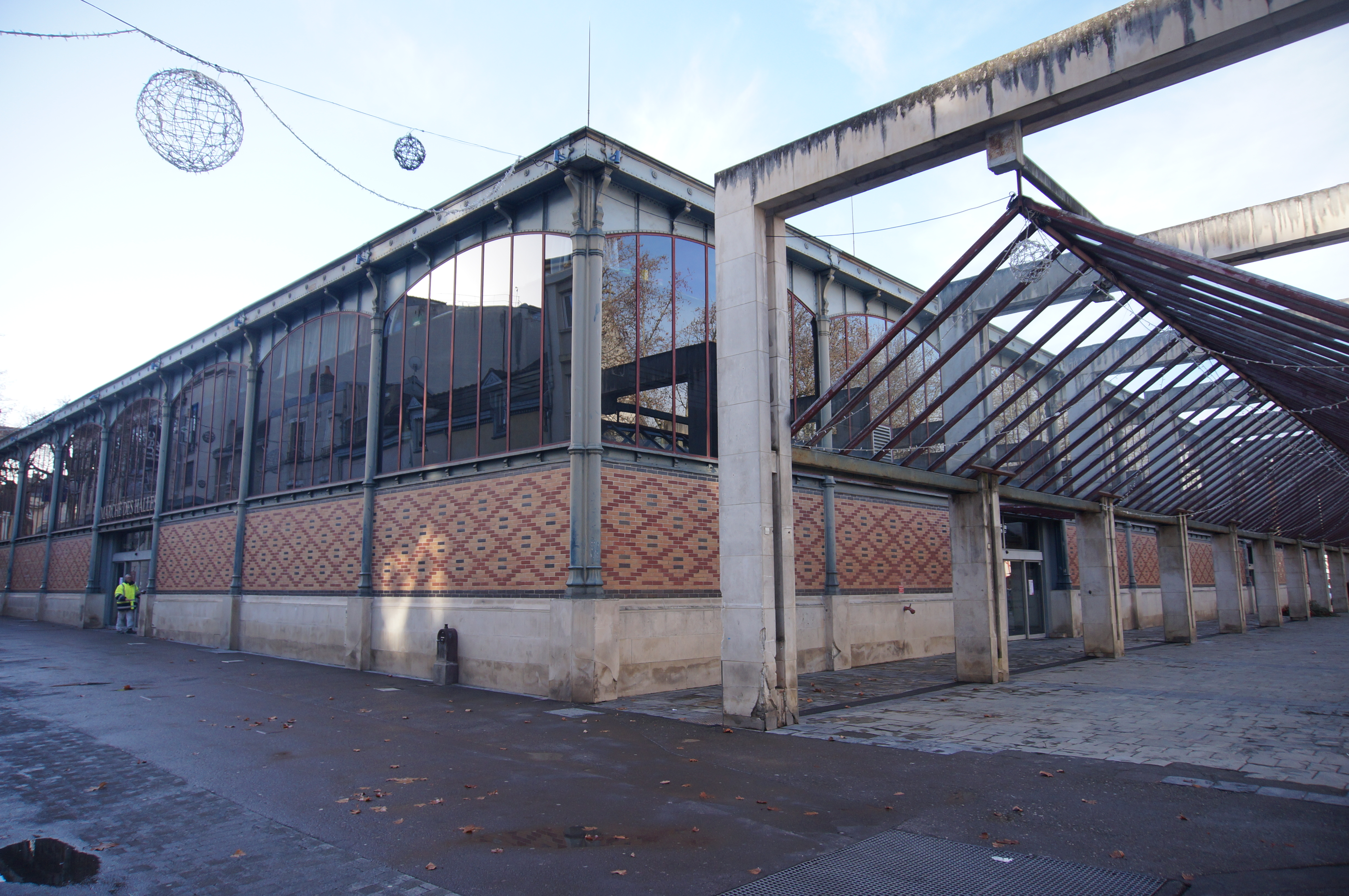
Le Marché des Halles de Troyes.

Selon l'INSEE, la part du commerce, des transports, et des services divers, en pourcentage d'établissements actifs, s'élève à 72,3 %, pour 41,4 % de personnes actives ayant un emploi. Parmi ces 13 210 employés, 54,7 % sont de femmes.
Troyes est le siège de la Chambre de commerce et d'industrie de Troyes et de l'Aube et de la Chambre de métiers et de l'artisanat de l'Aube. Elle gère le port fluvial de Nogent-sur-Seine et l’aérodrome de Troyes.
Elle est considérée comme la capitale européenne des magasins d'usine et de négoce en Europe grâce à ses boutiques de grandes marques de vêtements, chaussures, lingeries, maroquineries et arts de la table. La ville possède près de trois cents magasins sur 90 000 m2 de surface de vente, le tout regroupé en trois centres : Marques City à Pont-Sainte-Marie fut le premier rassemblement de magasins d'usine à se créer, suivi de Marques Avenue à Saint-Julien-les-Villas en 1993 et de McArthurGlen à Pont-Sainte-Marie en 1995. Ce dernier profita de l'influence de Marques City en s'implantant à ses côtés.
La ville dispose de plusieurs marchés. Le marché central des Halles — ou marché Saint-Rémy — est édifié à l'emplacement du collège Pithou — démoli au cours de l'année 1862. Le bâtiment est finalisé en 1867. Il s'inspire alors des Halles de Paris dues à Victor Baltard. Edmond Bailly poursuivra les travaux en 1870 durant quatre années. Les Halles ont finalement été inaugurées le 1er mars 1874 et rénovées entre 1985 et 1987. Aujourd'hui, le marché des Halles se compose de 35 commerçants.
D'après les statistiques des équipements et services en 2014, le nombre d'établissements commerciaux est de 394. Outre les magasins de vêtements, représentant une boutique sur quatre sur le territoire, les Troyens disposent d'une quarantaine de boulangeries, une vingtaine de boucheries et de librairies / journaux, ou encore de deux poissonneries. Tous les types de commerces spécialisés y sont présents à l'exception de magasin de revêtement de sol et de bricolage. Enfin, elle est desservie par quatre hypermarchés dans les communes limitrophes de la ville.

### Industrie
Selon l'INSEE, la part de l'industrie, en pourcentage d'établissements actifs, s'élève à 3,7 %, pour 12,9 % de personnes actives ayant un emploi. Parmi ces 4 123 employés, 46,5 % sont de femmes.
L’économie troyenne est marquée principalement par le succès historique de la bonneterie. En effet, de l’apparition des premières fabriques de bonneterie en 1820 jusqu’au milieu du XXe siècle, la ville de Troyes a été la principale ville productrice de mailles grâce à son nombre important d'ouvriers et d’entreprises. C’est ainsi que la ville a vu la création de nombreuses entreprises du textile telles que Devanlay, Vitos, Dim, Petit Bateau, Poron ou encore Lacoste.
Aujourd'hui, la plupart de ces grandes entreprises ont été restructurées, fusionnant parfois avec d'autres ou ont disparu. Parmi les grands noms de l'industrie troyenne, seuls Lacoste et Petit Bateau continuent de fabriquer une partie de leurs produits à Troyes. En 2011, les célèbres polos de la marque au crocodile en « piqué maille » sont toujours produits sur le site troyen, racheté depuis par Devanlay, et qui emploie un millier de salariés. Il en est de même dans l'usine historique de Petit Bateau. De même, Tismail est aujourd'hui le dernier fabricant de chaussettes dans l'Aube.
En dehors du textile, le secteur automobile reste relativement présent avec l'installation d'une usine de production Michelin (anciennement Kléber) de pneu agricole comptant 839 salariés ainsi que de Mefro Roues qui fabrique des jantes de roue en acier pour les véhicules légers et les poids lourds.
Les autres secteurs implantés à Troyes et dans son agglomération sont le mobilier urbain avec Valco, la serrurerie avec Vachette, l'éclairage public avec Petitjean, la mécanique avec Electrolux, l'industrie chimique, plasturgie avec Magiline, fabricant de piscine, l'industrie papier avec Lucart, ainsi que le secteur agroalimentaire.

### Technopole
À proximité de la ville de Troyes se trouve la Technopole de l'Aube en Champagne (située sur la commune de Rosières vers l'Université de technologie de Troyes). Fondée en 1998, elle a pour objectif de promouvoir et d'accompagner des entreprises innovantes. Elle héberge un incubateur et une pépinière d'entreprises pour les différentes entreprises accompagnées, ainsi qu'un hôtel d'entreprises et un bureau d'entreprises.
Sa proximité avec les établissements d'enseignement supérieur aubois vise à favoriser le transfert de technologie avec les élèves ingénieurs de l'EPF, et les élèves managers du Groupe ESC Troyes, auquel elle est liée à travers la chaire Innovation and Entrepreneurial Management. La Technopole est dirigée par Francis Bécard, par ailleurs directeur de l'école de management troyenne. La Technopole de l'Aube en Champagne organise deux fois par an les journées Plug and Start, séminaires consacrés à la création d'entreprise et visant à attirer des entrepreneurs dans l'Aube.

## Culture locale et patrimoine

### Lieux et monuments
Troyes compte 41 édifices comportant au moins une protection au titre des monuments historiques, soit 10 % des monuments historiques du département de l'Aube. Troyes est ainsi la 75e ville française comptant le plus de monuments historiques. 35 sont regroupés sur le « Bouchon de Champagne » et 21 monuments sont classés, soit le plus haut niveau de protection.
Depuis les années 1950, la ville a mis en place un plan de protection du patrimoine historique.

#### Hôtels
L'hôtel de ville de Troyes date du XVIIe siècle et a été construit de 1624 à 1672. Classé depuis 1932 à l'inventaire des monuments historiques. Il est, avec sa statue de « Minerve casquée » sur la façade, l'un des rares à avoir conservé au-dessus de l'entrée la devise révolutionnaire dans sa forme initiale : Unité Indivisibilité de la République - Liberté, égalité, fraternité, ou la mort.
Le Lion noir est un hôtel décoré de la façade typique de la 2e renaissance. Escalier en colimaçon en bois très rare. La plupart de ce type est fait en pierre à cette époque. Il a appartenu à la famille Huez. Située rue Émile-Zola, elle est inscrite sur la seconde liste de patrimoine mondial (XVIe siècle).
L'Hôtel-Dieu-le-Comte est fondé par le comte Henri Ier de Champagne et fut dirigé par les religieuses de l'ordre de Saint-Augustin jusqu'à la Révolution française. Depuis 1992, il est le centre universitaire de Troyes. Depuis le 29 juin 2013, la grange restaurée de cet hôtel accueille un conservatoire du vitrail appelé la « Cité du vitrail », le département de l'Aube revendiquant le titre de « capitale européenne du vitrail » avec un des plus importants patrimoines de vitraux classés avec près de 9 000 m2 de verrières du XIIe et XXIe siècles av. J.-C. réparties dans près de 200 églises et monuments.
D'autres hôtels figurent également dans la liste des monuments historiques comme l'hôtel de préfecture de l'Aube (XIXe siècle, inscrit le 1er décembre 1988), l'Hôtel de Marisy (classé depuis 1992), l'Hôtel de Mauroy (classé en 1862), l'Hôtel du petit Louvre classé en 1986.

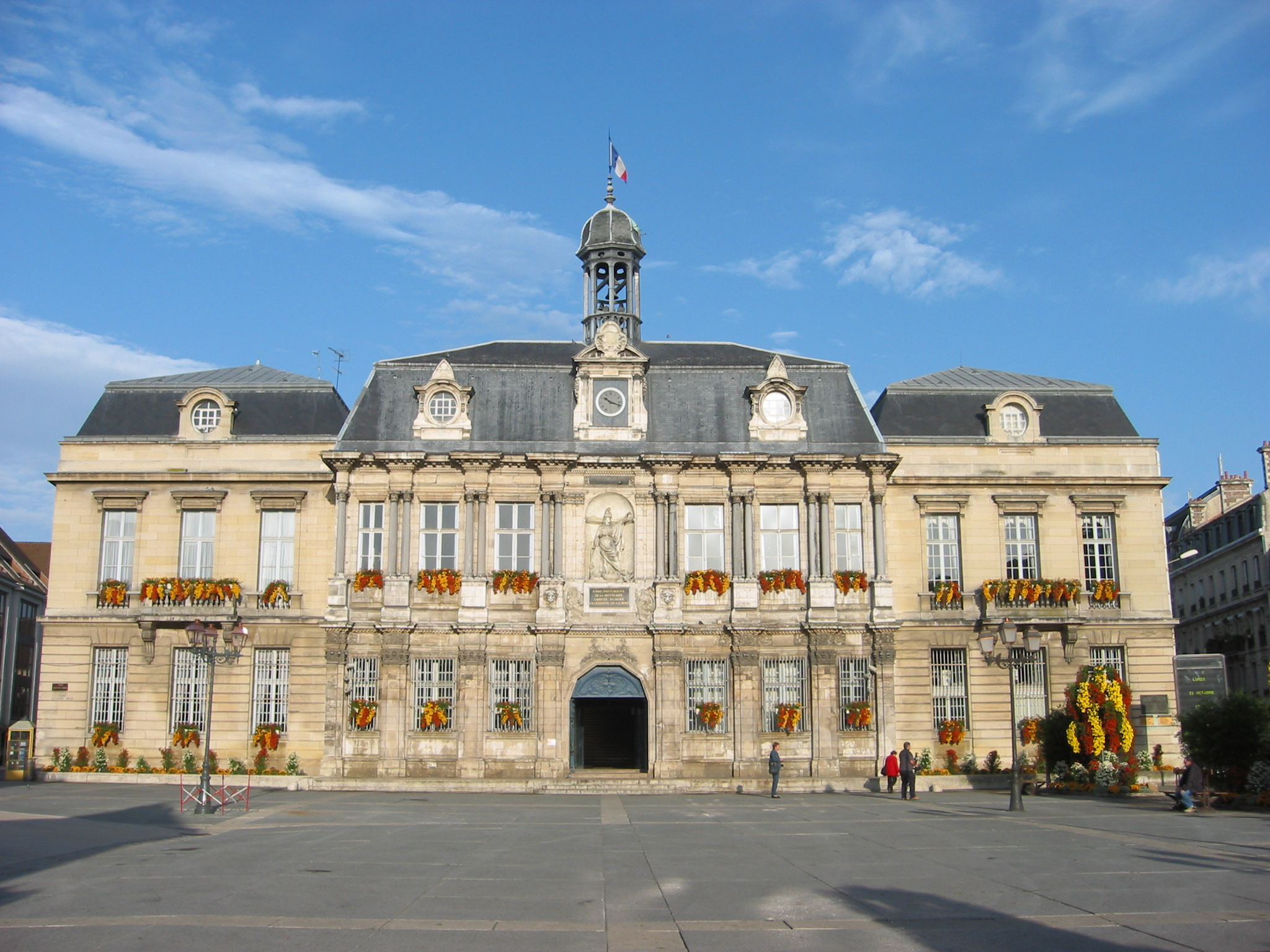
L'hôtel de ville avant restructuration.
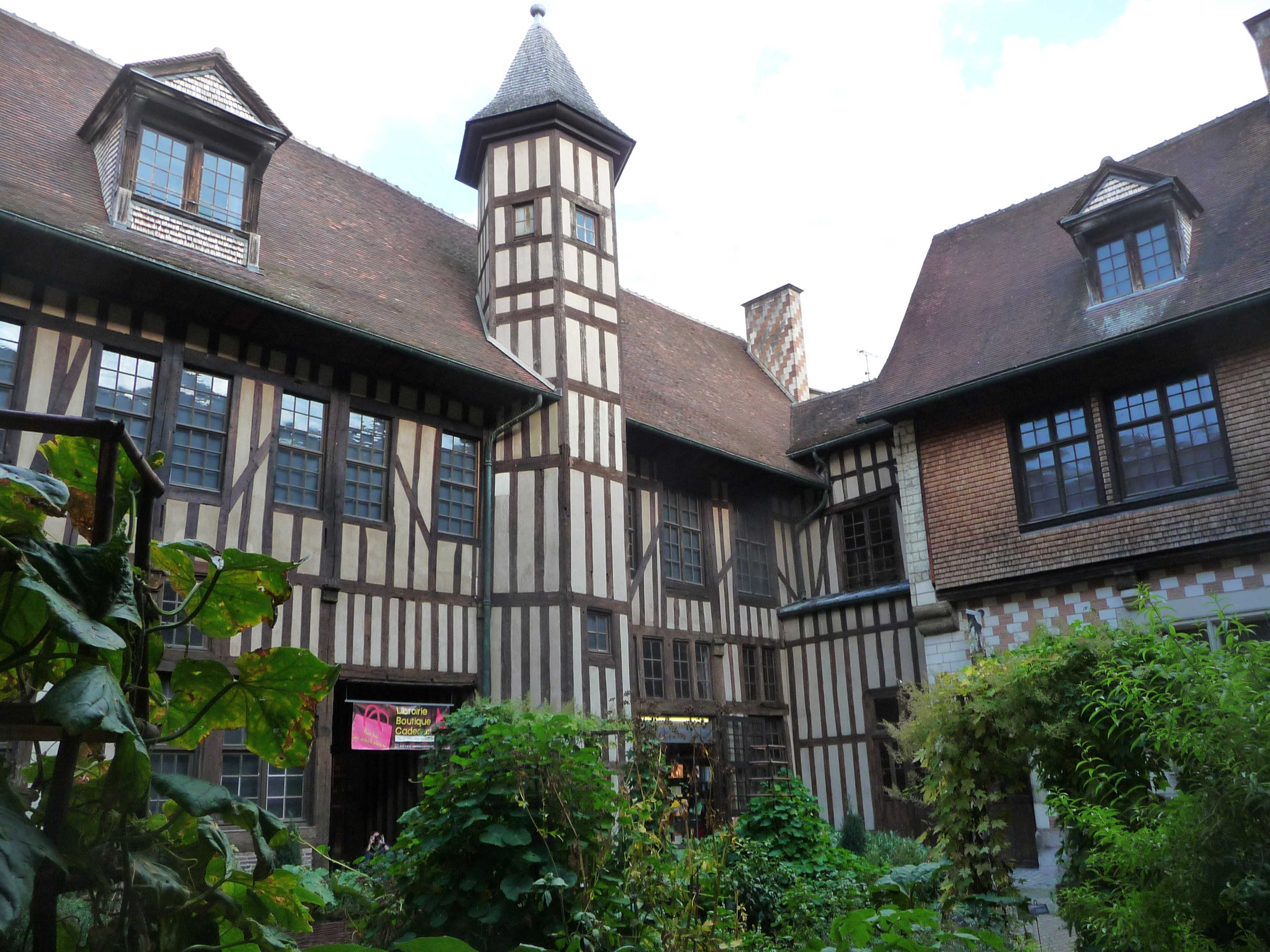
L'hôtel de Mauroy.
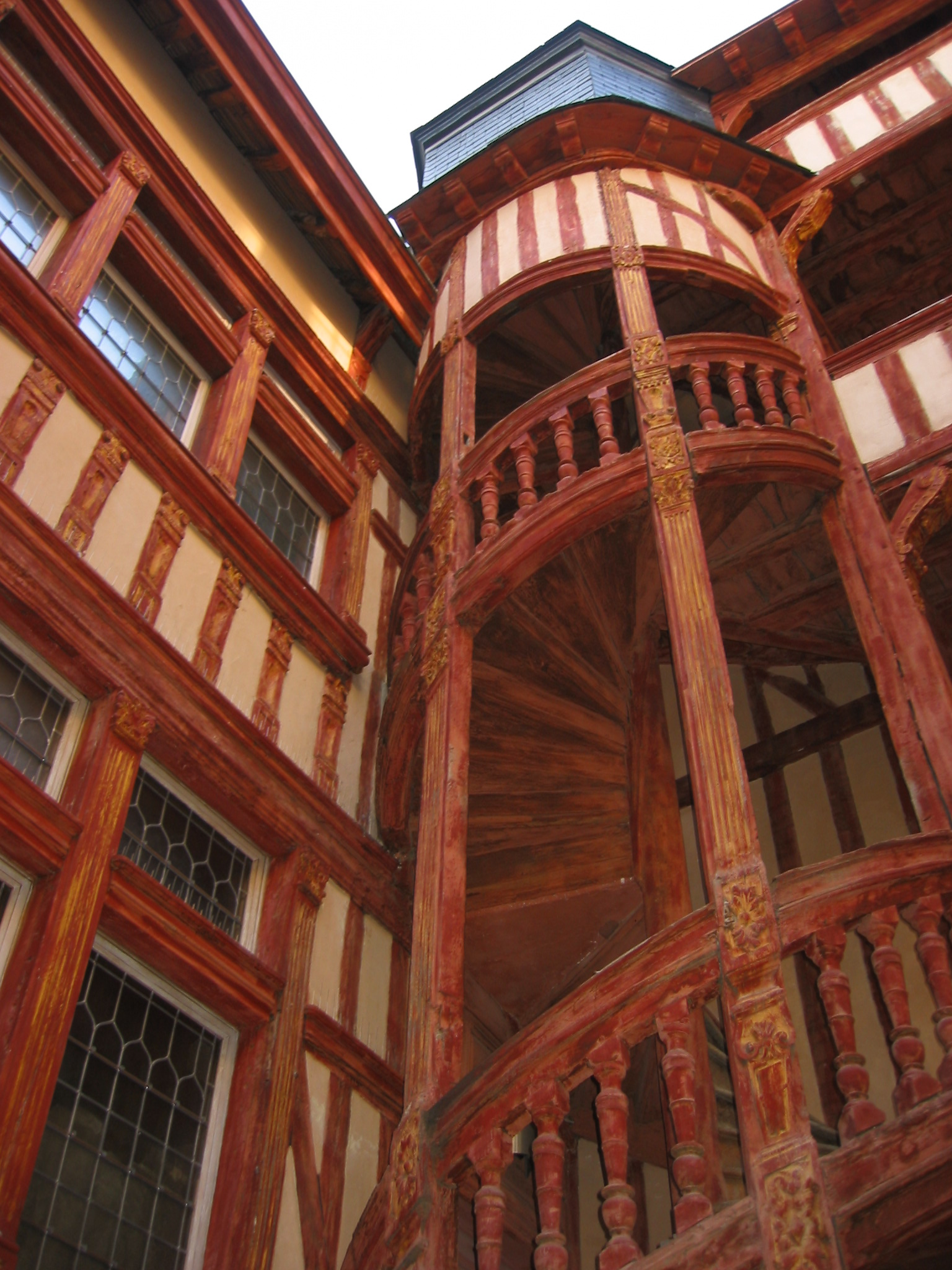
Hôtel du Lion noir.
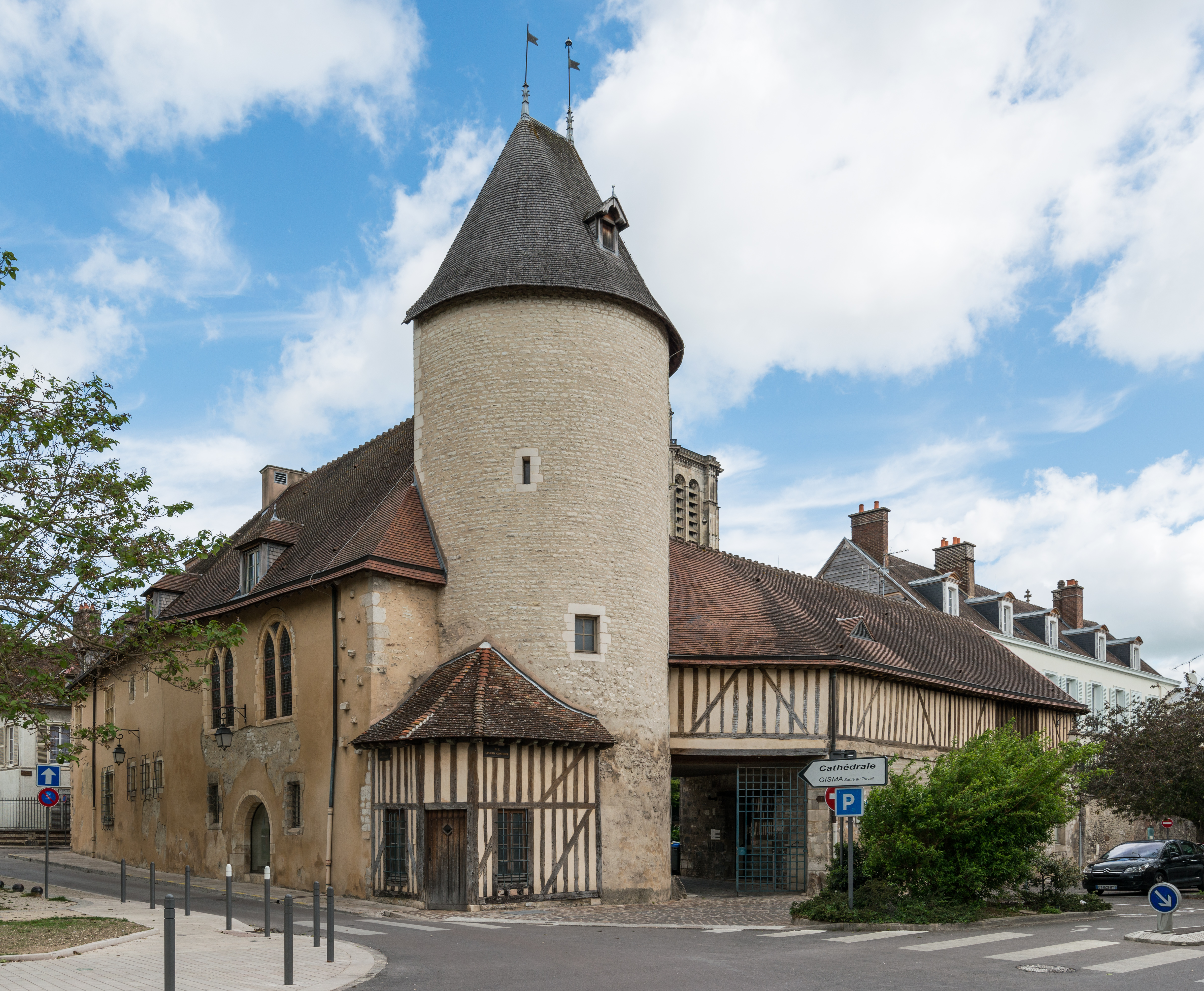
L'hôtel du Petit Louvre.

#### Édifices religieux historiques
Construite à partir de 1208, la cathédrale Saint-Pierre-et-Saint-Paul de Troyes est le plus important monument historique de la ville et le siège du diocèse de Troyes. Elle est célèbre par sa caractéristique à ne posséder qu'une seule tour. Elle est construite du XIIIe siècle au XVIIe siècle.
La basilique Saint-Urbain est une église gothique construite du XIIIe siècle jusqu'au XXe siècle par le pape Urbain IV, sur des terrains où se trouvait l'échoppe de son père. Elle est gothique du XIIIe siècle avec une toiture en tuiles vernissées. Déclarée basilique en 1964, elle est classée monument historique en 1840.
Construite au XVIe siècle, l'église Saint-Nizier doit son nom aux reliques de saint Nizier déposées au VIe siècle. De style gothique, elle possède de nombreux vitraux remarquables qui représentent le Christ, la vie des saints, la légende des trois Marie, Notre-Dame des Douleurs ou le Jugement dernier ainsi que trois sculptures datant du XVIe siècle. Elle est classée monument historique en 1840.
La plus ancienne église de Troyes est l'église Sainte-Madeleine (construite entre le XIIIe siècle et le XVIe siècle). Elle est sculptée par Jean Guailde, avec une statue de Sainte-Marthe, et le remarquable vitrail de la Création (quartier Saint-Jean). Elle est classée monument historique en 1840. Elle possède une remarquable collection de vitraux qui ne dépareraient pas une cathédrale.
Le couvent de la Visitation de Troyes, fondé en 1631 est toujours actif.

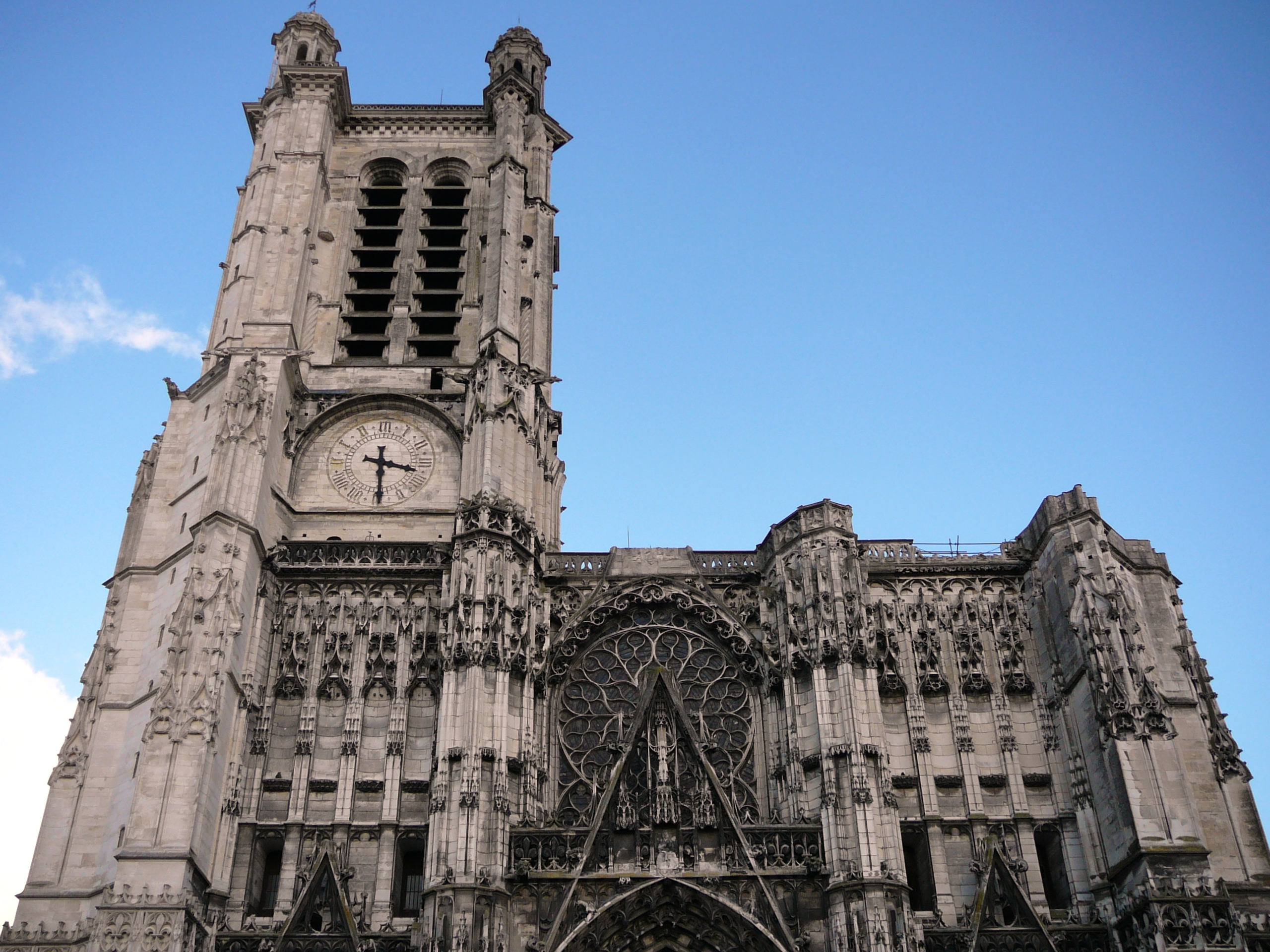
La cathédrale.
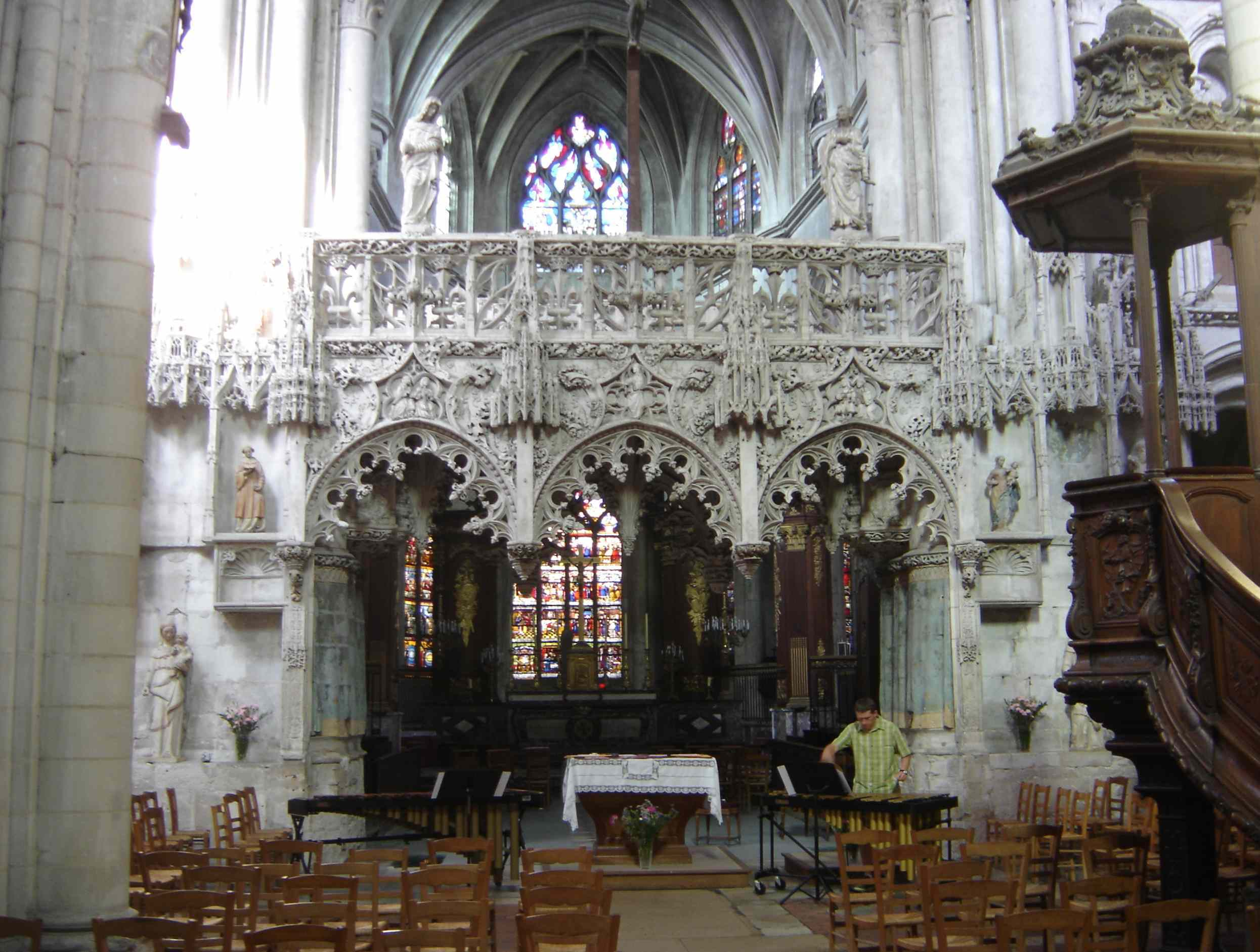
L'église Sainte-Madeleine.
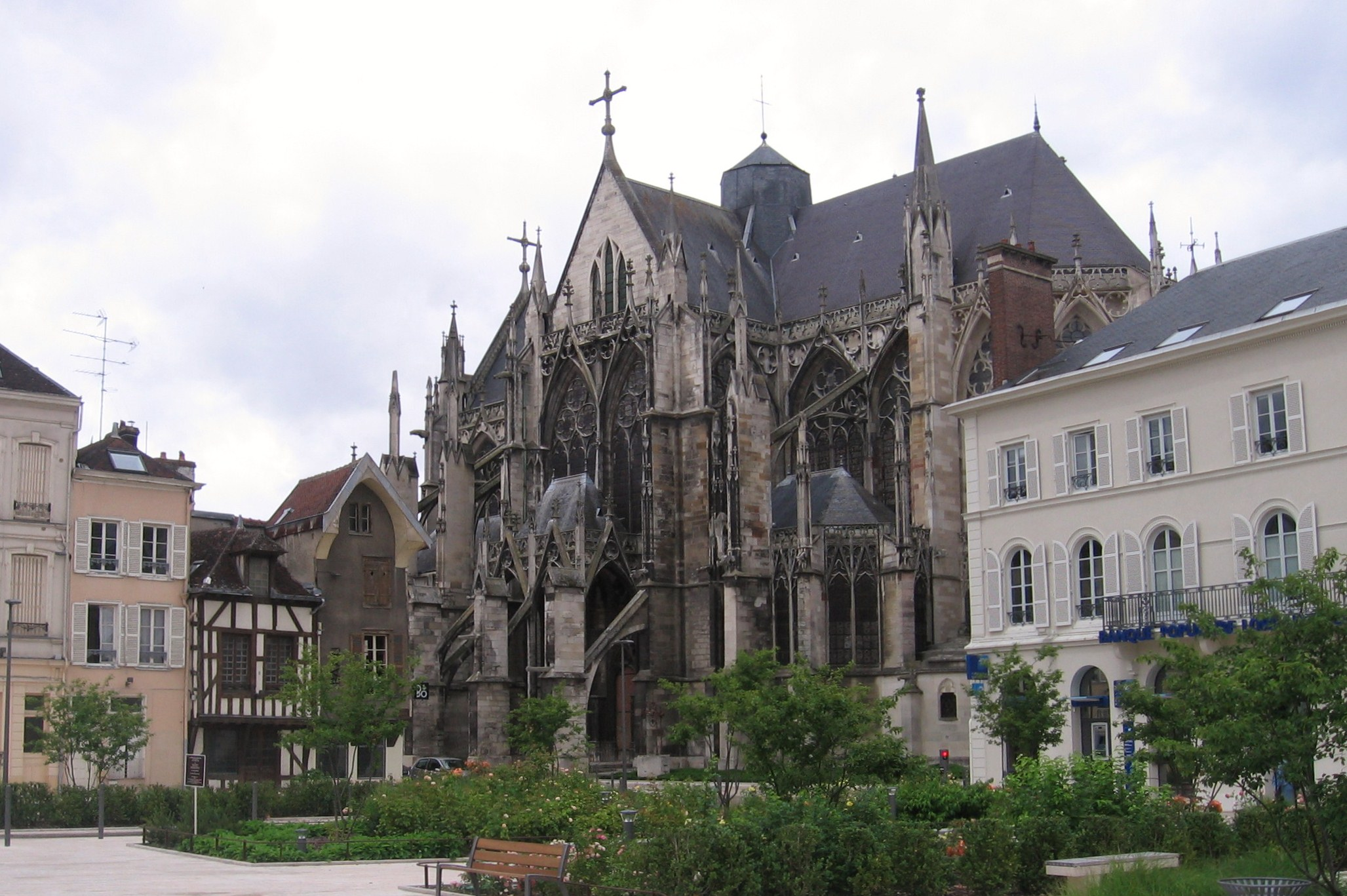
La basilique Saint-Urbain.

#### Rues et architectures remarquables
Caractérisée comme la rue la plus étroite de la ville, la ruelle des Chats donne une idée des rues médiévales se rétrécissant en hauteur. Les étages des maisons débordaient sur la rue pour augmenter leur surface. L'impôt était calculé sur la surface au sol. Cette ruelle devrait son nom au fait qu'un chat pourrait passer d'un côté à l'autre de la rue, les maisons se touchant au niveau des toits.
La rue Émile-Zola (autrefois rue Notre-Dame) est, depuis le Moyen Âge, la rue commerçante la plus importante de Troyes. Elle a été rénovée de 2003 à 2004.
Un kiosque à musique fut érigé en 1887 dans le jardin du Rocher. Construit par l'architecte Vermot grâce à un legs de l’ouvrier Jean-Baptiste Brissonnet, il possède un toit hexagonal en zinc et un campanile en forme de bulbe doré.
Dans le quartier dit du « Le Bouchon de Champagne », aire urbaine et historique recouvrant la quasi-totalité du centre-bourg de Troyes et faisant l'objet d'un PSMV (plan de sauvegarde et de mise en valeur), plusieurs maisons d'habitation à colombage (ou « à pan de bois ») ont été ainsi maintenues dans leur état d'origine. Ces logis, qui ont été, pour la plupart, construits au cours du XVIe siècle, sont, entre autres, visibles au sein de la rue Simart. En outre, « Le Bouchon de Champagne », comporte également d'autres structures d'architecture remarquable, tels que des bâtiments du XVIe siècle, façonnés au moyen de pierres et de briques — dont certains sont munis d'une façade ayant un parement appareillé « en damier » de style champenois — ; ainsi que d'anciens hôtels particuliers maçonnés de pierre, attribués aux XVIIe et XVIIIe siècles. Enfin, disposés en pourtour de plusieurs places à vocation marchande, des immeubles, également constitués en pierre et élevés au cours des XIXe et XXe siècles, viennent compléter l'inventaire du patrimoine bâti appartenant à ce quartier historique.
Dans la rue Ambroise-Cottet, un immeuble, édifié en 1935, est pourvu d'ornement à motif géométrique, de garde-corps en fer forgé de type art déco encadrant les huisseries, ainsi que de 3 frontons venant surmonter la façade externe. En raison de ses éléments architecturaux, ce bâtiment, doté de trois niveaux, a bénéficié d'un label « patrimoine du XXe siècle » en date du 14 septembre 2000.
Situé en pourtour de la place Audiffred, l'ancien hôtel Camusat, édifice où est actuellement installé le siège de la chambre du commerce et de l'industrie départementale, est constitué d'un bâtiment central encadré par deux ailes latérales et disposées en retour d'équerre. Son escalier central, dont le palier est recouvert de dalles disposées en cabochons, est muni d'une rampe ornée de décors aux formes cintrées. De nombreux éléments, tels que des boiseries, des glaces entourées par des trumeaux lambrissés, un parquet de type « Versailles » (semblable à ceux du château versaillais), mais également une cheminée ouvragée en marbre de couleur grise, composent entre autres l'architecture d'intérieur du monument. Cette construction, érigée au début du XVIIIe siècle et ayant fait l'objet de remaniements ultérieurs, a fait l'objet d'une première inscription sur la liste des monuments historiques le 8 mai 1930 — notamment pour sa toiture et sa façade —, puis d'une deuxième inscription — pour son escalier, l'un de ses salons, certaines de ses salles et sa décoration d'intérieur — le 26 juin 2012.

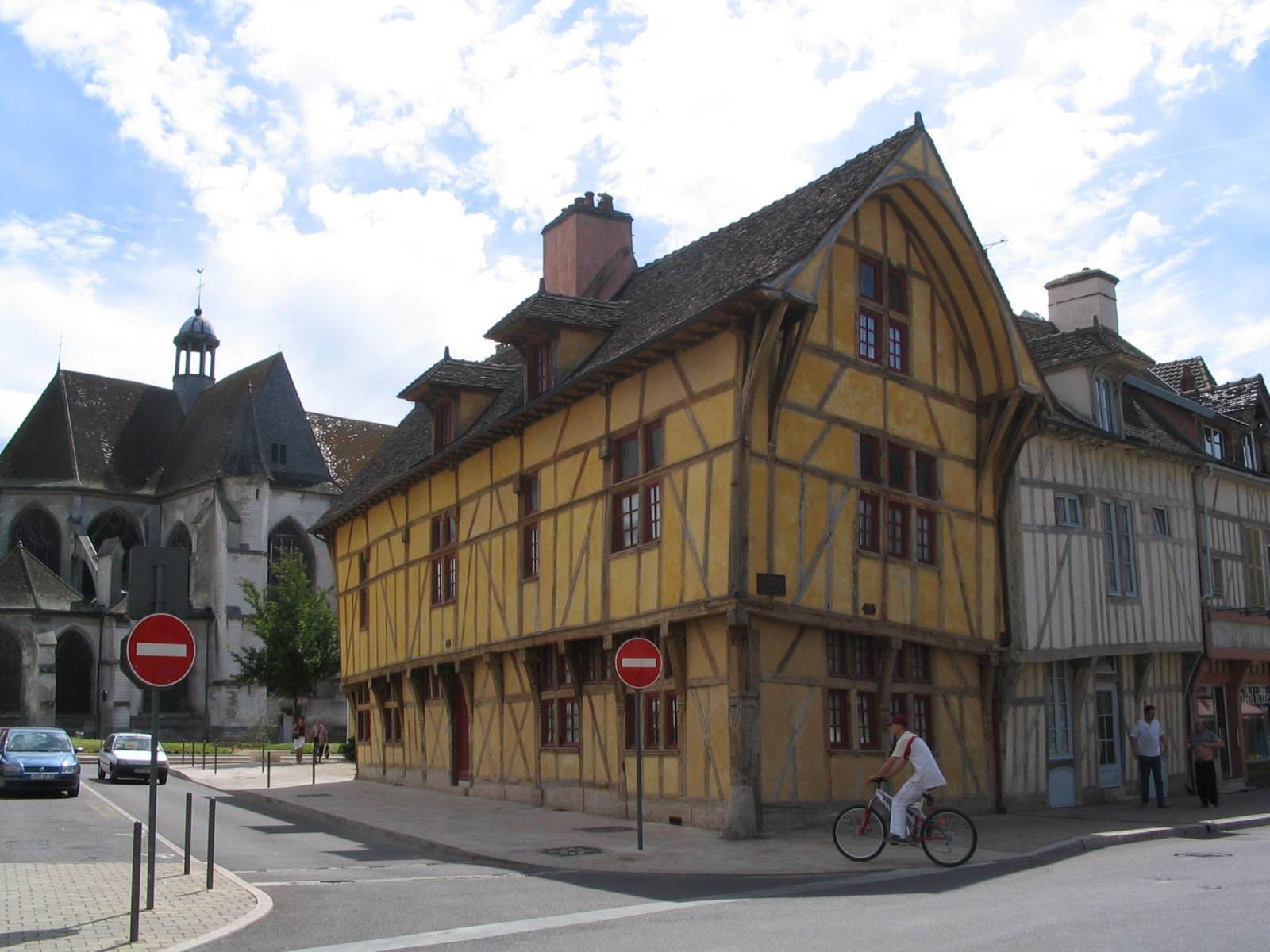
Maisons traditionnelles.
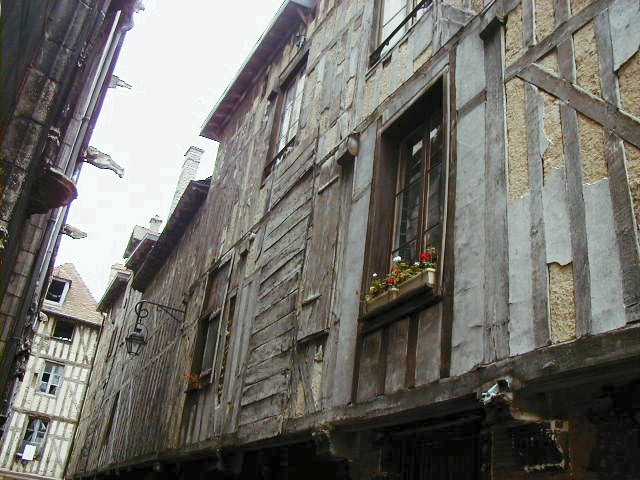
Ruelle de Troyes.
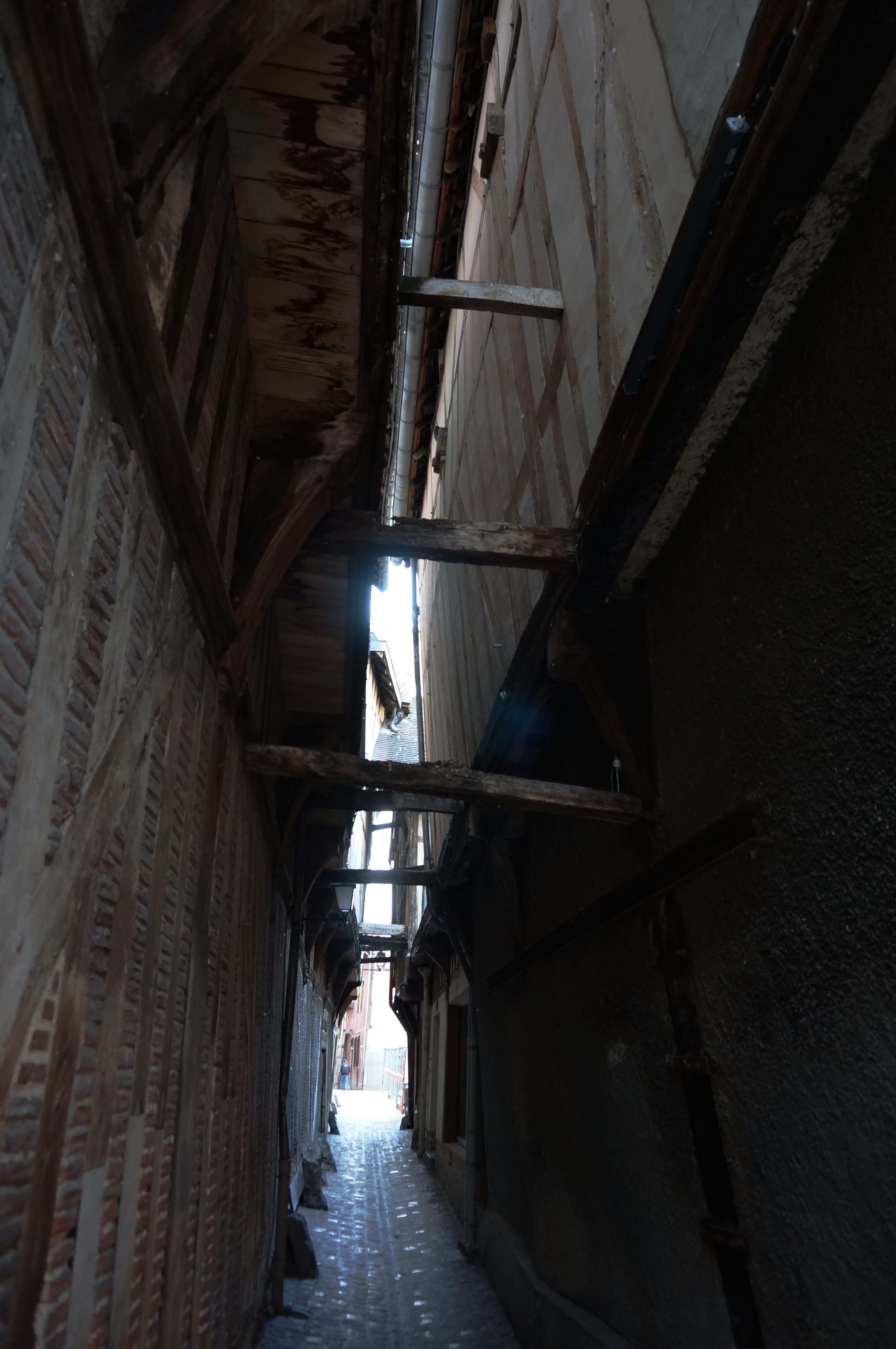
La ruelle des Chats.
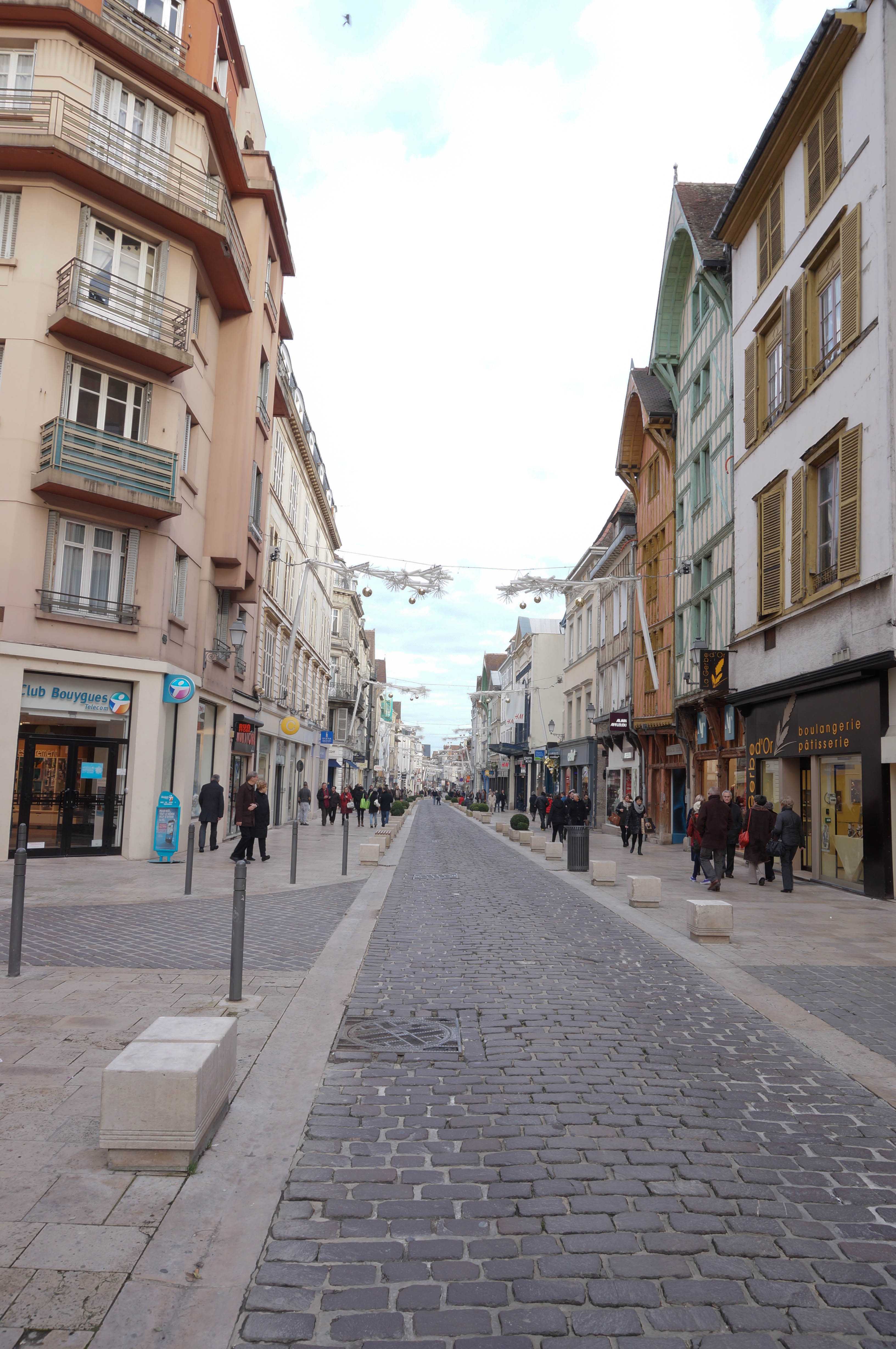
La rue Émile-Zola.
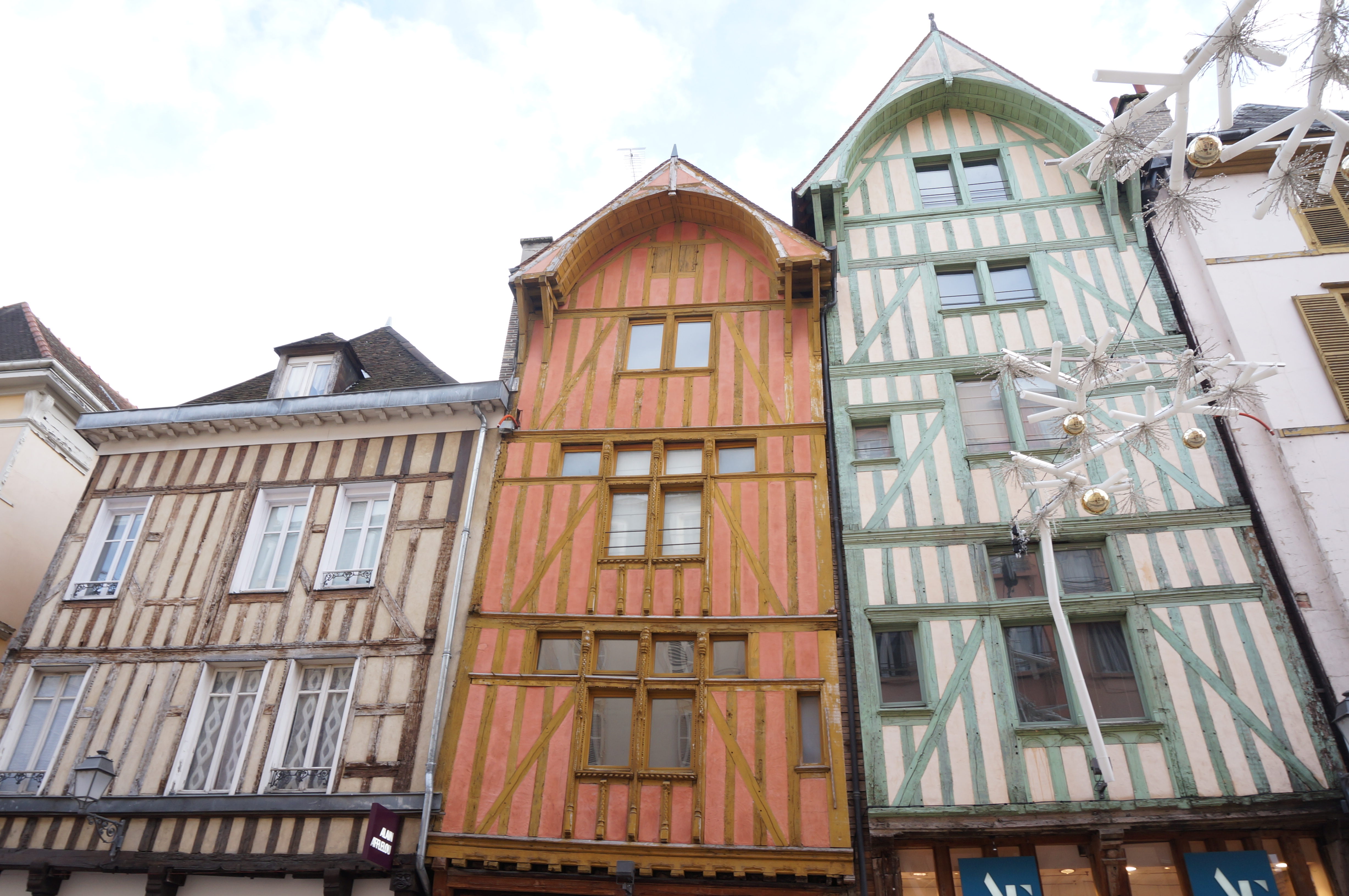
Les no 115 et no 117 de la rue Émile-Zola.
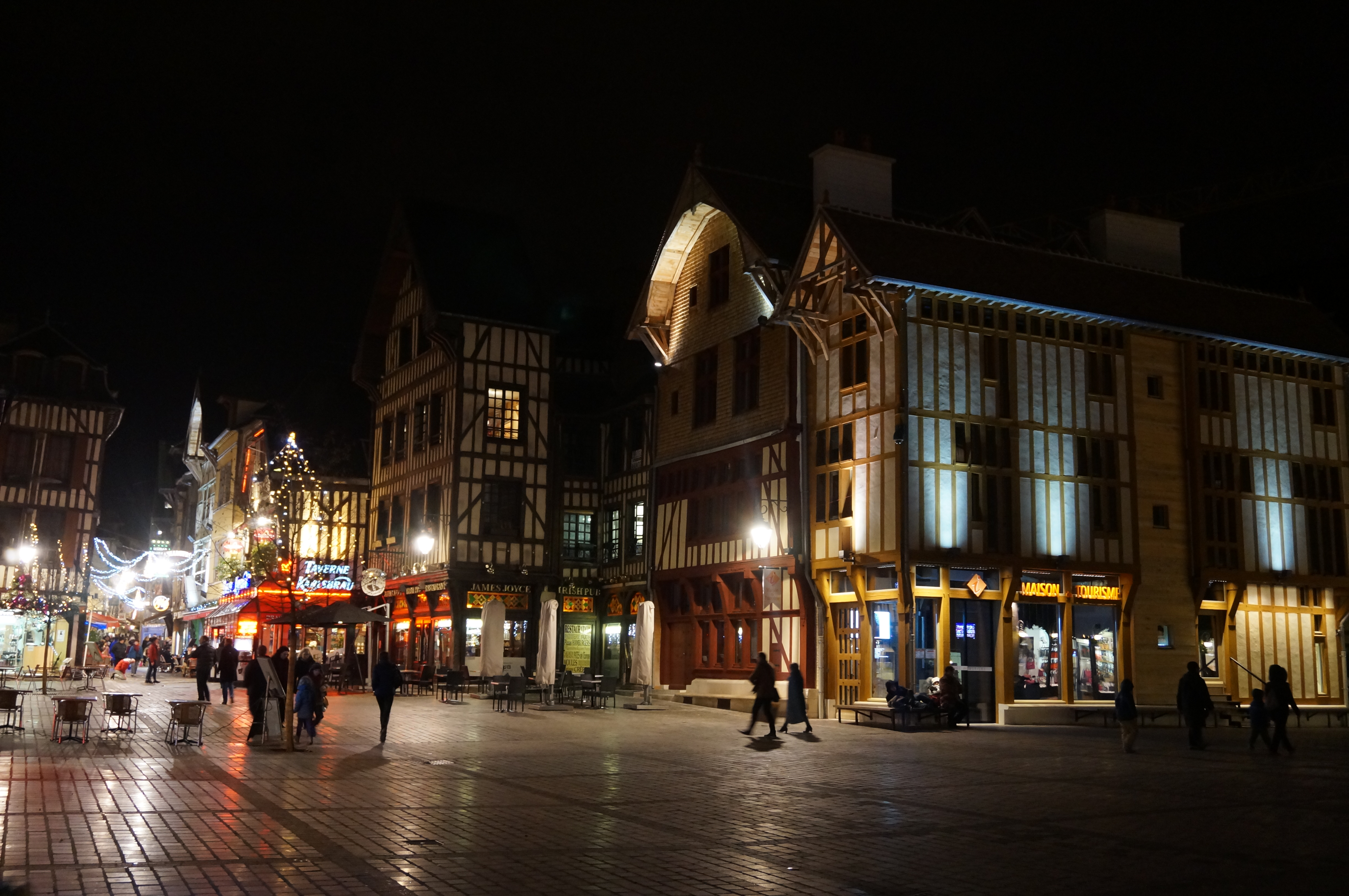
Vue sur la rue Champeaux et la rue Aristide-Briand la nuit.

#### Musées

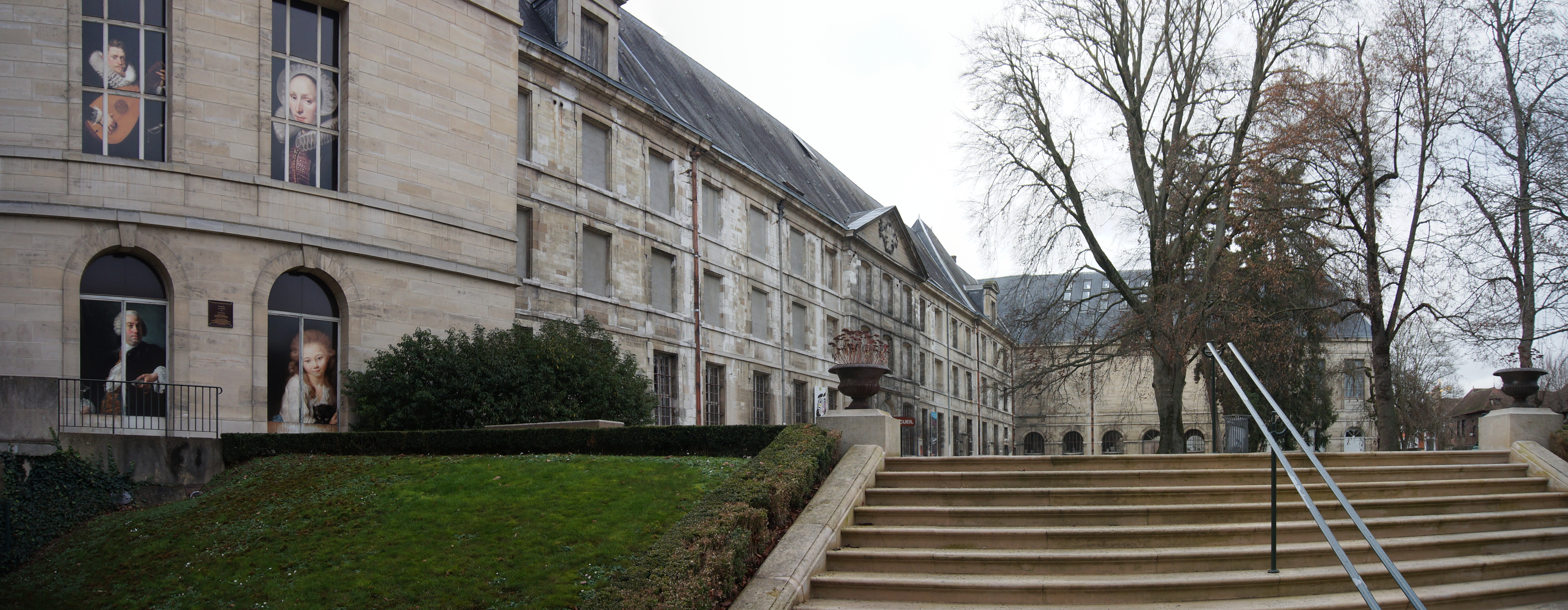
Le musée Saint-Loup (musée des beaux-arts).

La ville de Troyes compte neuf musées dont quatre municipaux afin d'abriter le patrimoine riche et historique de la ville (pièces archéologiques, objets d'art, peintures, sculptures…) dont :
- le musée d'art moderne (MAM)[V 16] ;
- la Maison de l'outil et de la pensée ouvrière ;
- le musée de Vauluisant, qui comprend :
  - le musée historique de Troyes et de la Champagne ;
  - le musée de la bonneterie ;
- l'Apothicairerie et la Cité du vitrail dans l'Hôtel-Dieu-le-Comte[V 17] ;
- le musée Saint-Loup (musée des Beaux-Arts)[V 18], installé dans l’ancienne abbaye de Saint-Loup ;
- le musée Aubois d'histoire de l'éducation.

À cela s'ajoute Passages, centre d'art contemporain, dans le centre-ville, rue Jeanne-d'Arc.

#### Espaces verts
À proximité de Troyes se trouve le parc naturel régional de la forêt d'Orient (d'une superficie de 80 000 ha). Mis en service en 1966, il est l'un des premiers parcs naturels créés en France.

#### Le Cœur de Troyes

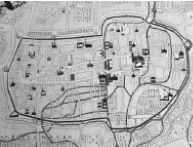
Carte du cœur de Troyes dénommé le Bouchon de Champagne. Document réalisé en 1778.

Quai de Dampierre, au carrefour de celui-ci avec les rues Passerat et Hennequin, au-dessus d'une courte section recouverte du canal et non loin de la cathédrale et de la préfecture, Troyes s'est doté d'une œuvre de Michèle et Thierry Kayo-Houël : un Cœur monumental. L'emplacement a été choisi afin que cette sculpture soit placée entre la tête et la base du bouchon : « en plein cœur de Troyes ». « C'est le cœur et l'histoire de la ville, la rencontre de deux quartiers, celui de l'hôtel de ville et celui de la cathédrale sur les quais des Comtes de Champagne, origines de la ville » raconte Michèle Kayo-Houël. Ajouré pour ne pas couper la perspective du canal, monumental et léger — deux cents morceaux d'acier inoxydable de 40 cm × 40 cm assemblés entre eux ; au total 1,3 tonne d'inox transformée en fines dentelles de 6 mm d'épaisseur, inox microbillé finalement pour rendre mates ses surfaces, ceci afin d'éviter les reflets et de fixer ainsi la lumière. Une caméra à l'approche, et à trois distances différentes correspond une intensité lumineuse qui permet de faire battre le cœur plus vite,. Avec Le Cœur de Troyes, la ville de Troyes a gagné en notoriété en Asie.

#### La Feuille
La Feuille, nouvelle œuvre des époux Kayo-Houël est installée avec la requalification du parvis des Halles ; après la rénovation de la Halle. Il s'agit d'une sculpture monumentale en 4 dimensions (lumières). La nuit, un éclairage coloré donne à découvrir la sculpture sous un nouveau jour (La lumière évolue au fil des saisons : orangée à l'automne, bleue en hiver, verte au printemps, et rouge l'été. Aux saisons donc, et à l'automne, le parvis des Halles est inauguré le 15 novembre 2019. L'ensemble est complété par des potelets de sécurité et par deux bancs designés selon le motif principal.
La sculpture est entièrement réalisée avec le concours de l’entreprise de métallerie et de ferronnerie Arts et Forges, à La Chapelle-Saint-Luc, et des Ateliers de carrosserie Bonenfant à Buchères ; elle est composée d'acier inox microbillé (le microbillage est un traitement de surface consistant à projeter des microbilles sur une pièce en inox ou bien d'aluminium)

#### Patrimoine archéologique
La commune champenoise dispose de 11 sites archéologiques, fouillés, inventoriés et répertoriés,. L'essentiel de ces lieux de prospections sont localisés au sein du centre-bourg ainsi que dans la zone urbaine l'avoisinant,. Par ailleurs la totalité de ces sites font ou ont fait l'objet d'investigations archéologique dites « préventives »,. Le tableau ci-dessous a pour objectif de récapituler l'ensemble des sites archéologiques de la ville de Troyes, :
|       | Nom du site et emplacement                                                        | Période historique   |
| ----- | --------------------------------------------------------------------------------- | -------------------- |
| no 1  | « Moulin de la Paresse » ou de « La Tannerie »                                    | XIIe – XIXe siècles  |
| no 2  | « Moulin de Pétale »                                                              | XIIe – XIXe siècles  |
| no 3  | « Moulin de la Pielle » ou du « Pré-l'Évêque »                                    | XIIe – XIXe siècles  |
| no 3  | « Moulin de Croncels »                                                            | XIIe – XVe siècles   |
| no 4  | « Moulin Saint-Quentin »                                                          | XIIe – XIXe siècles  |
| no 5  | « Moulin Saint-Quentin »                                                          | XIIe – XIXe siècles  |
| no 6  | Nécropole, rue de la Paix                                                         | Époque mérovingienne |
| no 7  | Route gallo-romaine, rue Ambroise-Cottet                                          | Antiquité            |
| no 8  | Habitation médiévale, rue André-Malraux                                           | Époque médiévale     |
| no 9  | Route antique et/ou moyenâgeuse, rue Pasteur                                      | Antiquité, Moyen Âge |
| no 10 | Route antique, rue Jeanne-d'Arc                                                   | Époque gallo-romaine |
| no 11 | Chartreuse Notre-Dame de l'Échelle ou de « l'Argentière », quartier des Chartreux | XVIIe siècle         |

### Patrimoine culturel

#### Lieux culturels

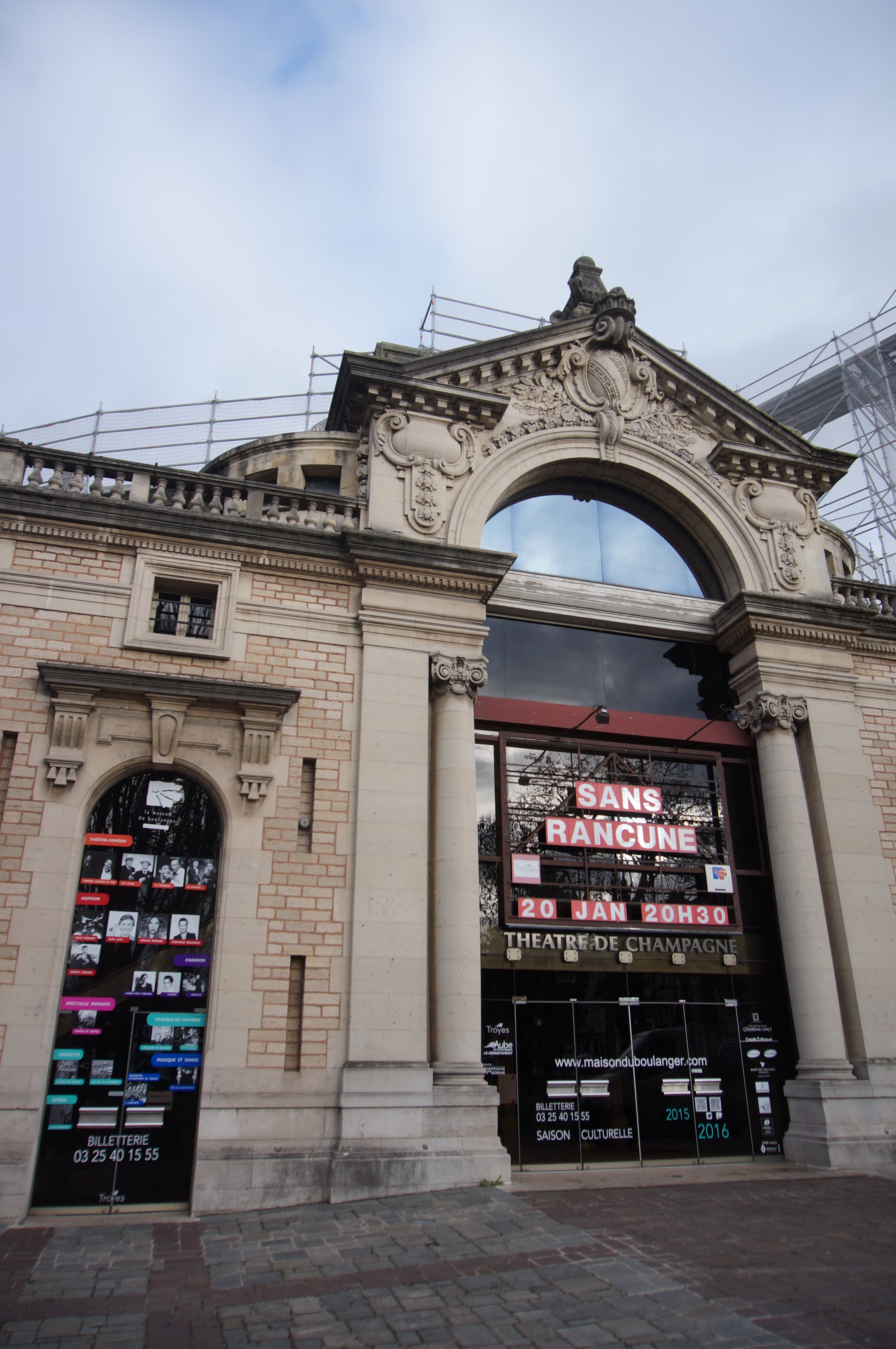
Le théâtre de Champagne.

Troyes dispose de deux grandes salles pour l’accueil des manifestations publiques. Considéré comme la plus grande salle du département, l'espace Argence est situé au cœur même de la ville ancienne. Il dispose d'une capacité maximale de 3 000 places. En complément de cet espace, la municipalité a ouvert en octobre 2008 Le Cube, situé dans le parc des expositions de Troyes, qui peut accueillir jusqu'à 6 500 personnes debout. Chaque année, de nombreux événements sont organisés dans ces lieux, notamment le festival des Nuits de Champagne et le salon du livre pour la jeunesse.

Les théâtres sont gérés par la municipalité dans le cadre du plan visant à améliorer la culture de la ville. Les deux grands théâtres de Troyes sont le théâtre de Champagne, avec une capacité de 1 100 places (ce dernier a remplacé le cirque de Troyes, détruit par un incendie), et le Théâtre de la Madeleine, avec une capacité de 600 places. Ces théâtres accueillent chaque année l’Orchestre symphonique de l'Aube.

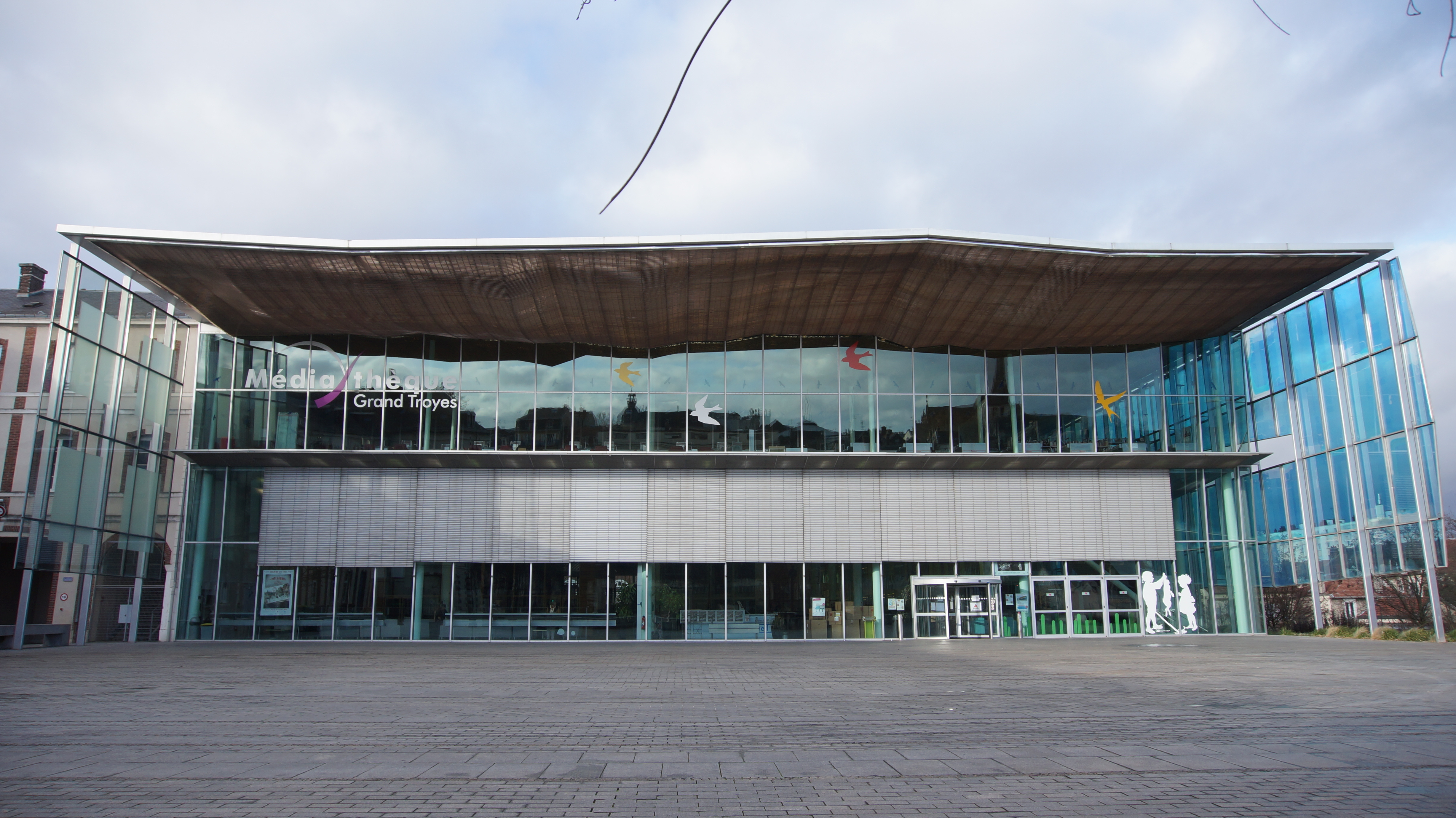
La médiathèque de Troyes Champagne Métropole.

Ouverte en 2002 près de l’espace Argence, la médiathèque Jacques-Chirac rassemble près de mille ans d'histoire du livre. Anciennement fermée à la suite d'un incendie survenu le 1er juillet 2009, elle a rouvert ses portes depuis le 11 janvier 2010. Avec plus de 400 000 documents, 50 000 ouvrages dont 1 700 manuscrits du Moyen Âge, cette médiathèque est l’une des plus riches de France. La ville compte également deux autres médiathèques localisées dans le quartier des Chartreux et des Marots.
Le CGR Troyes, anciennement le Ciné City est le principal multiplexe du département. Il diffuse chaque semaine une quinzaine de films dans plus de dix salles équipées et possède une capacité de 2 040 places (dont 54 pour handicapés). Avant la création du Ciné City, Troyes comptait trois complexes cinématographiques : l'Alhambra (quatre salles), l'Alpha (trois salles) et le Paris (deux salles).
La ville de Troyes est le siège de la Société académique d'agriculture, des sciences, arts et belles-lettres du département de l'Aube.

#### Manifestations et festivités
Créé en 1975, La Maison du Boulanger gère la politique culturelle et festivalière de Troyes.
Si les traditionnelles foires de Champagne existent toujours, il n'existe aujourd'hui qu'une seule manifestation commerciale d'exposants, se tenant chaque année au Cube Troyes Champagne Expo. Elles entament cependant leur mutation après avoir été annulées depuis 2020 en raison de la pandémie de Covid-19 (et de la transformation jusqu'en 2022 du complexe en centre de vaccination). Selon Marc Sebeyran, les foires généralistes « n’étaient plus porteuses de succès tant au niveau du public que commercial ». Le président de la Maison du Boulanger souhaite « un concept moderne avec des références aux foires médiévales. ». Ce nouveau concept des foires de Champagne pourrait succéder au salon de la gastronomie qui se tient depuis 1997.
Le festival « Nuits de Champagne » est le principal festival culturel du département de l’Aube. Il fut créé sous sa première forme en 1988 et se tient pendant la première semaine des vacances de la Toussaint. Depuis 1993, un ou plusieurs compositeurs sont les invités d'honneur, devenant l'emblème du festival.

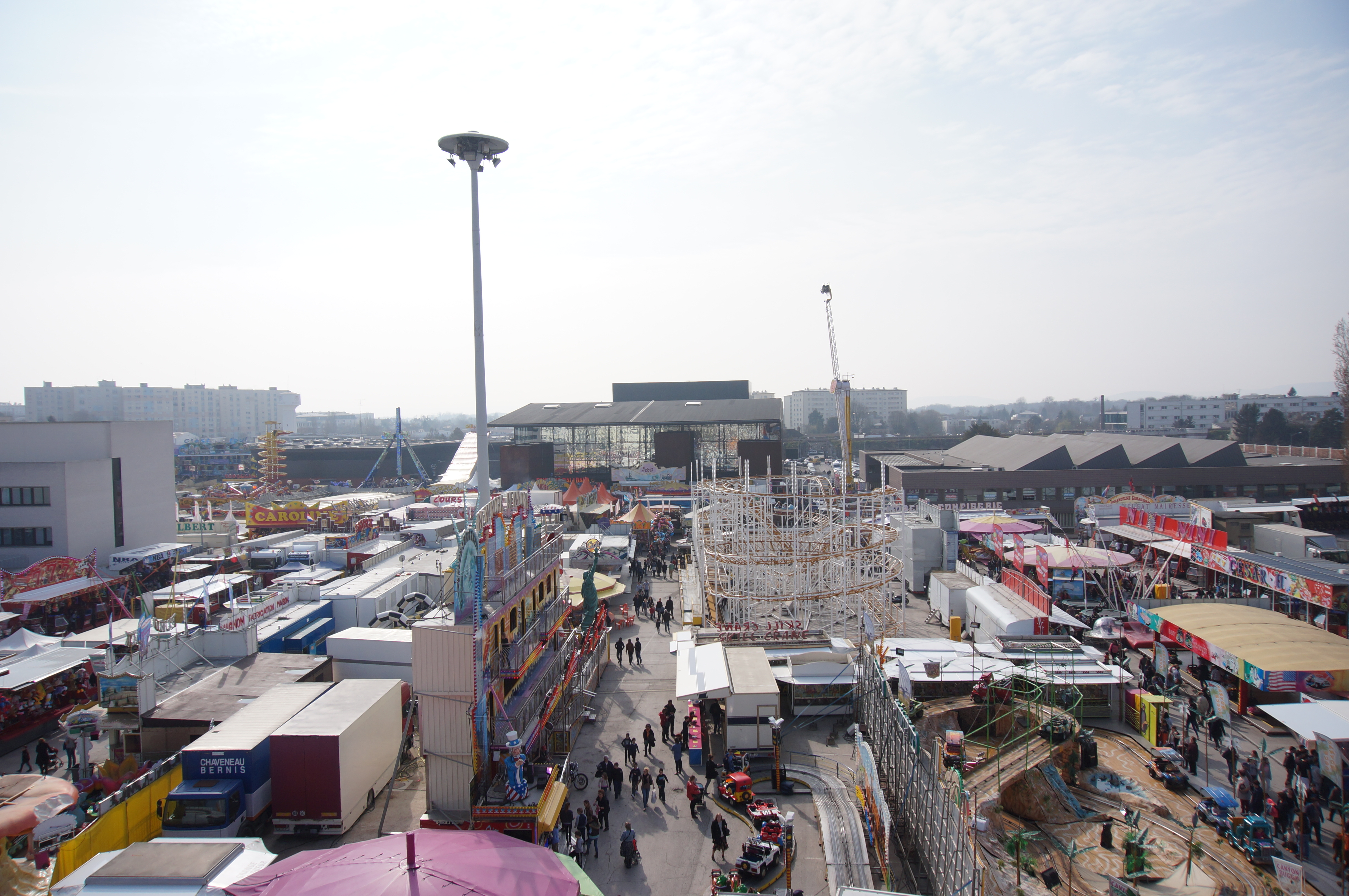
Le site des Foires de Mars en 2015.

Les Foires de Mars se tiennent lieu tous les ans durant les mois de février et de mars sur l’esplanade de Belgique, et fait partie des évènements qui ouvrent chaque année la saison des fêtes foraines en France. En 2023, la foire compte 173 manèges, jeux, stands de restauration et autres métiers, répartis sur 30 000 m2.
Parmi les autres évènements manifestations et festivités culturels phares de la ville, citons le festival Ville en musiques se tenant chaque été, le salon régional du livre pour la jeunesse, le salon de l'habitat de la décoration, les concerts de l’Orchestre symphonique de l’Aube, etc.

#### Lieux de tournage
Quelques films ont comme lieu de tournage la ville de Troyes :
- 1920 : Tout Troyes au cinéma, film muet,
- 1920 : Arsène Lapin chez les Troyens, film muet tourné à Troyes,
- Quatre à Troyes est un film français de moyen métrage réalisé par Pierre-Jean Ducis en 1934.
- 1958 : La P... sentimentale film tourné à Troyes, réalisé par Jean Gourguet avec Maurice Sarfati, Maria Vincent, Jacques Dumesnil, Pierre Larquey, Andrex ;
- 1963 : Le Train de John Frankenheimer, avec Burt Lancaster et Michel Simon
- dans le film Le Pacha (1968) de Georges Lautner, une scène a été tournée dans la gare de Troyes. Raoul Saint-Yves avait pour rôle le chef de cet arrêt ferroviaire[294] ;
- dans le film Le Viager sorti en 1972 de Pierre Tchernia avec Michel Serrault et Michel Galabru, plusieurs scènes sont tournées à la gare de Troyes ;
- des scènes du film Les Quatre Charlots mousquetaires d'André Hunebelle en 1974 sont tournées dans le quartier Vauluisant ;
- Thomas de Jean-François Dion
- toujours à la gare de Troyes, Un étrange voyage de Alain Cavalier (1981) raconte l'histoire de Pierre (Jean Rochefort) dont la mère a disparu alors qu'il devait arriver par le train de la ligne Paris – Troyes. Le corps de la femme sera retrouvé au terme de leurs recherches ;
- le film Notre histoire de Bertrand Blier sorti en 1984 où des scènes sont tournées à la gare de Troyes ;
- une scène du film Je préfère qu'on reste amis... d'Éric Toledano et d'Olivier Nakache (2005) a été tourné aux Foires de Mars ;
- 2018 : Ami Ami, de Victor Saint Macary (d) ;
- 2018 : « Le Bon Copain », court-métrage de Nicolas Keitel avec Guillaume Verdier, Maud Wyler
- en 2018, le film Joyeuse retraite ! réalisé par Fabrice Bracq, qui réunit Thierry Lhermitte et Michèle Laroque, est principalement tournée à Troyes et dans l'agglomération troyenne[295] ;
- 2018 : Un peuple et son roi, de Pierre Schoeller, avec Gaspard Ulliel, Adèle Haenel, Louis Garrel, Laurent Lafitte, Izïa Higelin, Denis Lavant[296]
- En 2021, le film « La Dégustation » avec Bernard Campan et Isabelle Carré y a été tourné[297] ;
- En 2021, la série Or de lui avec Ramzy Bedia a été tourné dans l'Aube et notamment à Troyes[298].
- En 2022, plusieurs scènes du film Les Trois Mousquetaires : D'Artagnan produit par Dimitri Rassam avec Vincent Cassel, François Civil ou encore Eva Green ont été tournés au centre-ville[299].
- En 2023, le film « Ici et là-bas » (sorti en 2024) du réalisateur Ludovic Bernard a été tourné dans plusieurs endroits de la ville, notamment devant la cathédrale de Troyes avec Ahmed Sylla et Hakim Jemili[300].

### Gastronomie

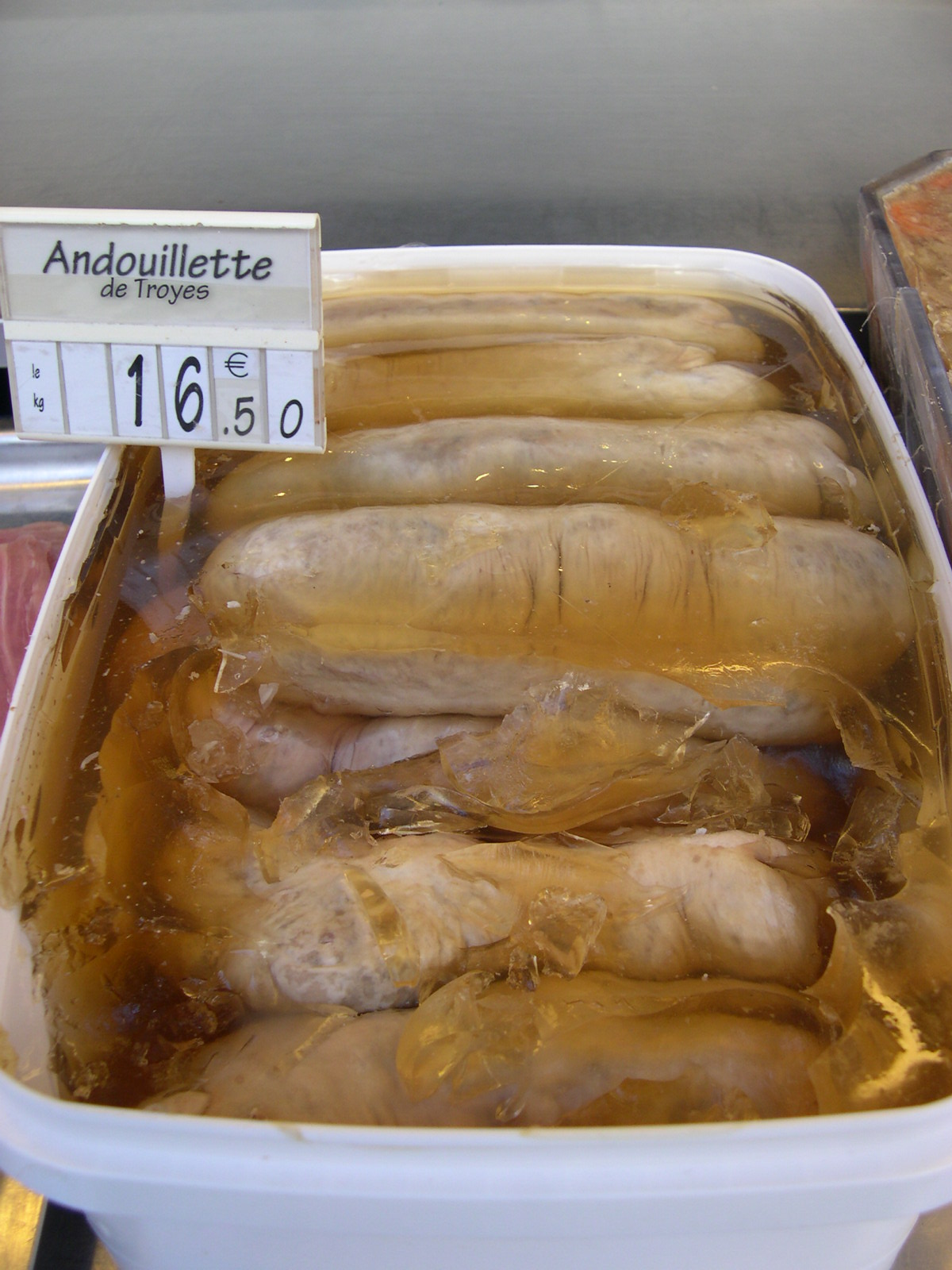
Des andouillettes de Troyes.

Le champagne, principalement (le vignoble touche presque Troyes), et le cidre de l'excentré pays d'Othe appartiennent au patrimoine gastronomique troyen et aubois. La production du champagne se répartit sur trois zones situées dans la Côte des Bar et sur les terroirs de Montgueux et Villenauxe-la-Grande. En tout, le vignoble aubois représente 7 132 ha soit 22 % de toute l'aire d'AOC, ce qui permet à Troyes et son département d'être au deuxième rang des plus grands producteurs de cette boisson. Une AOC réputée mais de faible étendue produit, à côté du champagne, un vin « tranquille » : le rosé des Riceys classé, selon les viticulteurs locaux, parmi les meilleurs de France. Ce rosé est relativement coûteux, le raisin étant le même que celui servant à élaborer le champagne.
Le cidre du pays d'Othe, encore de forte réputation locale grâce à quelques producteurs artisanaux et à l'assez importante cidrerie Bellot, est élaboré depuis le XVIe siècle à partir de la production des vergers importants qui s'étendent aussi sur le territoire du département de l'Yonne : sa production annuelle approche des cent mille bouteilles. Le Cacibel est une boisson faite de cidre, de cassis et de miel.[réf. nécessaire]
La prunelle de Troyes est une liqueur à 40° élaborée à base de noyaux de prunelle par un producteur installé devant la cathédrale dans une demeure historique (le Caveau Saint-Pierre).
L'andouillette de Troyes, telle qu'elle est connue depuis des décennies et maintenant répertoriée par le Code des usages de la charcuterie, est composée exclusivement de chaudins complets (gros intestin de porc) et d’estomacs de porc, découpés en lanières à cru ou après pochage, embossés à la main ou non, plus rarement "tirés à la ficelle", mais il n'en alla pas toujours ainsi. Pierre-Brice Lebrun, dans son ouvrage L'andouillette de Troyes, en affirme la présence et la renommée dès le XVIe siècle, mais il y a confusion avec un produit mal identifié dénommé andouille (le terme fut pour le moins générique autrefois). Un industriel de la charcuterie installé en périphérie immédiate de Troyes, entreprise depuis début 2019 intégrée au groupe Popy (qui a également acquis les marques élaborées à Jully-sur-Sarce, dans le département), un artisan charcutier de Sainte-Savine, limitrophe de Troyes, ont obtenu et vu renouveler le diplôme de l'AAAAA, dite aussi "5A" (Association amicale des amateurs d'andouillette authentique).
Réputée de longue date, et devant un peu de sa notoriété au chapitre Andouillette à un poème de Charles Monselet souvent cité, la charcuterie troyenne se vantait plus spécialement de sa hure de porc et de ses andouilles au XIXe siècle.
Le fromage est également à l'honneur avec le chaource (élaboré à trente kilomètres au sud), un fromage au lait de vache, à pâte molle et croûte fleurie qui a obtenu l'appellation d'origine protégée en 1996.
La gastronomie troyenne revendique la choucroute du Briennois, les produits de la chocolaterie Jacquot (groupe Cémoi), les pâtisseries de Pascal Caffet, l’huile de chanvre, peu adéquate pour la cuisson, et l'agneau de l'Aube (une marque).

### Personnalités liées à la commune

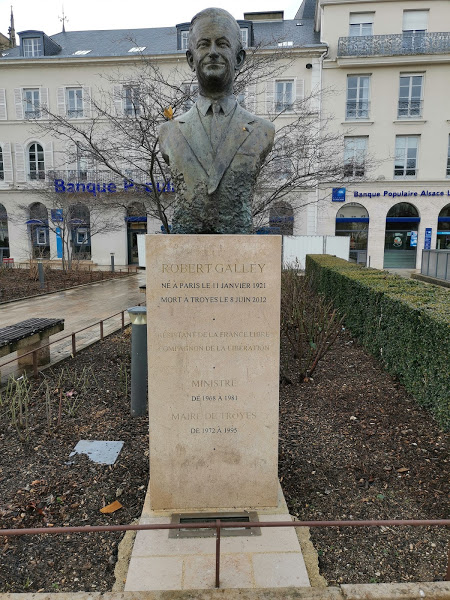
Robert Galley, ancien maire de Troyes (1972-1995).

De nombreuses personnalités ont influencé la ville de Troyes. Parmi eux, saint Loup, évêque de Troyes, qui réussit à préserver sa ville d'Attila et des Huns.
Considéré par les Juifs comme le Parshandata, Rabbi Chlomo ben Itzhak HaTzarfati dit Rachi, est l'une des figures les plus influentes du judaïsme. À Troyes, il fonde une école talmudique qui attire rapidement des élèves de toute l'Europe. La ville devient ainsi le centre occidental de la pensée juive. En 1990, Elie Wiesel inaugure le monument dédié à Rachi, œuvre de Raymond Moretti, situé à l'approche de l'ancien cimetière juif médiéval.
Henri Ier de Champagne a notamment participé aux côtés de Louis VII à la deuxième croisade et favoriser le développement économique de la Champagne. À Troyes, il fonda la collégiale Saint-Étienne de Troyes, future nécropole des comtes. Son corps déposé dans le chœur de cette église à sa mort, le 16 mars 1181. D'une manière générale, les comte de Champagne marqueront et ont fortement influencé la ville de Troyes, à l’instar de Thibaud IV le Chansonnier, roi de Navarre et également auteur de compositions lyriques variées — qui sera par ailleurs confronté au problème de l'hérésie cathare sur ses propres terres —, ou encore Saint-Thibaut. Durant cette période des comtes de Champagne, la ville de Troyes est le centre d'une importante vie culturelle dans lequel on retrouve la poétesse Marie de France, le maréchal Geoffroy de Villehardouin mais surtout Chrétien de Troyes, né vers 1130 et mort entre 1180 et 1190, qui est considéré comme le premier grand romancier français du XIIe siècle et l'un des grands personnages de la littérature du Moyen Âge grâce à ses nombreux ouvrages. La Bibliothèque bleue, une première forme de littérature dite « populaire », est inventée et imprimée à Troyes dès 1602 par les frères Oudot, notamment Nicolas Oudot dont l'enseigne est le Chapon d'or couronné.
- Etienne Noël, originaire de Troyes, fut en 1540 un des premiers prédicants installés dans les paroisses rurales du comté de Montbéliard. Il serait le "vieil pasteur d'Angrongne » à qui Agrippa d'Aubigné rend hommage dans son Epître aux Lecteurs qui précède son grand poème, Les Tragiques.

Au XVIIe siècle, les peintures de Nicolas et de Pierre Mignard marqueront respectivement les monuments baroque et classiques français, tandis que sainte Marguerite Bourgeoys, née le 17 avril 1620, devient la fondatrice de l'enseignement du français à Montréal. Nicolas Siret, compositeur, organiste, claveciniste est né à Troyes en 1663 et décédé dans la même ville en 1754 (à 91 ans).
Historien local, conservateur du musée Saint-Loup, membre de la Société académique de l'Aube et président du Tribunal civil de Troyes, Antoine-Henri-François Corrard de Bréban a été un citoyen très actif dans l'étude et la valorisation de la ville de Troyes.
Le psychologue et pharmacien français Émile Coué de La Châtaigneraie, né au XIXe siècle, le 26 février 1857 à Troyes, crée une méthode de guérison et de développement personnel fondée sur l’autosuggestion. Ce même siècle, Édouard Marie Herriot né le 5 juillet 1872 à Troyes, préside la Chambre des députés sous la IIIe République, puis l'Assemblée nationale sous la IVe République. Il est l'une des figures du cartel des gauches.
Aujourd'hui, des humoristes comme Jean-Marie Bigard ou Raphaël Mezrahi marquent la société contemporaine. Le chef pâtissier Pascal Caffet, né le 2 mars 1962, gagne le titre de champion du monde des pâtissiers-chocolatiers-glaciers en 1995 à Milan. L'économiste Jean Tirole, né le 9 août 1953 à Troyes, décroche le prix Nobel d'économie 2014.

### Héraldique
| Blason de Troyes | D'azur à la bande d'argent côtoyée de deux doubles cotices potencées d'or de treize pièces, au chef aussi d'azur chargé de trois fleurs de lis d'or. Il s'agit du blason des comtes de Champagne auquel un chef de « bonne ville » (portant les trois fleurs de lys de France) a été octroyé. |

| Armoiries de Troyes concédées par lettres patentes du 2 août 1811, Troyes est alors une ville de seconde classe. | D'azur à la bande d'argent côtoyée de quatre cotices d'or, deux à dextre, deux à senestre potencées l'une en l'autre, le tout surmonté d'un comble d'azur chargé de trois châteaux flanqués de deux tours crénelées, sommées chacune d'un drapeau, le tout d'or, au franc-quartier des villes de seconde classe qui est à dextre d'azur à un N d'or, surmonté d'une étoile rayonnante du même. Il s'agit des armoiries de Troyes (ville de seconde classe), concédées par lettres patentes du 2 août 1811. |

| Armoiries de Troyes concédées par lettres patentes du 3 février 1813, Troyes redevient alors une Bonne ville de France. | Tiercé en fasce : au 1er, des bonnes villes, au 2e d'azur à trois châteaux flanqués de deux tours crénelées, sommées chacune d'un drapeau, le tout d'or, au 3e d'azur à la bande d'argent côtoyée de quatre cotices d'or, deux à dextre, deux à senestre, potencées de l'une à l'autre. Il s'agit des armoiries des bonne ville auquel un chef de gueules (portant trois abeilles d'or) a été octroyé par lettres patentes du 3 février 1813. La ville de Troyes fut la seule ville de France à passer de Seconde classe à Bonne ville de l'Empire. |

| Logo de la ville de Troye | Logo actuel de Troyes : ce logotype est constitué d'un symbole qui apparait sous la forme de 3 flammes faisant écho aux « oriflammes traditionnelles des grands marchés et des fêtes médiévales de Troyes » et du lettrage du nom de la ville, le tout placé au centre d'un fond blanc. Les 3 flammes, composées de bleu et de jaune, renvoie aux armoiries des comtes de Champagne. Le lettrage, au style simple et dénué d'un quelconque empattement, se révèle de type « résolument contemporain, ». |